# Промышленность Баден-Вюртемберга

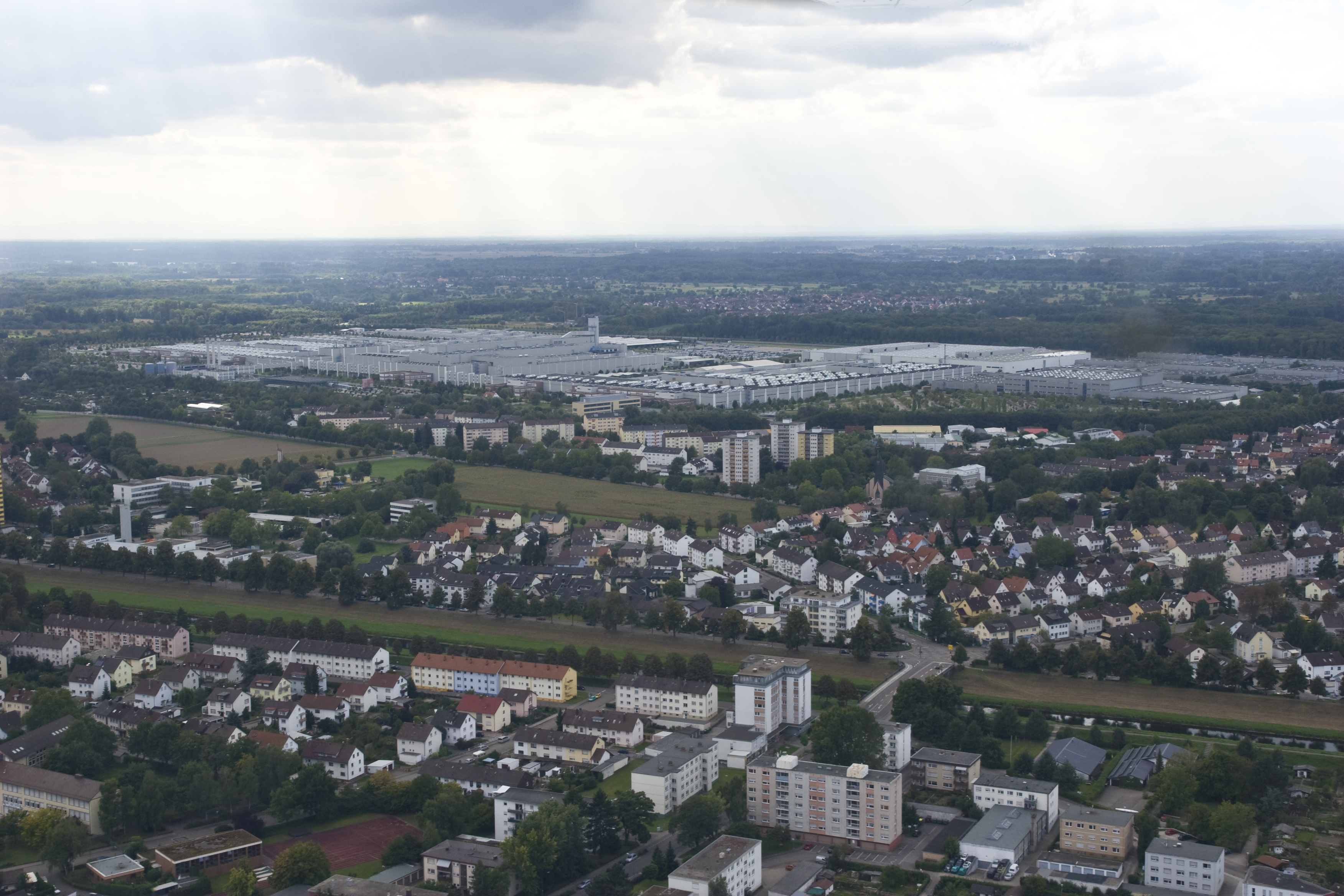
Автозавод Mercedes-Benz в Раштатте

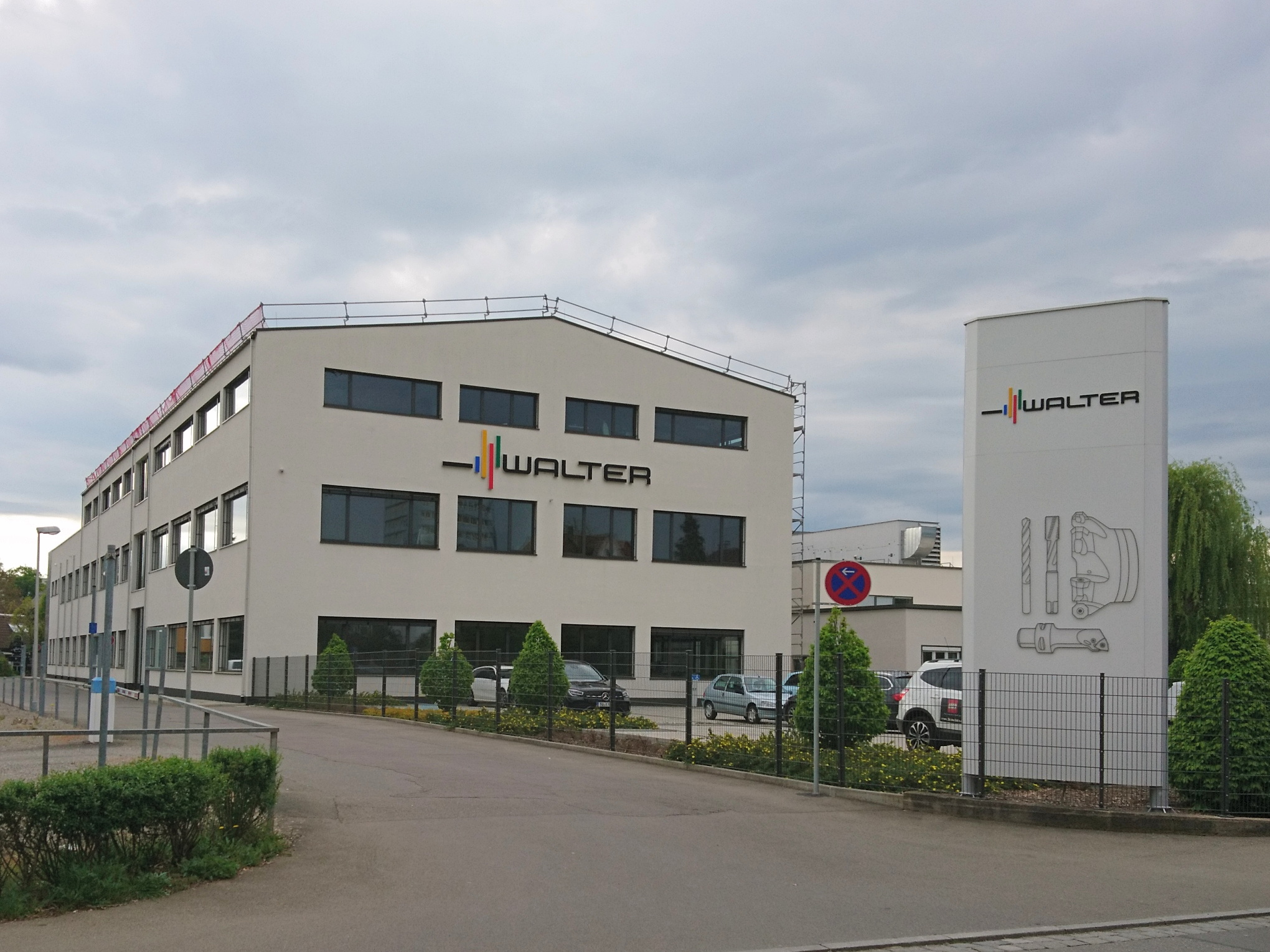
Инструментальный завод Walter в Тюбингене

Баден-Вюртемберг является одним из трёх «промышленных локомотивов» Германии, наряду с землями Северный Рейн-Вестфалия и Бавария. Местная промышленность производит легковые и грузовые автомобили, автобусы, автомобильные и авиационные комплектующие, промышленное и энергетическое оборудование, электронику и электротехнику, химическую продукцию, продукты питания и напитки.
Благодаря передовым отраслям промышленности и высокому уровню научно-исследовательских работ Баден-Вюртембер входит в состав «Четырёх моторов для Европы» и «Голубого банана». Несмотря на присутствие в промышленности крупных корпораций, индустриальную основу Баден-Вюртемберга составляют средние семейные компании, многие из которых ориентированы на внешние рынки.
По состоянию на 2023 год ВВП Баден-Вюртемберга составлял 14,9 % от ВВП Германии; занятые Баден-Вюртемберга составляли 14 % от всех занятых Германии, в том числе 18,2 % от всех занятых в обрабатывающей промышленности страны, 30,6 % от всех занятых в машиностроении и 27,6 % от всех занятых в автомобилестроении; общая численность персонала, занятого в научно-исследовательских и опытно-конструкторских работах в промышленном секторе, составляла 29,7 % от общегерманского показателя.
Кроме того, по состоянию на 2023 год на Баден-Вюртемберг приходилось 15,8 % от всего экспорта Германии, в том числе 26 % от всего экспорта фармацевтической продукции, 22,3 % от всего экспорта машин, 21 % от всего экспорта автомобилей и запчастей, 13,6 % от всего экспорта компьютерных, электронных и оптических изделий. Также на Баден-Вюртемберг приходилось 38,1 % всех заявок на патенты.

## Общие сведения

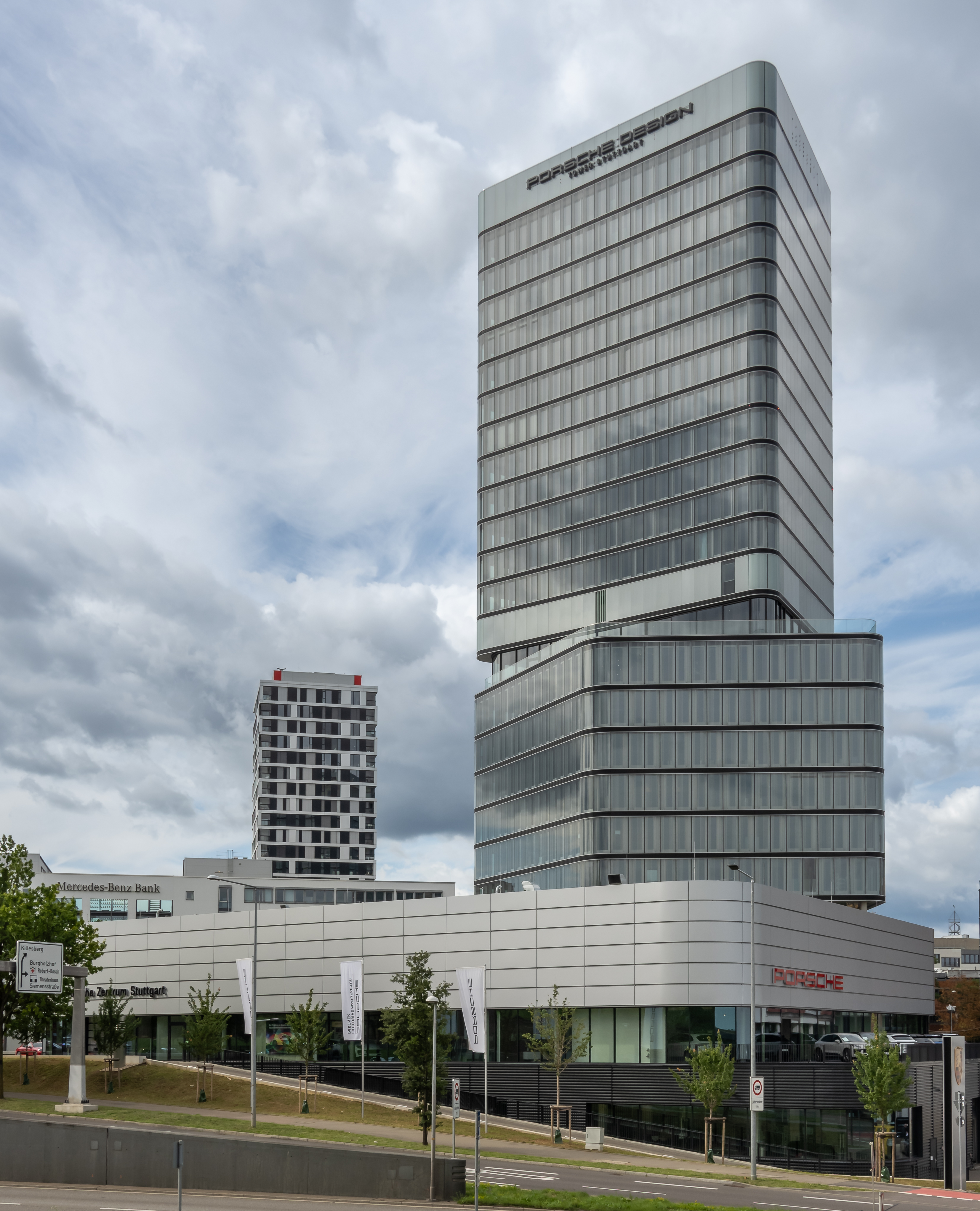
Дизайнерский центр Porsche в Штутгарте

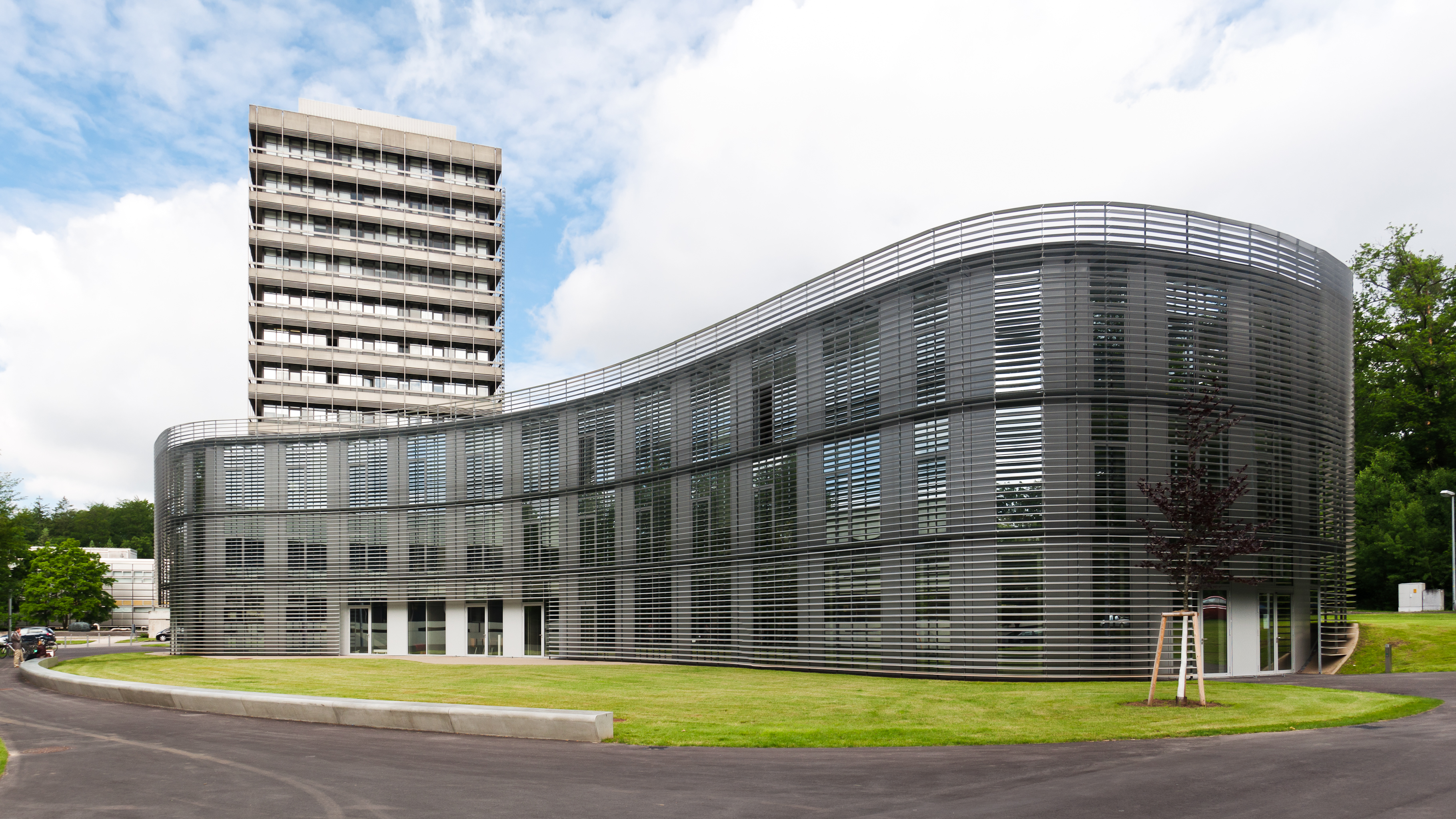
Космический центр Штутгартского университета

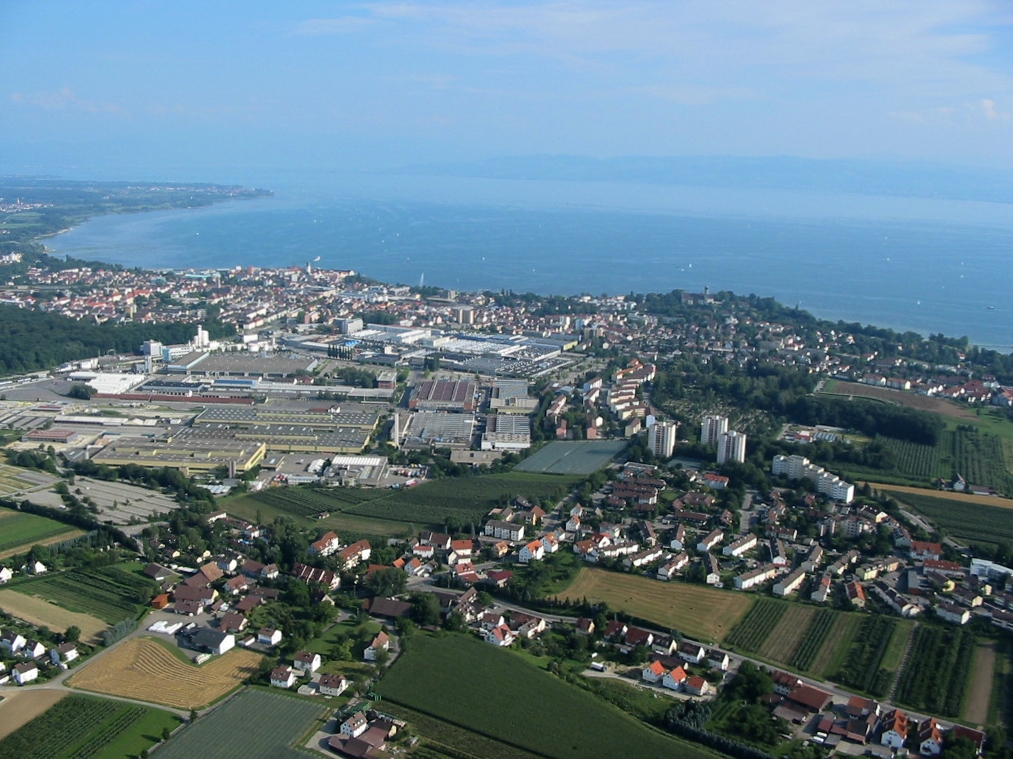
Комплекс MTU Friedrichshafen в Фридрихсхафене

Баден-Вюртемберг не обладает значительными запасами природных ресурсов, однако имеет высокоразвитую обрабатывающую промышленность и инфраструктуру, а также низкий уровень безработицы. Среди всех земель Германии Баден-Вюртемберг имеет крупнейший объём экспорта и третий по величине объём импорта. Кроме того, Баден-Вюртемберг занимает лидирующие позиции в стране по числу базирующихся тут крупнейших транснациональных корпораций, а также по числу инновационных кластеров и «скрытых чемпионов».
Среди отраслей промышленности Баден-Вюртемберга лидирует автомобильная промышленность; в этом секторе доминируют местные автопроизводители Mercedes-Benz Group, Daimler Truck и Porsche, а также производители автомобильных комплектующих Robert Bosch, ZF Friedrichshafen и Mahle. В энергетическом секторе Баден-Вюртемберга доминирует компания Energie Baden-Württemberg.
Важным преимуществом промышленности Баден-Вюртемберга является высокая квалификация местных менеджеров, дизайнеров, инженеров и прочего технического персонала, чему способствуют такие учебные заведения, как Штутгартский университет, Гогенгеймский университет, Технологический институт Карлсруэ, Гейдельбергский университет, Фрайбургский университет, Констанцский университет, Мангеймский университет, Ульмский университет, Тюбингенский университет, университет Цепеллина, Штутгартская высшая техническая школа, Хайльброннская высшая школа, Ройтлингенская высшая школа и Пфорцхаймская высшая школа.
По состоянию на 2022 год в Баден-Вюртемберге насчитывалось 38 тыс. промышленных компаний, на которых было занято 1,52 млн человек (суммарный оборот этих компаний составлял 572 млрд евро), и 49,3 тыс. строительных компаний, на которых было занято 261,4 тыс. человек.
По состоянию на 2023 год валовой внутренний продукт Баден-Вюртемберга составлял 615 млрд евро; на промышленность приходилось 33,7 % ВВП (в том числе на обрабатывающую промышленность — 31,1 %), на строительство — 6,1 % ВВП. Общее число занятых составляло 6,45 млн человек, из них в промышленном секторе работало 24,9 % от всех занятых, а в строительстве — 5,5 %.
В 2023 году в Баден-Вюртемберге имелось 8,51 тыс. предприятий обрабатывающей промышленности, на которых было занято 1,31 млн человек; их суммарный оборот составлял 447,82 млрд евро, а внешнеторговый оборот — 261,3 млрд евро; средняя заработная плата на одного работника составляла 60,79 тыс. евро. Структура обрабатывающей промышленности Баден-Вюртемберга по состоянию на 2023 год была следующей: производство автотранспортных средств, прицепов и полуприцепов — 31,6 % от общего оборота; производство машин и оборудования, не включенных в другие разделы — 18,8 %; производство готовых металлических изделий, кроме машин и оборудования — 7,1 %; производство электротехнического оборудования — 6,7 %; производство компьютерной, электронной и оптической продукции — 6,7 %; производство продуктов питания — 4,3 %; производство химической продукции — 4,3 %; производство резиновых и пластмассовых изделий — 3,7 %; производство фармацевтической продукции — 1,7 %.
Кроме того, в 2023 году в Баден-Вюртемберге имелось 126,88 тыс. ремесленных предприятий, на которых было занято 760 тыс. человек; их общий оборот составлял 121,4 млрд евро (к этому сектору относится ручное несерийное производство кондитерских и ювелирных изделий, сувениров, музыкальных инструментов или керамики, ремонт автомобилей, обуви, мебели или бытовой техники).

### Внешняя торговля
В 2023 году экспорт Баден-Вюртемберга составлял 251,88 млрд евро; основными статьями экспорта были автомобили и запчасти (56,82 млрд евро), машины (50,19 млрд евро), фармацевтическая продукция (29,37 млрд евро), устройства обработки данных, электронные и оптические изделия (18,17 млрд евро), электрооборудование (17,9 млрд евро) и химическая продукция (12,06 млрд евро). Основными партнёрами Баден-Вюртемберга по экспорту были 27 стран Европейского союза (121,31 млрд евро), включая Францию (18,97 млрд евро), Нидерланды (17,53 млрд евро) и Италию (14,92 млрд евро), а также США (36,4 млрд евро), Китай (18,74 млрд евро), Швейцария (18,14 млрд евро), Великобритания (10,9 млрд евро) и Япония (4,09 млрд евро). В том же году импорт Баден-Вюртемберга составлял 229 млрд евро; основными партнёрами по импорту были Евросоюз (128,48 млрд евро), включая Италию (17,8 млрд евро), Францию (13,29 млрд евро) и Нидерланды (12,64 млрд евро), а также Китай (20,93 млрд евро), США (18,53 млрд евро) и Швейцария (17,64 млрд евро).

## Географическое распределение

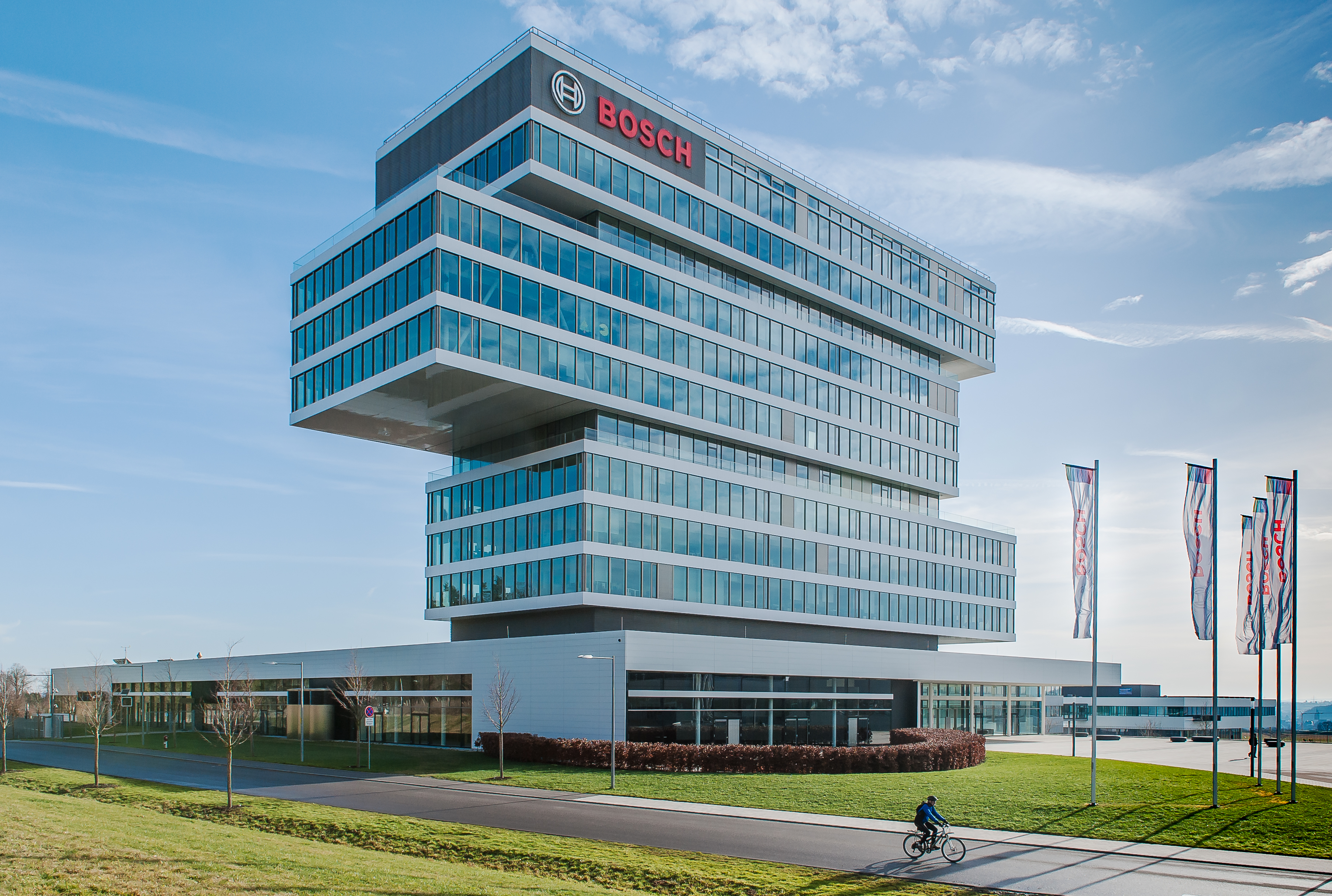
Исследовательский центр Robert Bosch в Реннингене

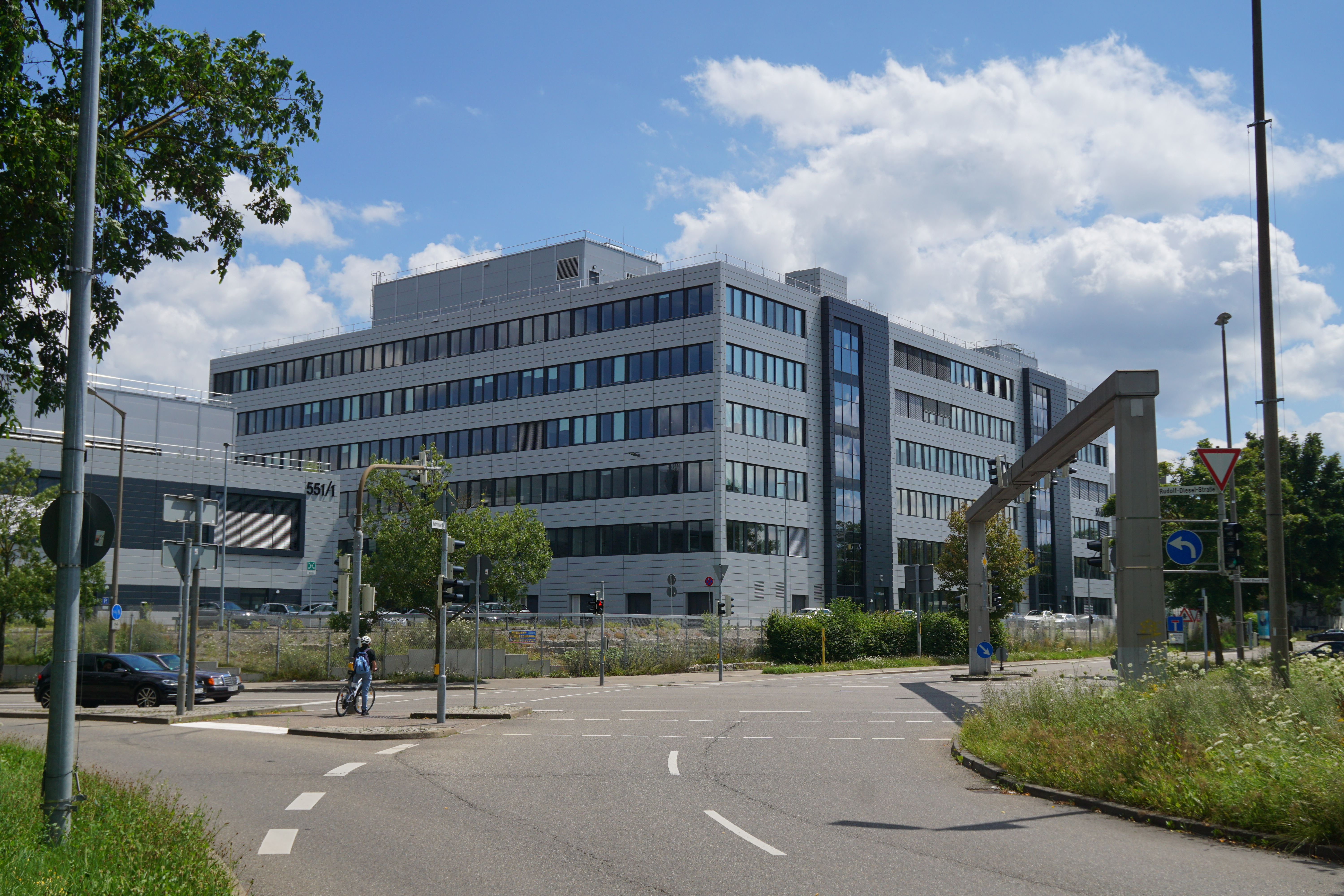
Автозавод Mercedes-Benz в Зиндельфингене

Крупнейшими промышленными центрами Баден-Вюртемберга являются:
- Штутгарт (включая пригороды Эслинген, Вайблинген, Людвигсбург, Дитцинген, Герлинген, Леонберг, Реннинген, Зиндельфинген и Лайнфельден-Эхтердинген)
- Мангейм — Гейдельберг (включая пригороды Хеддесхайм, Вайнхайм, Ладенбург и Шветцинген)
- Карлсруэ — Раштатт — Гаггенау (включая пригороды Этлинген и Брухзаль)
- Фрайбург — Бад-Кроцинген — Мюлльхайм
- Хайльбронн — Неккарзульм — Абштат
- Ульм — Дорнштадт
- Пфорцхайм — Биркенфельд
- Ройтлинген — Тюбинген
- Констанц — Алленсбах
- Филлинген-Швеннинген
- Ален — Оберкохен — Вестхаузен
- Швебиш-Гмюнд — Лорх
- Фридрихсхафен — Кресбронн
- Равенсбург — Вайнгартен
- Оффенбург — Лар
- Гёппинген — Зюсен

## Крупнейшие компании

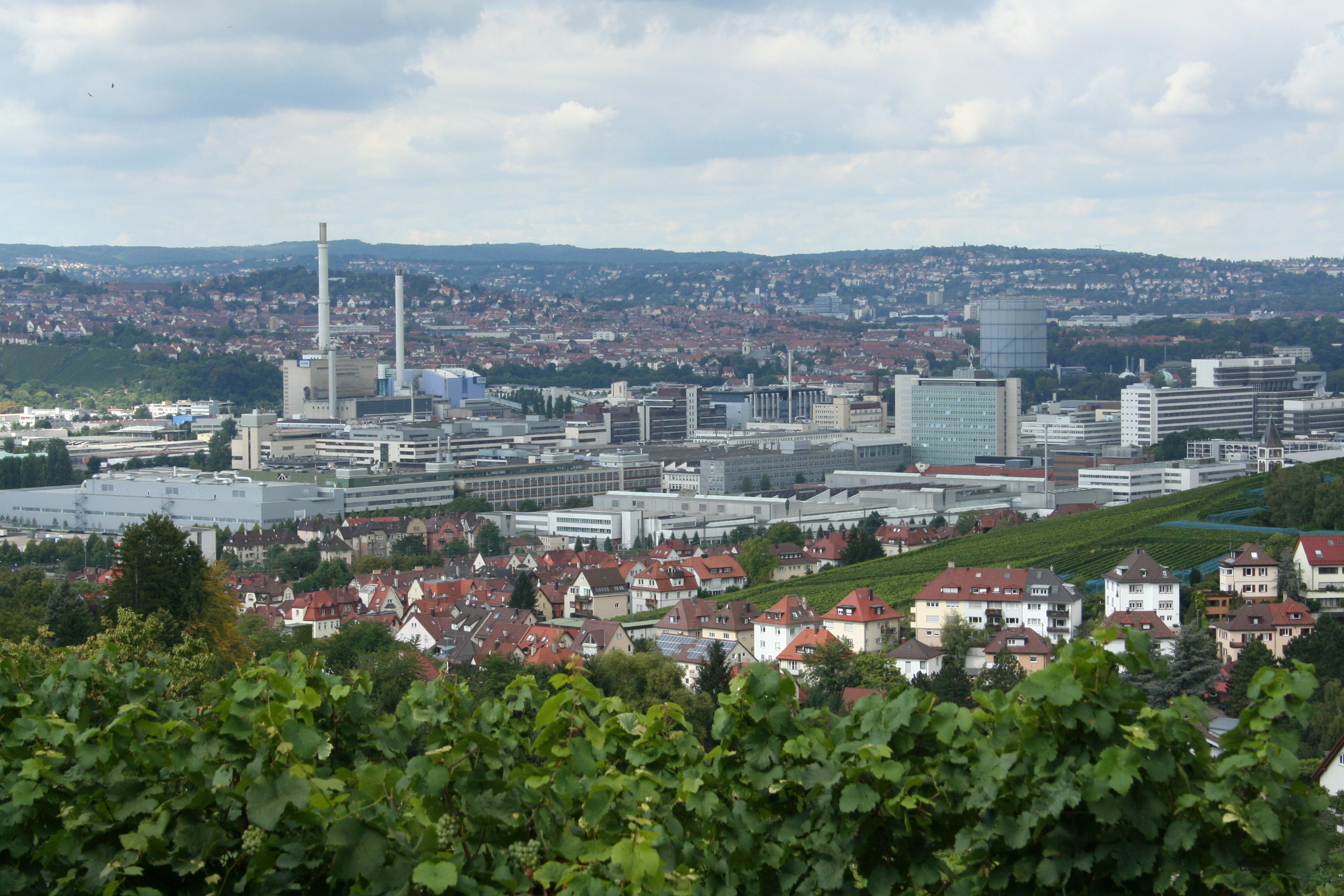
Автозавод Mercedes-Benz в Штутгарте

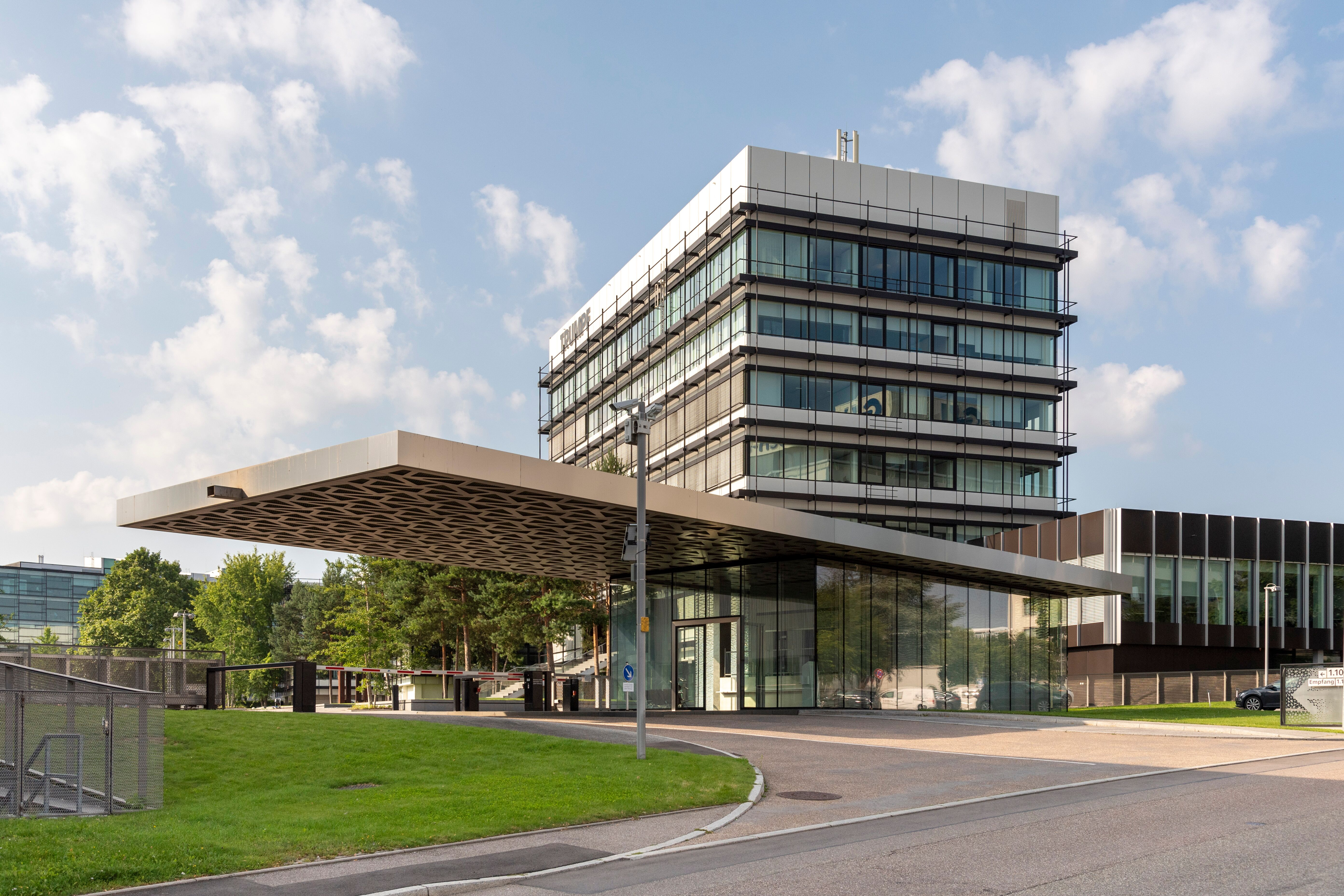
Штаб-квартира Trumpf в Дитцингене

По состоянию на 2024 год крупнейшими промышленными компаниями Баден-Вюртемберга по величине выручки были:
- Mercedes-Benz Group (145,59 млрд евро)[6]
- Robert Bosch (90,34 млрд евро)[7]
  - Bosch Power Tools[нем.] (5,1 млрд евро)[8]
- Daimler Truck Holding (54,07 млрд евро)[9]
  - Daimler Buses (5,24 млрд евро)[10]
- ZF Friedrichshafen (41,38 млрд евро)[11]
- Porsche (40,08 млрд евро)[12]
- Heidelberg Materials (21,15 млрд евро)[13]
- Freudenberg (11,95 млрд евро)[14]
- Mahle (11,68 млрд евро)[15]
- Carl Zeiss (10,89 млрд евро)[16]
- Südzucker (10,29 млрд евро)[17]
- Wieland Gruppe (5,98 млрд евро)[18]
- Eberspächer Gruppe (5,33 млрд евро)[19]
- Stihl Holding (5,32 млрд евро)[20]
- Voith (5,23 млрд евро)[21]
- Trumpf (5,17 млрд евро)[22]
- Rolls-Royce Power Systems (5,05 млрд евро)[23]

## Автомобильная промышленность

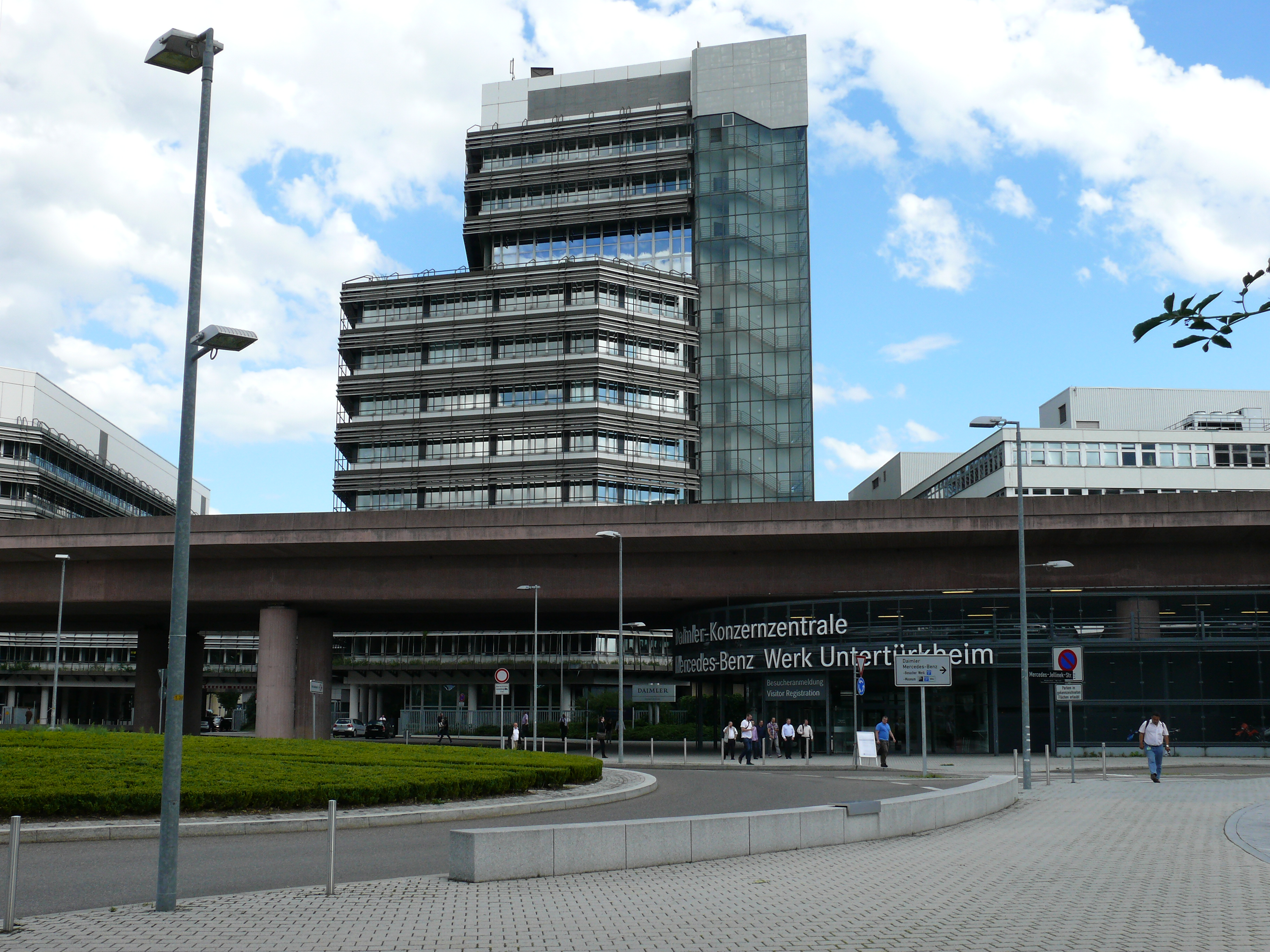
Штаб-квартира Mercedes-Benz Group в Штутгарте

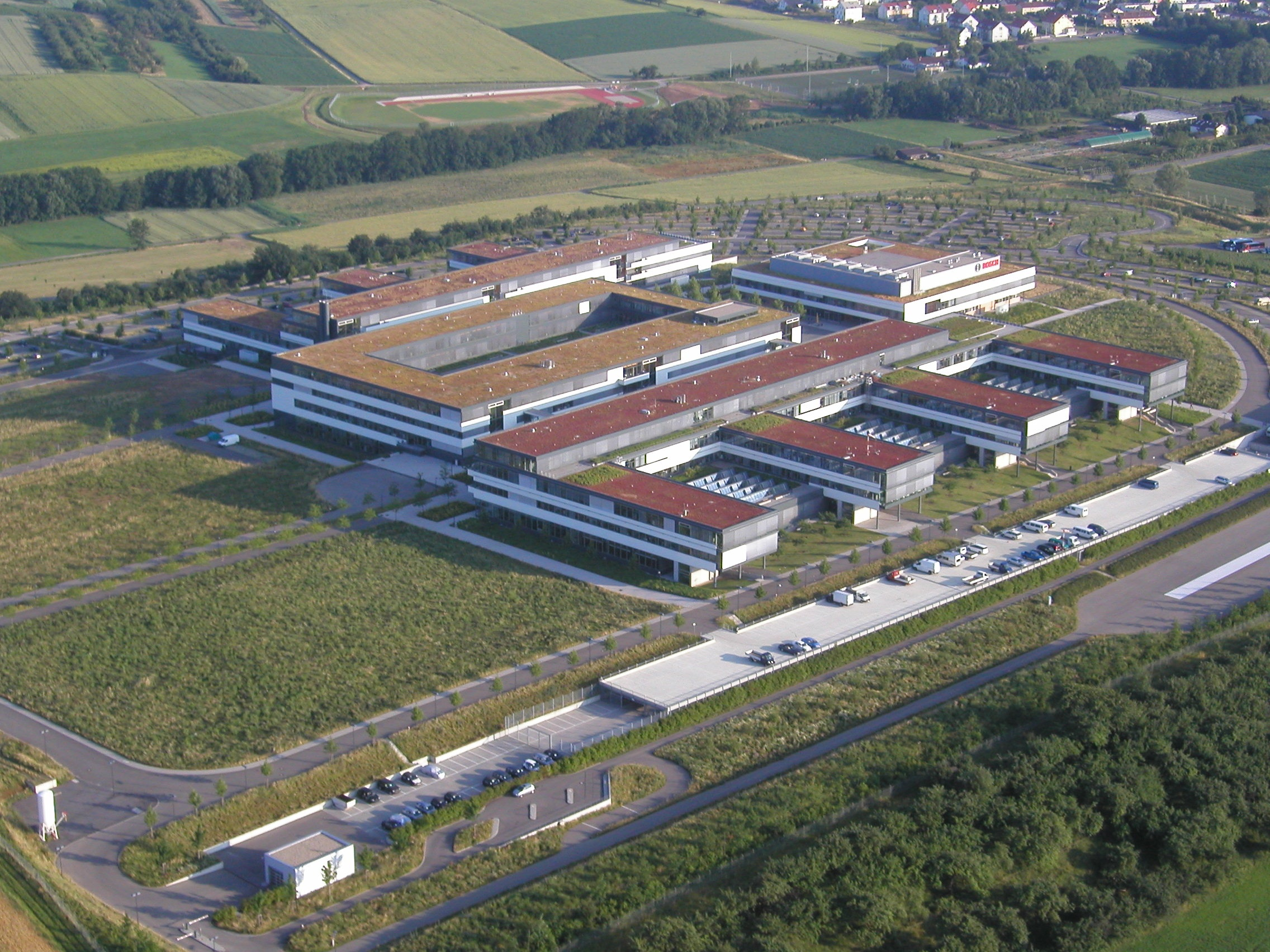
Исследовательский центр Robert Bosch в Абштате

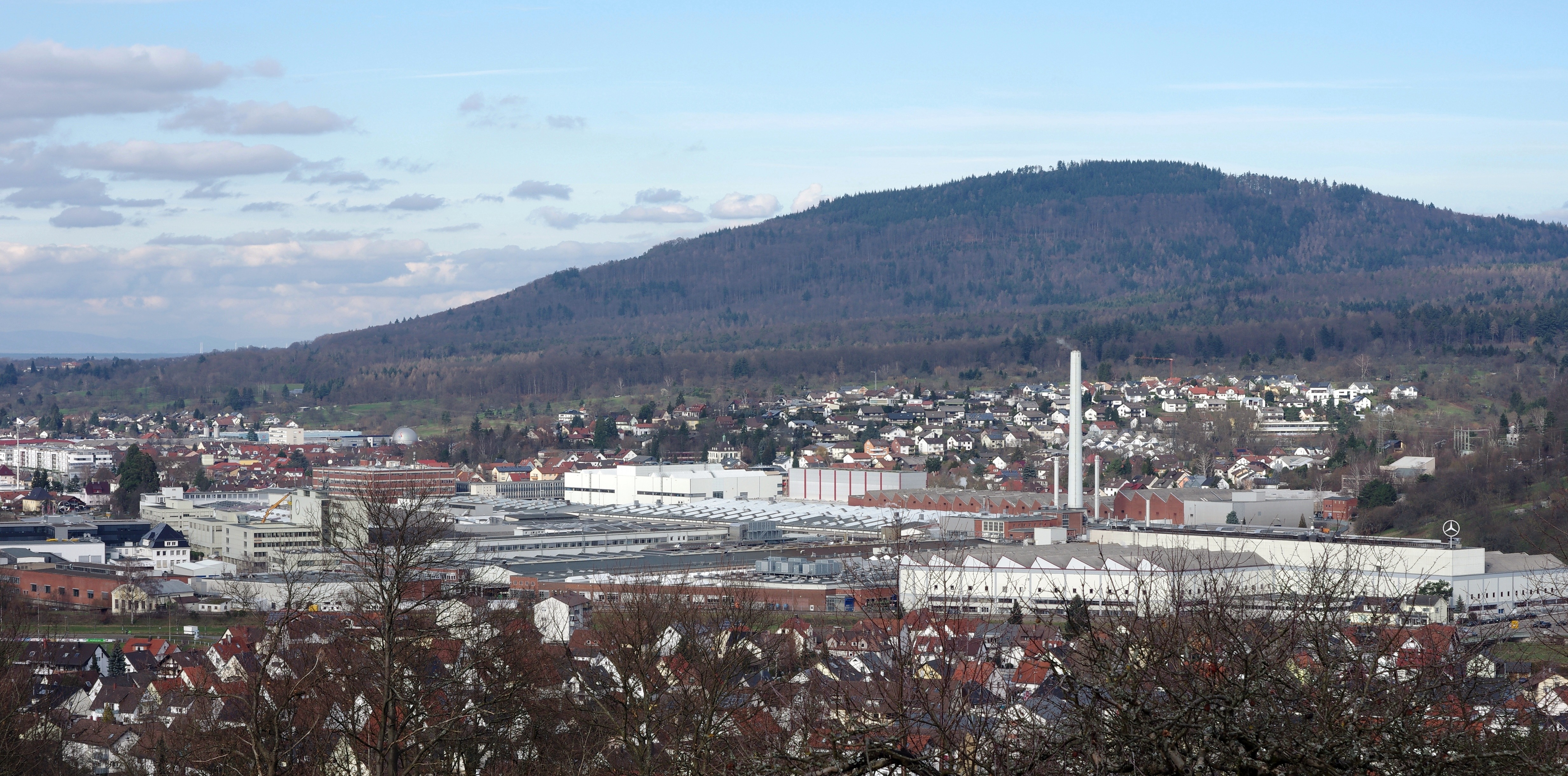
Завод Daimler Truck в Гаггенау

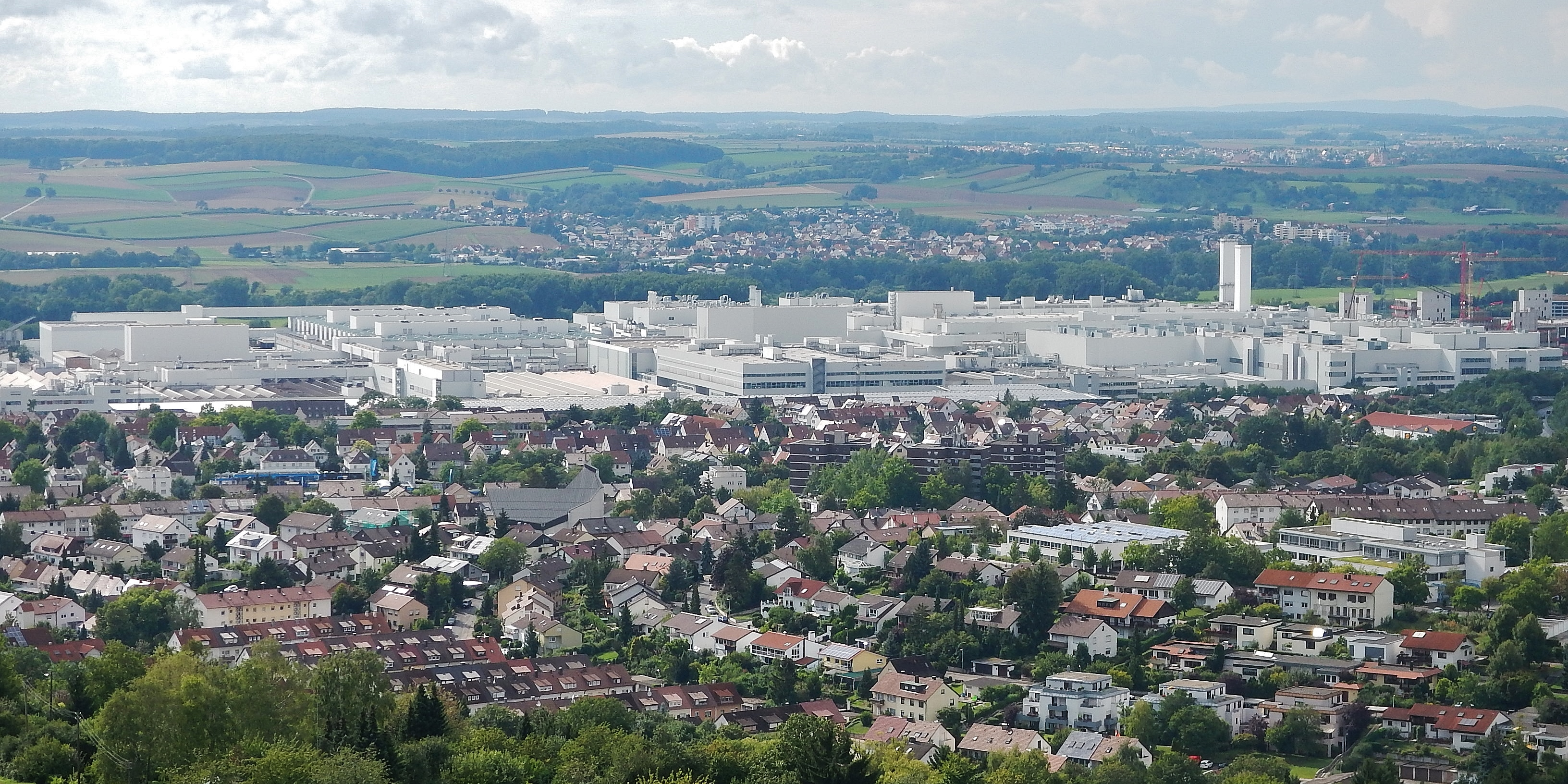
Завод Audi Sport в Неккарзульме

По состоянию на 2018 год в автомобильном секторе Баден-Вюртемберга было занято свыше 233 тыс. человек. Крупнейшими компаниями отрасли являются:
- Mercedes-Benz Group (Штутгарт) — легковые автомобили и микроавтобусы[6].
  - Mercedes-Benz Cars[нем.] (Штутгарт) — легковые автомобили.
  - Mercedes-Benz Cars (Зиндельфинген) — легковые автомобили.
  - Mercedes-Benz Cars (Раштатт) — легковые автомобили.
  - Mercedes-Benz Vans[нем.] (Штутгарт) — микроавтобусы, минивэны, фургоны и автодома.
- Daimler Truck Holding (Лайнфельден-Эхтердинген) — грузовые автомобили и автобусы[9].
  - Daimler Buses (Мангейм) — автобусы[25].
- Porsche (Штутгарт) — легковые и спортивные автомобили[26].
- Audi Sport (Неккарзульм) — спортивные автомобили и суперкары[27].
- Magirus (Ульм) — пожарные автомобили и раздвижные лестницы.

### Автомобильные комплектующие

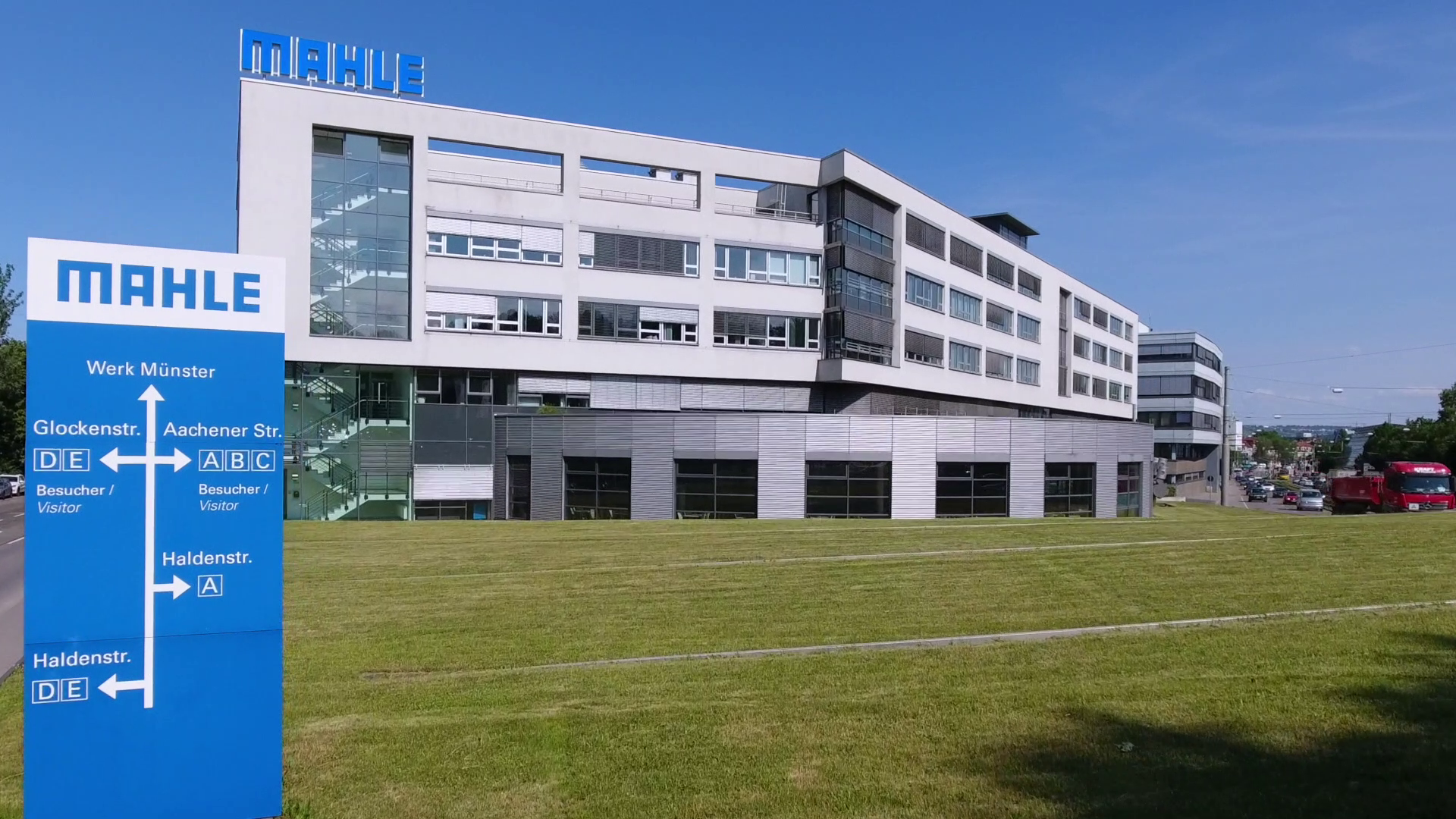
Штаб-квартира Mahle в Штутгарте

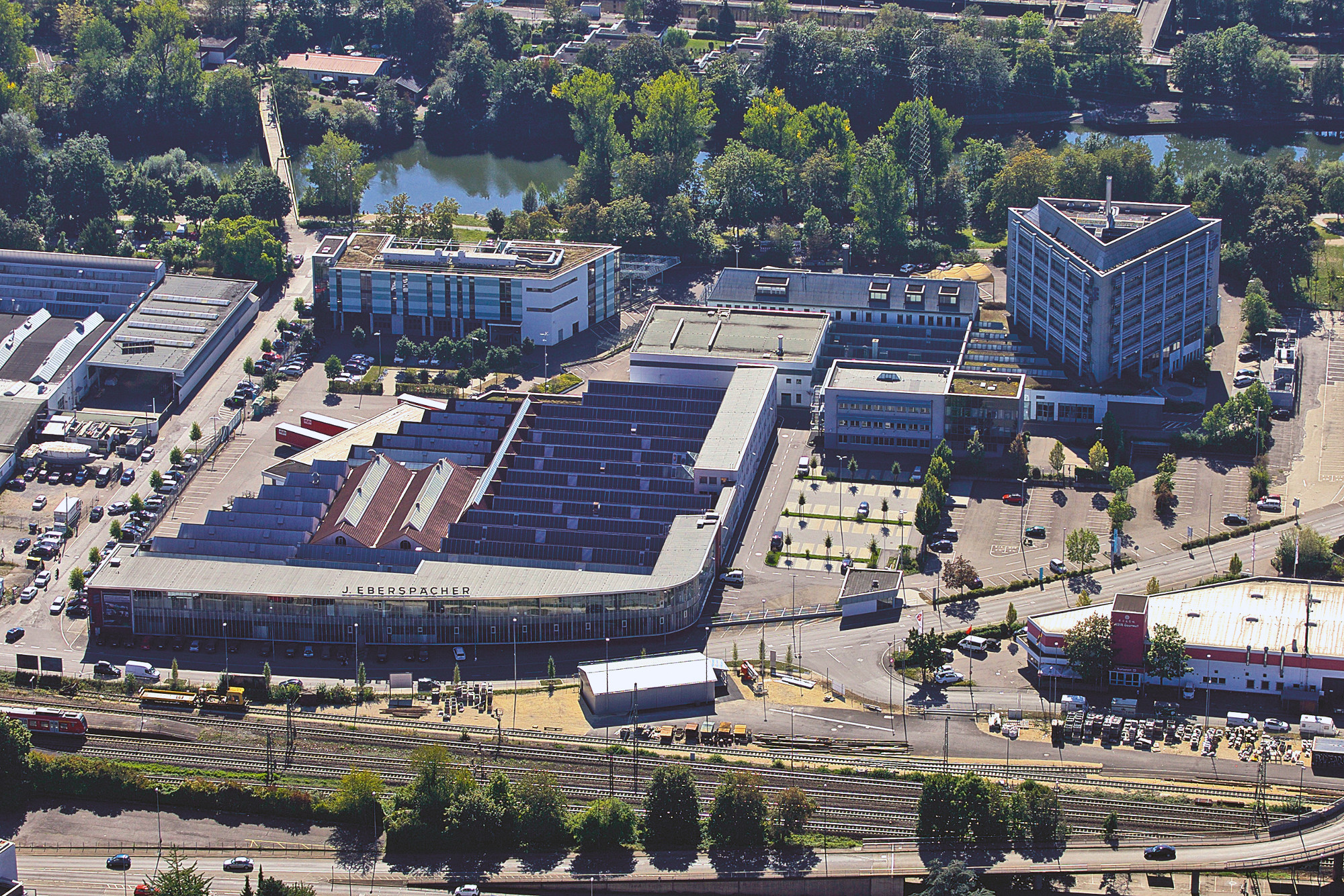
Штаб-квартира и завод Eberspächer в Эслингене

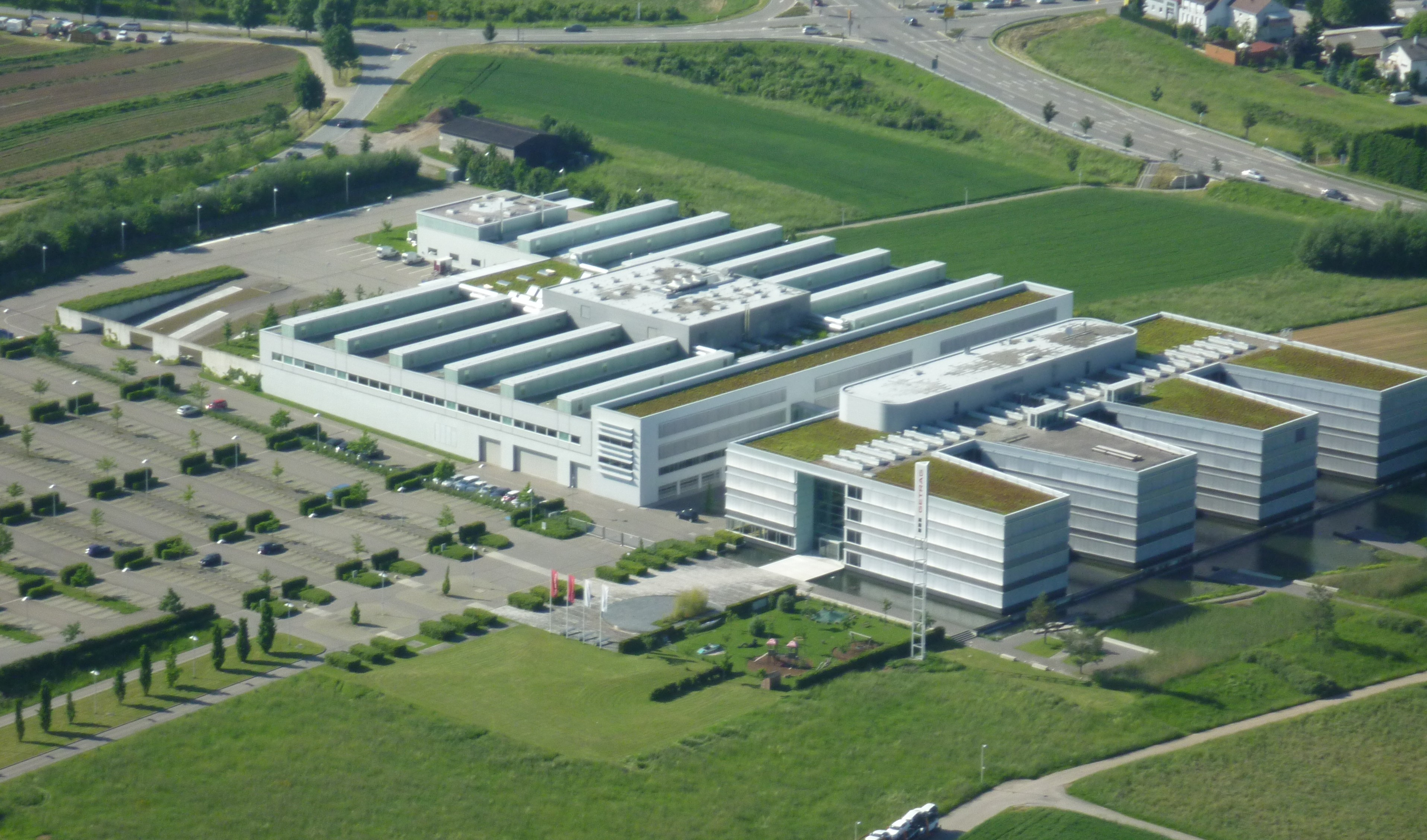
Завод Magna PT в Унтергруппенбахе

Крупнейшими компаниями отрасли являются:
- Robert Bosch (Герлинген) — компоненты ходовой части и трансмиссии, включая системы зажигания и впрыска топлива, системы управления двигателями и шасси, антиблокировочные системы, системы контроля устойчивости автомобиля, датчики скорости и тормозные диски[28].
  - Robert Bosch Automotive Steering[нем.] (Швебиш-Гмюнд) — системы рулевого управления.
  - Robert Bosch (Ройтлинген) — автомобильная электроника, включая микрочипы.
  - Bosch Engineering[нем.] (Абштат) — автомобильная электроника и электроприводы[29].
  - Bosch Emission Systems (Штутгарт) — выхлопные системы, включая фильтры и глушители[30].
- ZF Friedrichshafen (Фридрихсхафен) — коробки передач, раздаточные коробки, шаровые опоры, рулевые тяги, поперечные шарниры, рычаги и стойки подвески, амортизаторы, сцепления, гидротрансформаторы, электронные системы амортизации и стабилизации[31].
  - ZF Automotive Germany (Альфдорф) — системы безопасности и рулевого управления, включая подушки и ремни безопасности.
- Mahle (Штутгарт) — поршни, поршневые кольца и пальцы, шатуны, цилиндры, клапаны, подшипники, втулки, детали турбокомпрессора, мехатронные компоненты, масляные и водяные насосы, электропроводка, системы зарядки и охлаждения для аккумуляторов[32].
  - Mahle Behr[нем.] (Штутгарт) — системы кондиционирования воздуха и охлаждения двигателей[33].
- Mercedes-Benz Cars (Штутгарт) — двигатели, оси, трансмиссии, литые и кованные детали.
- Daimler Truck (Мангейм) — двигатели, мосты, литые и кованные детали.
- Daimler Truck (Гаггенау) — коробки передач, редукторы, мосты, штампованные детали.
- Daimler Truck (Куппенхайм) — прессованные детали кузова.
- Daimler Truck (Раштатт) — коробки передач.
- Freudenberg (Вайнхайм) — автомобильные детали, включая уплотнители для двигателей, антивибрационные системы и автомобильные фильтры[34].
  - Vibracoustic[нем.] (Вайнхайм) — резиновые антивибрационные и антишумовые системы, включая опоры двигателя и шасси, пневматические рессоры[35].
- Eberspächer Gruppe (Эслинген-ам-Неккар) — выхлопные системы, включая глушители, фильтры и катализаторы; системы вентиляции, отопления и охлаждения воздуха, включая кондиционеры и воздушные компрессоры; водонагреватели и электроника[36].
- Mann+Hummel[нем.] (Людвигсбург) — системы фильтрации воды и воздуха, системы вентиляции, пластиковые крышки головок блока цилиндров[37].
- Voith (Хайденхайм-ан-дер-Бренц) — автоматические трансмиссии, ретардеры, магнитные тормоза и воздушные компрессоры[38].
- BorgWarner (Гейдельберг) — трансмиссионные системы.
- Rheinmetall (Неккарзульм) — выхлопные системы, системы вентиляции, насосы охлаждающей жидкости и поршни для двигателей.
- Röchling Automotive[нем.] (Мангейм) — компоненты из полимерных и композитных материалов для систем охлаждения и вентиляции[39].
- Michelin Reifenwerke (Карлсруэ) — шины для грузовых и легковых автомобилей[40].
- ElringKlinger[нем.] (Деттинген-на-Эрмсе) — детали для двигателей, электроприводов и аккумуляторов, включая прокладки головок блока цилиндров, уплотнители и пластиковые компоненты, а также защитные элементы для трансмиссий, выхлопных систем и днища кузова[41].
- Magna PT[нем.] (Унтергруппенбах) — механические и автоматические коробки передач.
- EBM-Papst[нем.] (Мульфинген) — автомобильные вентиляторы.
- SEG Automotive (Штутгарт) — стартеры, генераторы, электродвигатели, контроллеры, высоковольтные реле и компоненты тормозов[42].

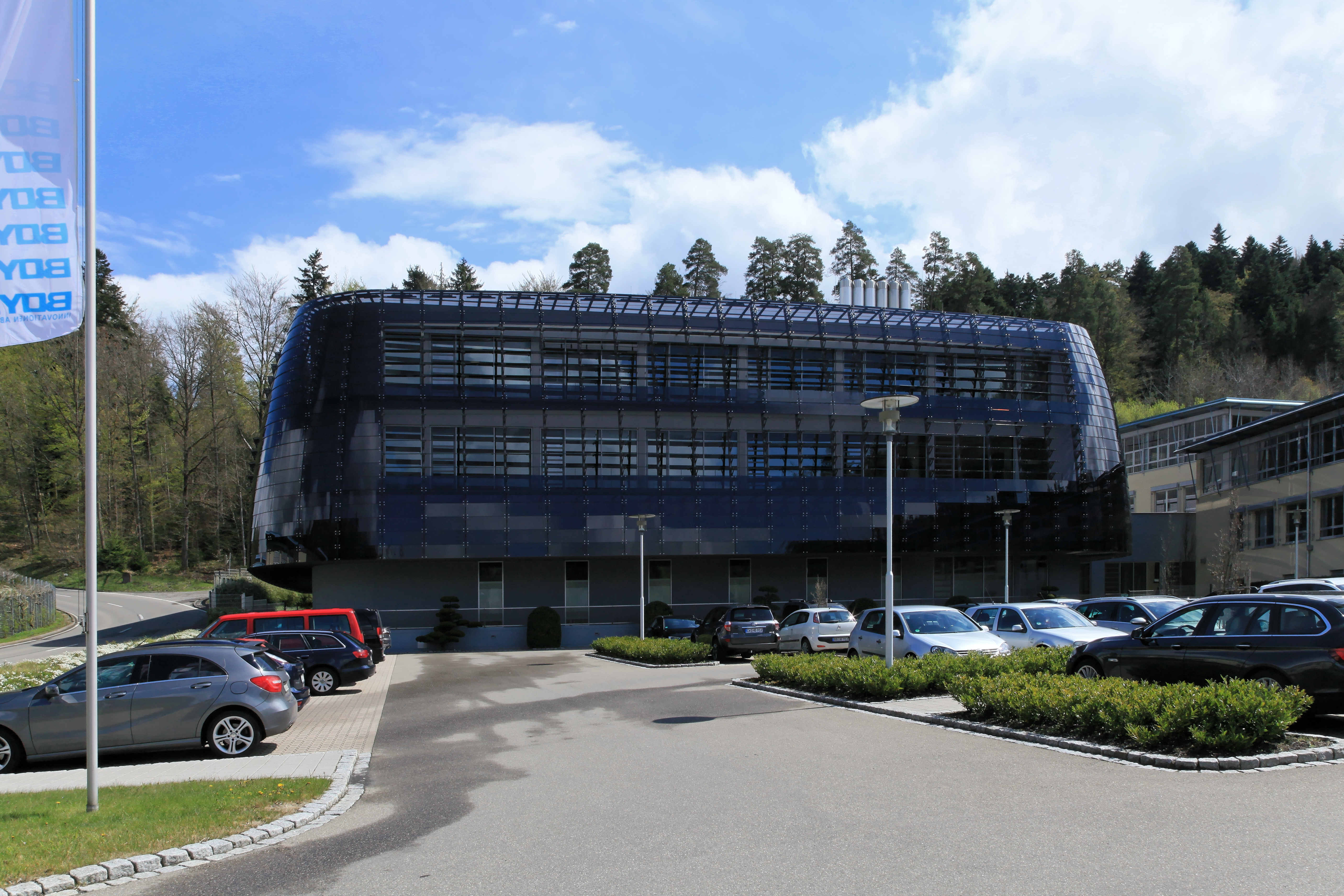
Штаб-квартира Friedrich Boysen в Альтенштайге

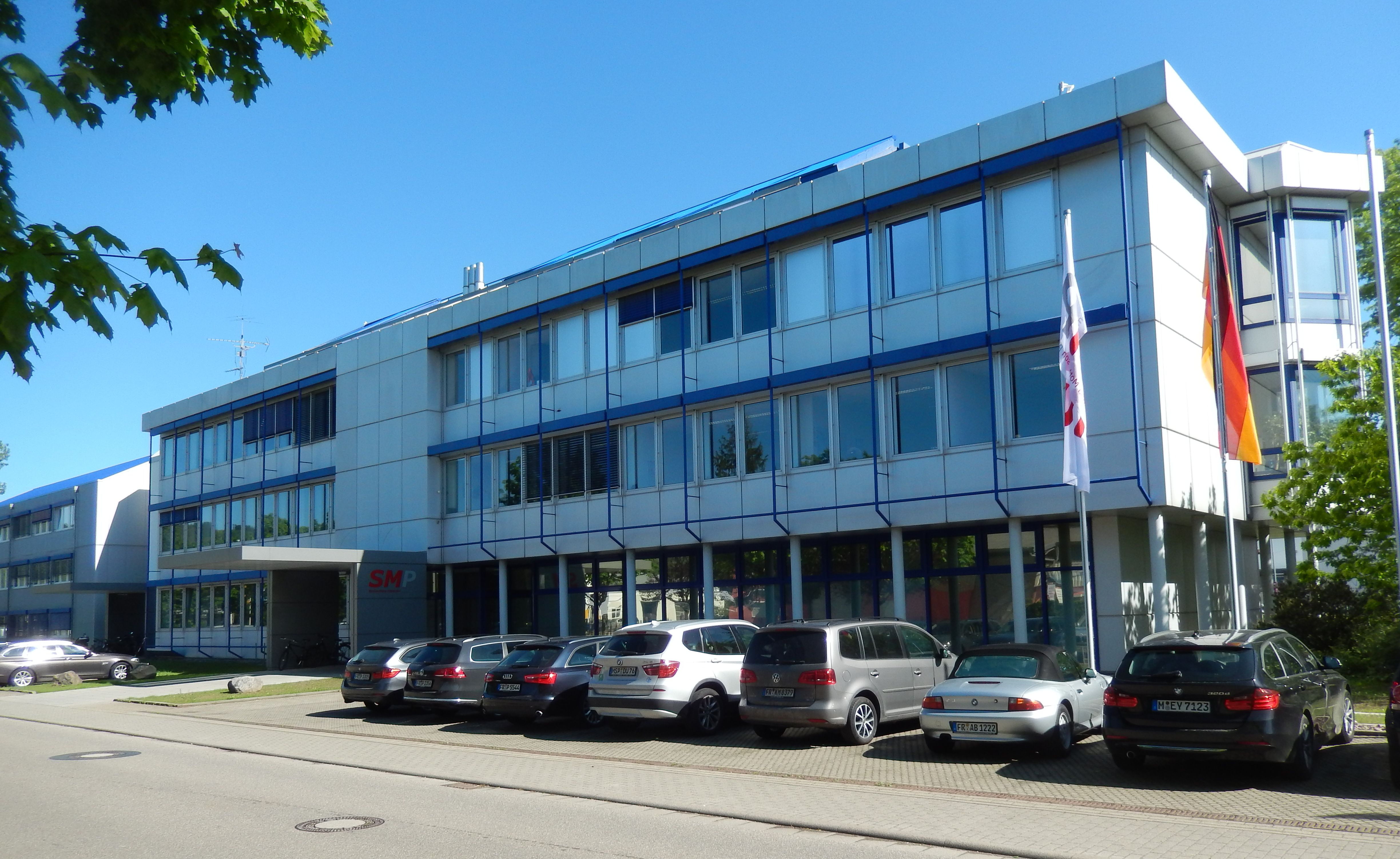
Штаб-квартира SMP Deutschland в Бётцингене

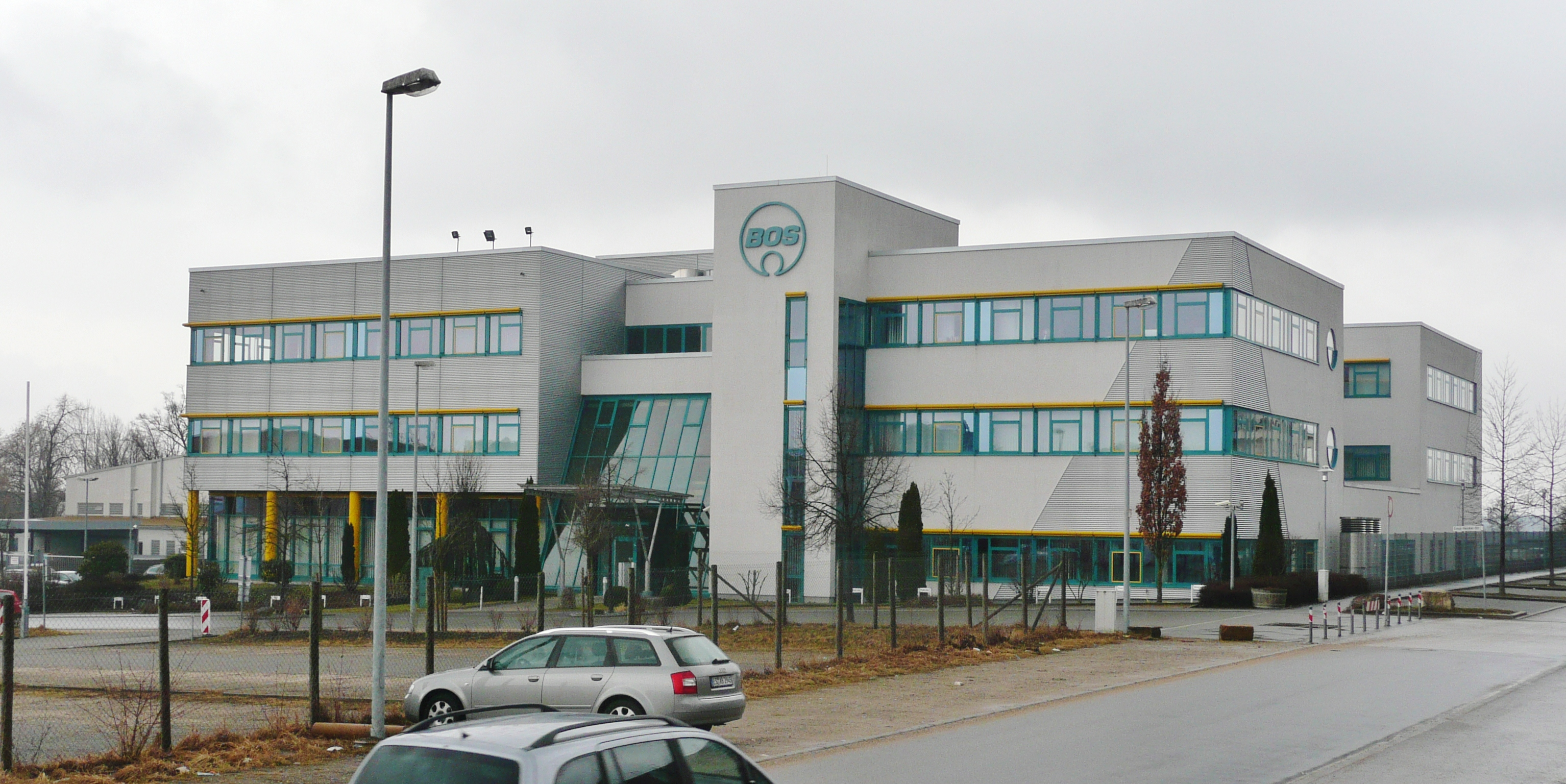
Штаб-квартира BOS в Остфильдерне

- Schaeffler Automotive Buehl[нем.] (Бюль) — системы сцепления и компоненты трансмиссии, включая гасители крутильных колебаний[43].
- Friedrich Boysen[нем.] (Альтенштайг) — выхлопные системы, включая фильтры и глушители, а также корпуса аккумуляторных батарей[44].
- Marquardt[нем.] (Ритхайм-Вайльхайм) — мехатронные и коммутационные системы, включая переключатели, датчики, панели управления дверями и складной крышей, а также системы авторизации водителя, включая электронные ключи и электронные замки зажигания[45].
- Bertrandt (Энинген[нем.]) — системы автономного вождения, силовая электроника, детали кузовов, салонов, двигателей и трансмиссий[46].
- SMP Deutschland[нем.] (Бётцинген) — пластиковые детали для экстерьера и интерьера, включая приборные панели, центральные консоли, дверные панели и ручки, бамперы, решётки радиатора, спойлеры, пороги, крышки бака, декоративные элементы и кузовные детали[47].
  - Samvardhana Motherson Reflectec (Штутгарт) — зеркала заднего вида.
- Handtmann[нем.] (Биберах-ан-дер-Рис) — литые металлические детали, включая компоненты трансмиссии, модули впуска и охлаждения воздуха, модули отвода и охлаждения выхлопных газов, спиральные нагнетатели, корпуса турбокомпрессоров с водяным охлаждением.
  - Handtmann Systemtechnik (Биберах-ан-дер-Рис) — аккумуляторные системы и корпуса, системы электролиза водорода[48].
- Valeo Holding (Битигхайм-Биссинген) — фронтальные камеры, парковочные датчики, микропроцессоры, переключатели, дисплеи и стеклоподъёмники.
  - Valeo Light (Битигхайм-Биссинген) — стеклоочистители.
- Fischer Holding (Хорб-ам-Неккар) — интерьерные компоненты для автомобильных салонов, включая подстаканники, пепельницы, элементы вентиляции.
- BOS (Остфильдерн) — мехатронные и пластиковые системы, включая солнцезащитные шторки, чехлы и крепежи для багажа, дверные ручки[49].

## Промышленное, энергетическое и транспортное оборудование

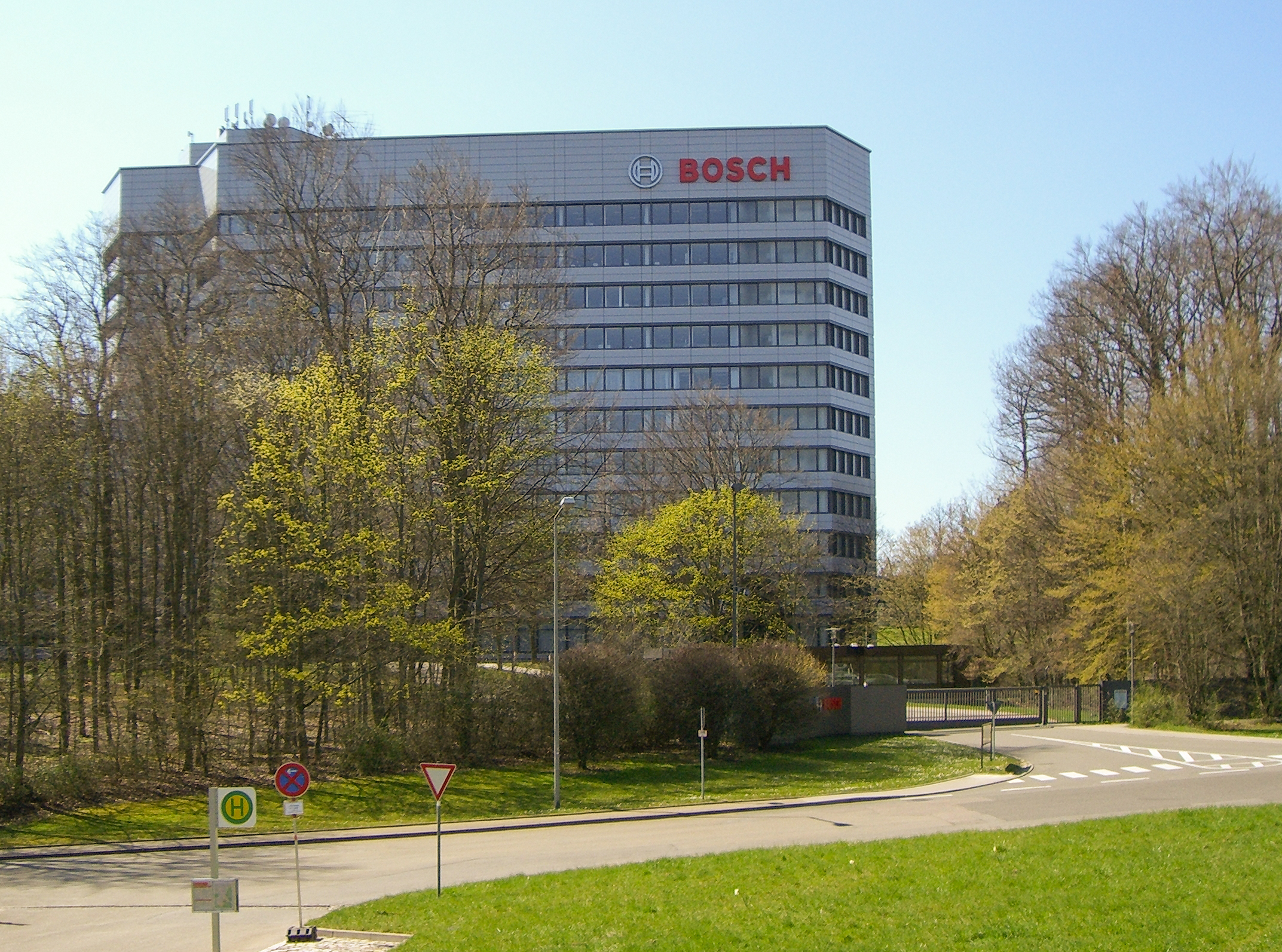
Штаб-квартира Robert Bosch в Герлингене

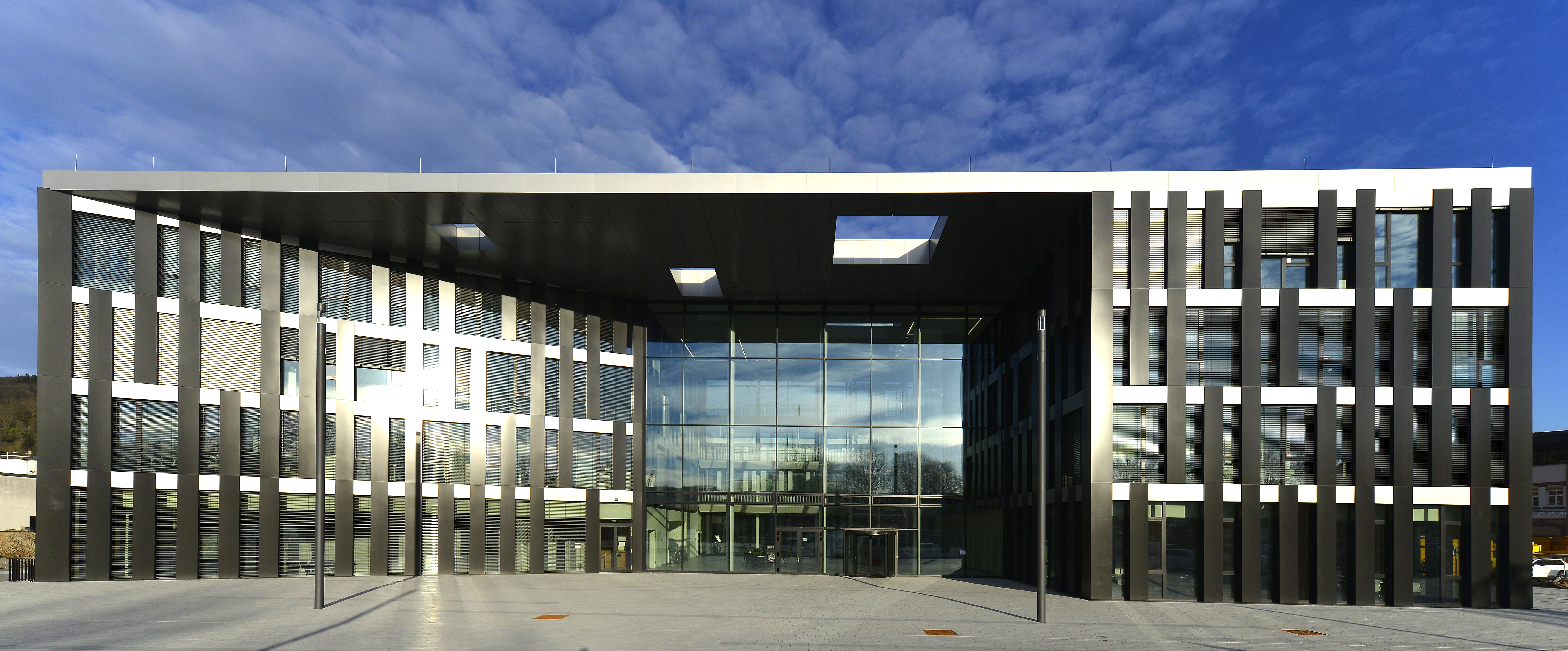
Штаб-квартира Freudenberg Sealing Technologies в Вайнхайме

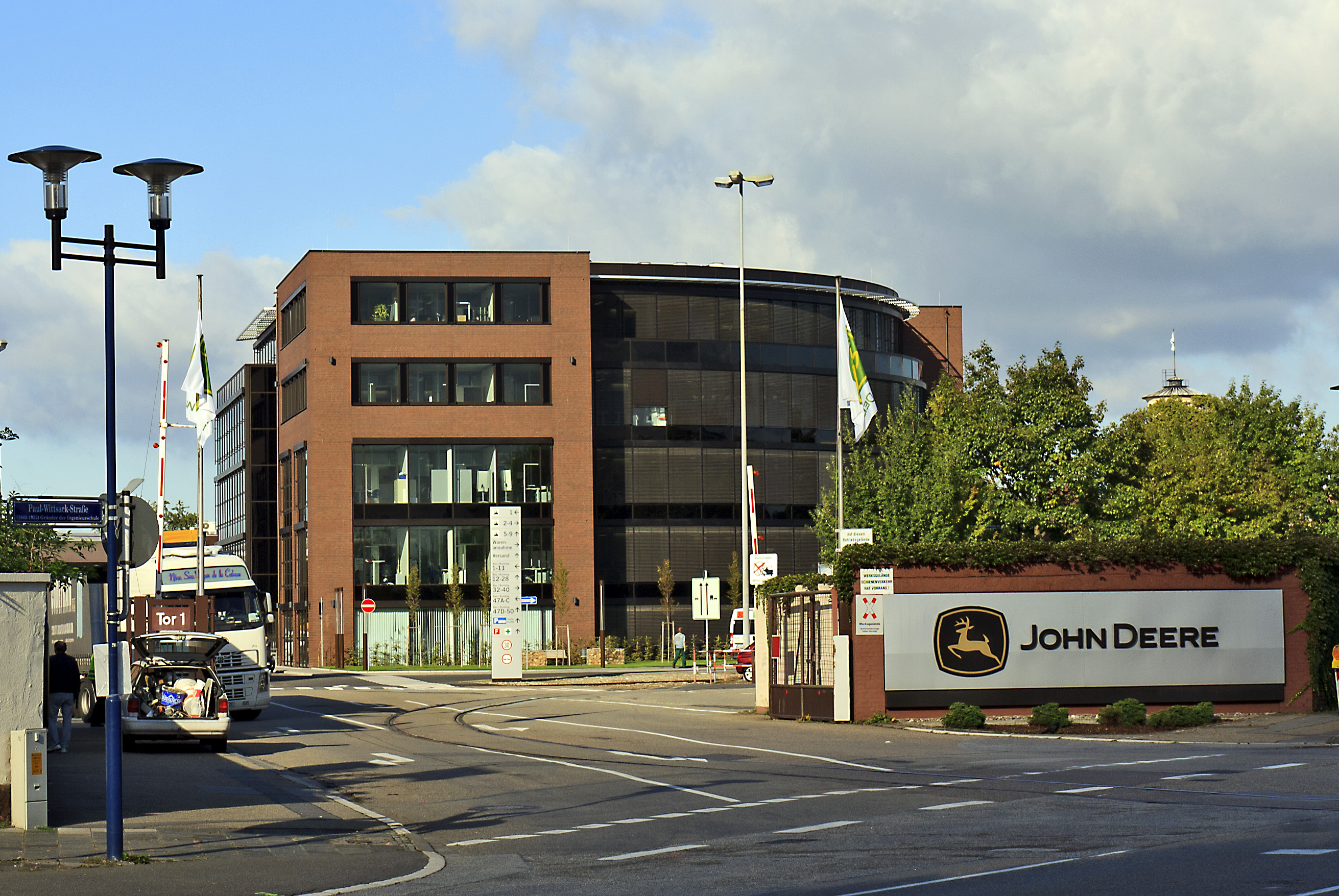
Тракторный завод John Deere в Мангейме

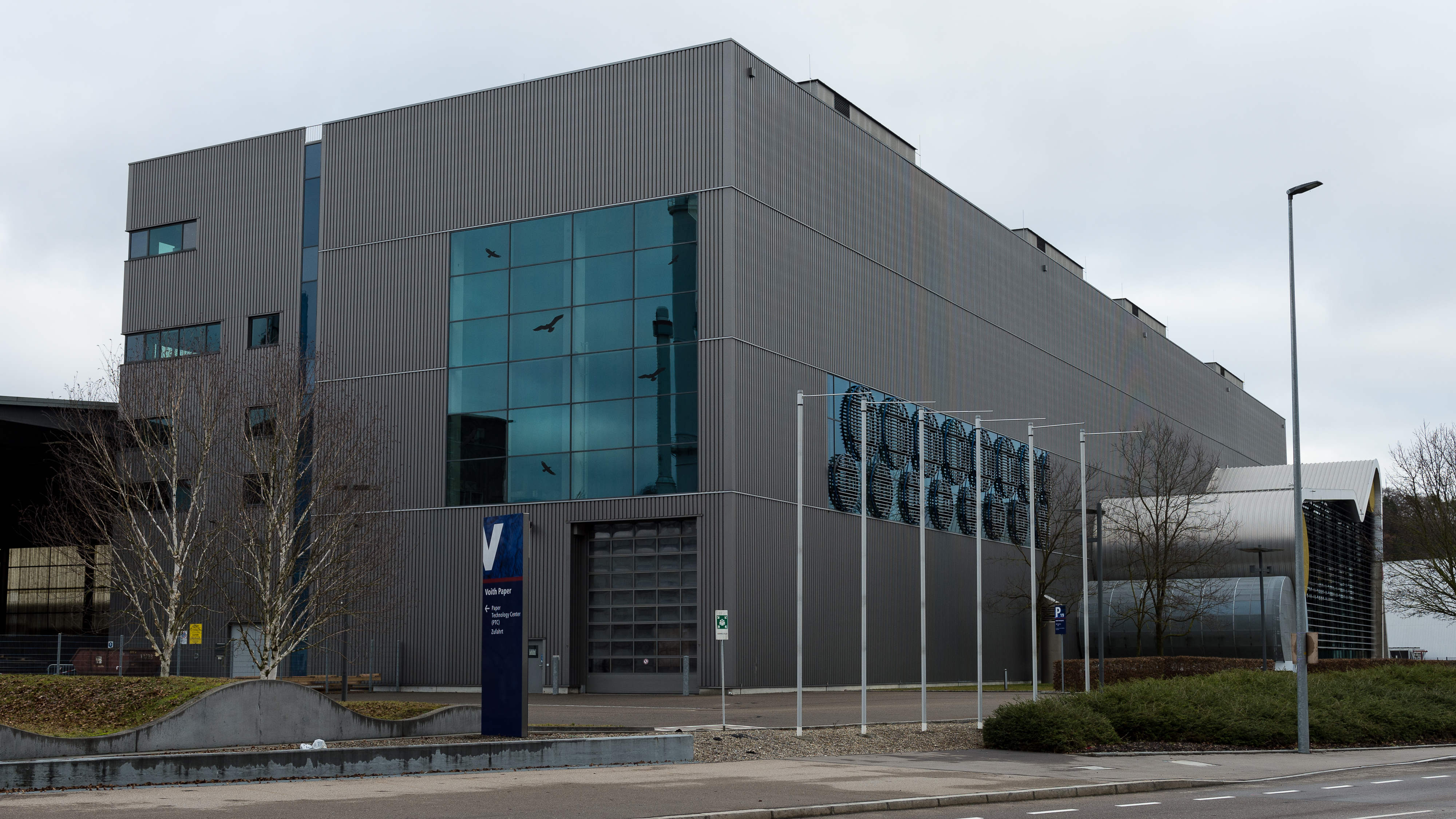
Технологический центр Voith Paper в Хайденхайме

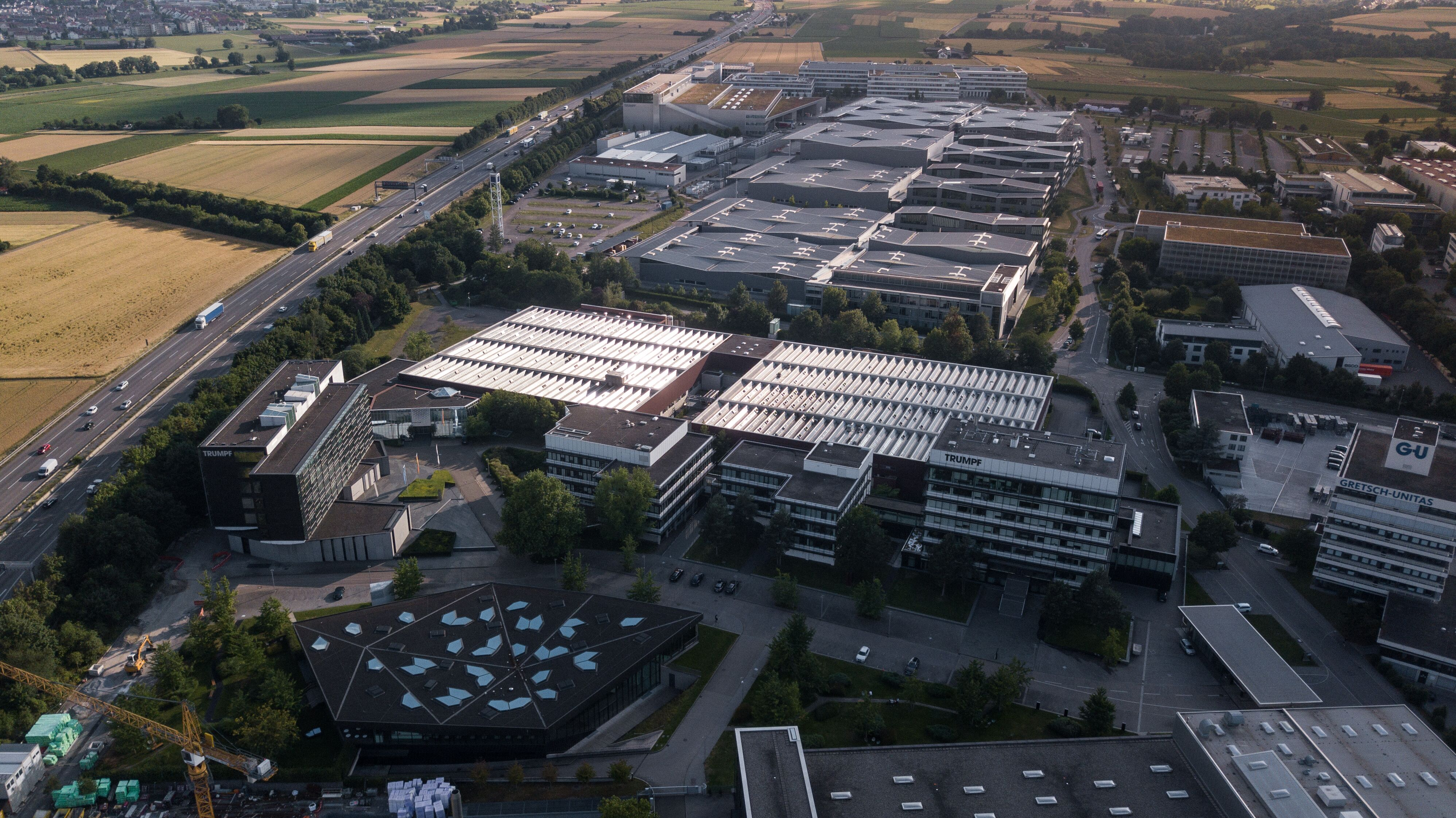
Штаб-квартира и завод Trumpf в Дитцингене

Баден-Вюртемберг является крупным производителем оборудования для тепловой и ветряной энергетики, строительной, нефтегазовой, пищевой, фармацевтической и целлюлозно-бумажной промышленности, узлов и деталей для сельскохозяйственной, горнодобывающей, железнодорожной, морской и авиационной техники; здесь разрабатывают и изготавливают тракторы, краны, погрузчики, экскаваторы, робототехнику, электромоторы и электроприводы, дизельные и газовые двигатели, сборочные, покрасочные, штамповочные, расфасовочные и упаковочные линии, системы управления и автоматизации, системы отопления, охлаждения, вентиляции и кондиционирования, системы фильтрации и очистки воздуха и воды, тормозные, герметические, антивибрационные и маркировочные системы, системы контроля процесса и качества, системы балансировки и диагностики, а также металлообрабатывающие станки и прессы, деревообрабатывающие машины, водонагреватели, насосы, компрессоры, паровые котлы, турбины, редукторы, муфты, генераторы, трансформаторы, фильтры, вентиляторы, ручные бензиновые и электрические инструменты, садовое оборудование, мойки высокого давления, пылесосы, конвейерные ленты, аккумуляторные батареи и топливные элементы. 
Крупнейшими компаниями отрасли являются:
- Robert Bosch (Герлинген) — электромоторы и электроприводы, сборочные и упаковочные системы, системы отопления, охлаждения, вентиляции и кондиционирования, включая водонагреватели, тепловые насосы, паровые котлы, солнечные системы для выработки тепла.
  - Bosch Power Tools[нем.] (Лайнфельден-Эхтердинген) — ручные электроинструменты и садовое оборудование, включая дрели, перфораторы, шуруповёрты, циркулярные пилы, лобзики, шлифовальные машины, рубанки, строительные пылесосы и газонокосилки[50].
- ZF Friedrichshafen (Фридрихсхафен) — комплектующие к строительной, сельскохозяйственной, железнодорожной и авиационной технике, а также к судовым двигателям, включая трансмиссии и мосты, приводы к станкам и шасси, редукторы к ветряным турбинам.
- Freudenberg Sealing Technologies[нем.] (Вайнхайм) — герметические и антивибрационные системы, включая уплотнители для автомобилей, авиационной, сельскохозяйственной и строительной техники, кораблей, станков, пищевой и фармацевтической промышленности[51].
- Freudenberg Filtration Technologies[нем.] (Вайнхайм) — воздушные, водяные и масляные фильтры для промышленности, электростанций, офисов, больниц и жилых зданий, а также для поездов, кораблей, самолётов, респираторов, пылесосов и бытовых кондиционеров[52].
- Freudenberg e-Power Systems (Вайнхайм) — аккумуляторные батареи и топливные элементы для автомобилей, автобусов и кораблей.
- John Deere (Мангейм) — сельскохозяйственные трактора. 
  - John Deere (Брухзаль) — кабины тракторов и комбайнов[53].
- Voith (Хайденхайм-ан-дер-Бренц) — энергетическое, нефтегазовое и целлюлозно-бумажное оборудование, включая турборедукторы, турбины, генераторы, насосы, системы автоматизации, трансформаторы, преобразователи частоты и линии производства бумаги[38].
  - Voith Paper (Хайденхайм-ан-дер-Бренц) — бумажное оборудование, включая машины для переработки макулатуры, производства бумаги и картона, а также сушилки, вытяжки, системы контроля процесса и качества, датчики и измерительные приборы.
  - Voith Turbo (Хайденхайм-ан-дер-Бренц) — трансмиссии и тормозные системы, включая турбомуфты, редукторы, электроприводы, зубчатые передачи, карданные валы и шарниры, воздушные компрессоры, гребные винты и системы охлаждения.
- Stihl Holding (Вайблинген) — ручные бензиновые и электроинструменты, а также садовое оборудование, включая бензопилы, резаки, шлифмашины, тримеры для кустов и деревьев, газонокосилки, культиваторы, измельчители древесины и мойки высокого давления[54].
- Trumpf (Дитцинген) — металлообрабатывающие станки и прессы, станки для 3D-печати металлических деталей, штамповочные линии, машины для лазерной обработки, резки и сварки металлов, маркировочные системы, роботизированные транспортёры и лазерные диоды[55].

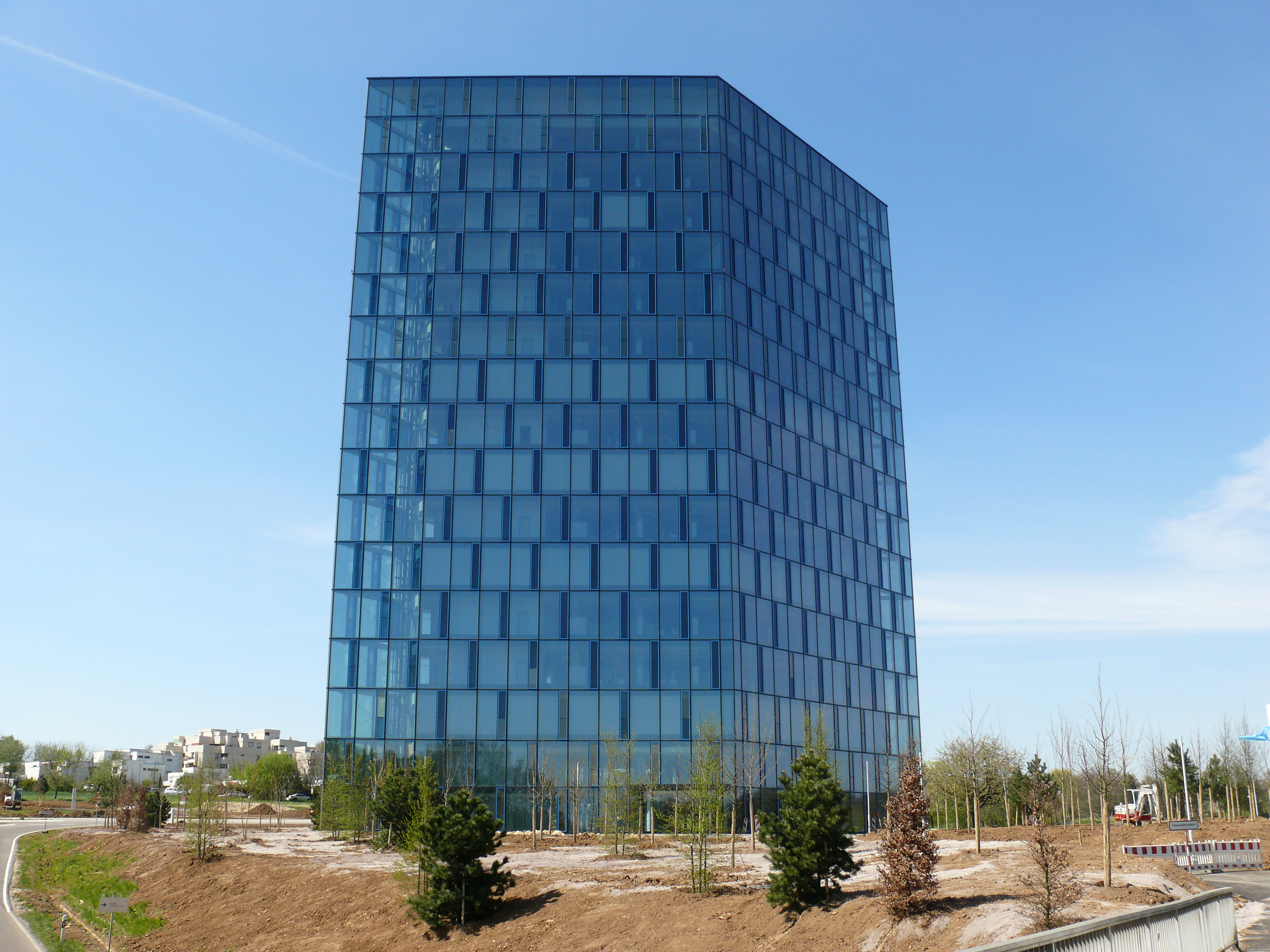
Штаб-квартира Festo в Эслингене

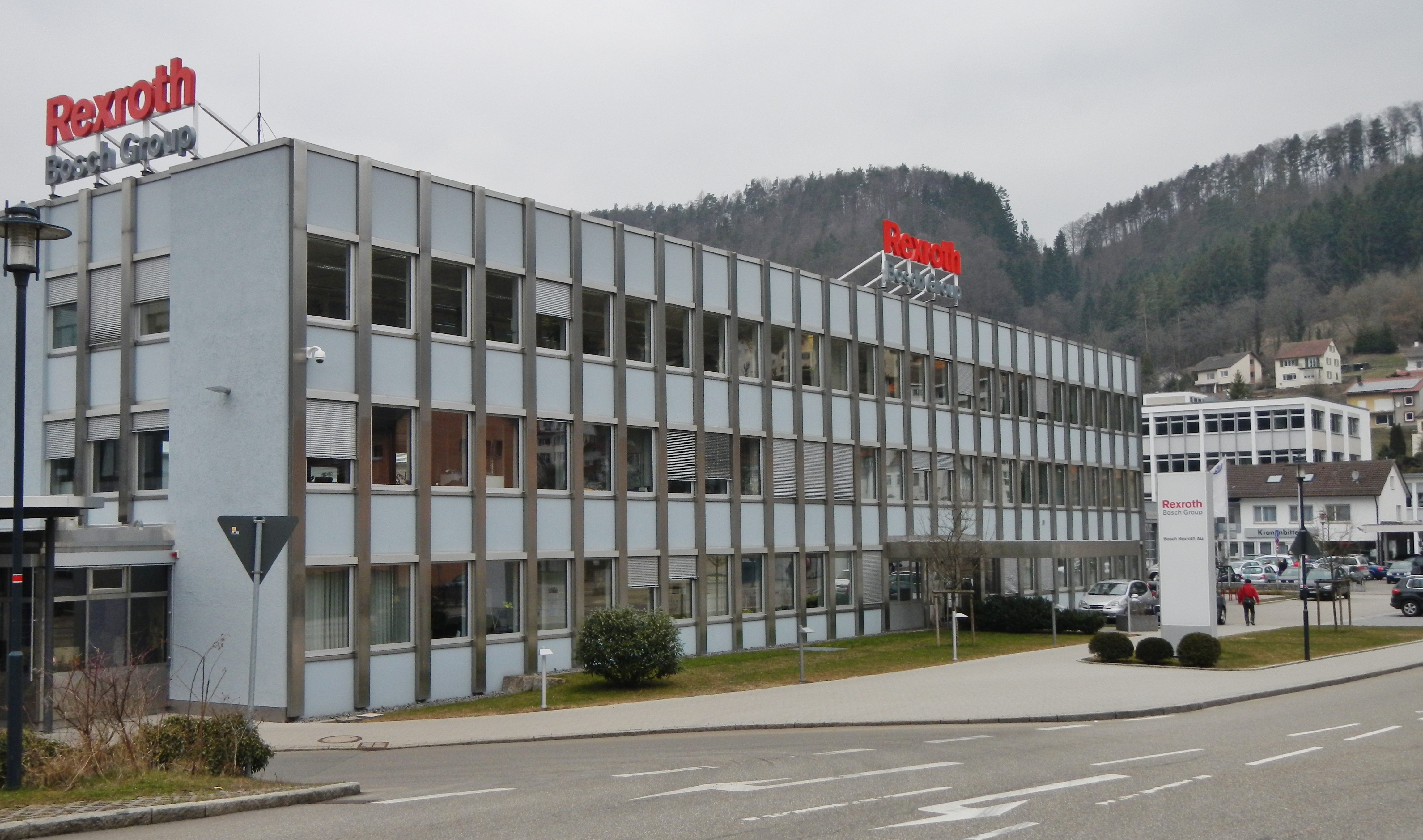
Завод Bosch Rexroth в Хорб-ам-Неккаре

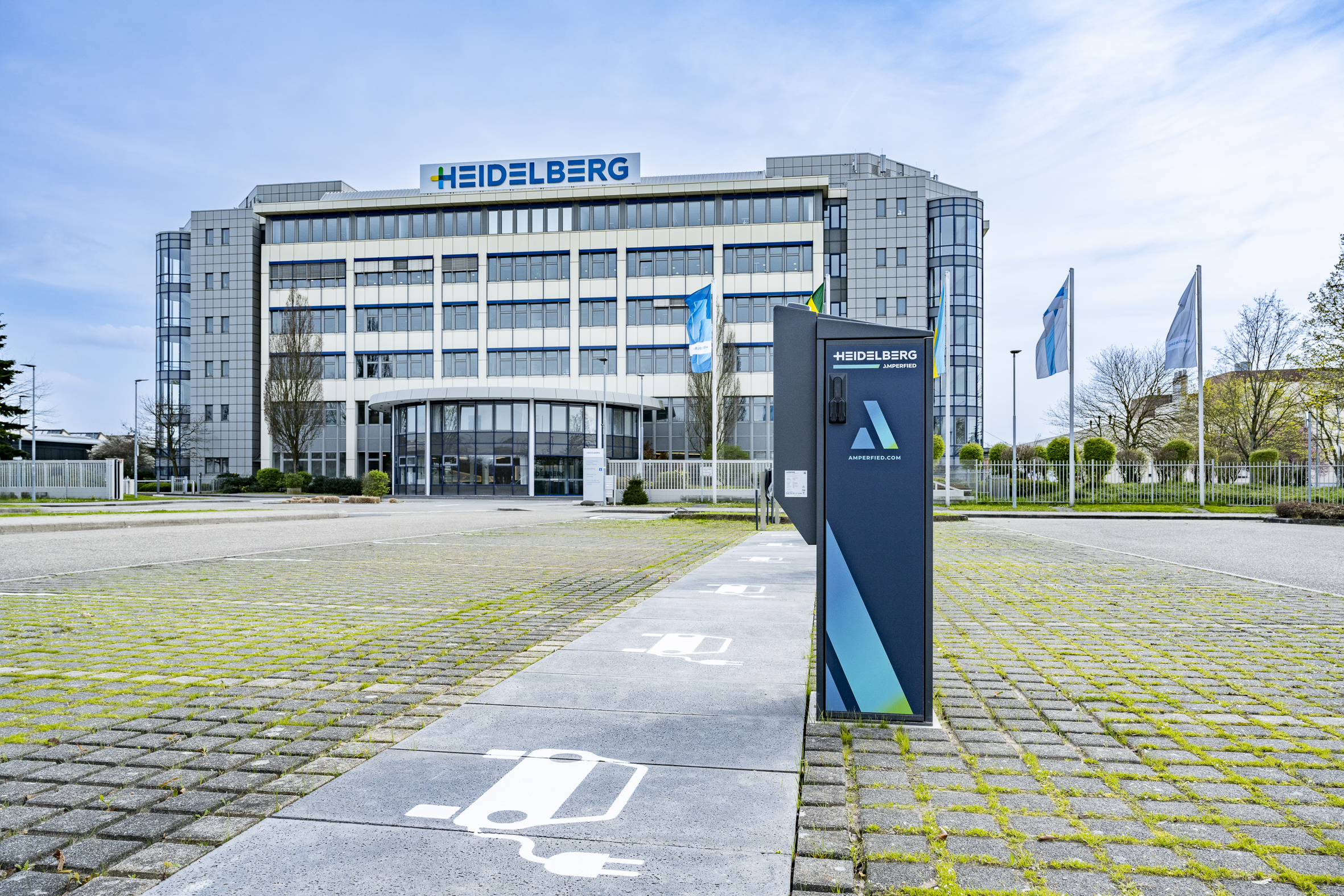
Завод Heidelberger Druckmaschinen в Вислохе

- Rolls-Royce Power Systems (Фридрихсхафен) — дизельные и газовые двигатели, генераторные и пропульсивные установки, энергетические системы для морского и железнодорожного транспорта, тяжёлой наземной техники и промышленного оборудования[56]. 
  - MTU Friedrichshafen (Фридрихсхафен) — дизельные и газовые двигатели для поездов, кораблей, нефтегазовых установок, сельскохозяйственной, горнодобывающей и строительной техники, а также дизельные генераторы для энергетики и системы впрыска топлива[57].
- Terex Germany (Бад-Шёнборн) — погрузчики, подъёмные краны, навесное оборудование для строительной техники и конвейерные ленты.
- SEW Eurodrive (Брухзаль) — электроприводы, включая мотор-редукторы, промышленные редукторы, двигатели, сервоприводы и преобразователи частоты[58].
- Dürr (Битигхайм-Биссинген) — сборочные и покрасочные линии для автомобильного и авиационного секторов, роботы для нанесения клеев и герметиков, системы балансировки и диагностики, системы очистки воздуха, деревообрабатывающие машины[59].
- Festo (Эслинген-ам-Неккар) — системы пневматической и электрической автоматизации, системы управления, наземные и воздушные дроны[60].
- Alfred Kärcher (Винненден) — промышленные и бытовые устройства для уборки, включая пылесосы, мойки высокого давления и пароочистители[61].
- ABB (Мангейм) — энергетическое и автоматизированное оборудование, включая электродвигатели и промышленную робототехнику[62].
- Liebherr-Werk Ehingen (Эинген) — колёсные и гусеничные краны[63].
- EBM-Papst[нем.] (Мульфинген) — электродвигатели, вентиляторы и насосы для жилых, офисных и торговых зданий, центров обработки данных, компьютеров, медицинского и холодильного оборудования, а также системы управления двигателями и вентиляторами[64].
- Heidelberger Druckmaschinen (Гейдельберг) — полиграфическое и упаковочное оборудование, включая машины офсетной, флексографической и цифровой печати, струйные принтеры, машины для производства складных картонных коробок и этикеток[65].
- Busch[нем.] (Маульбург) — вакуумные насосы, компрессоры и вентиляторы, включая вакуумные системы для упаковки пищевых продуктов[66].

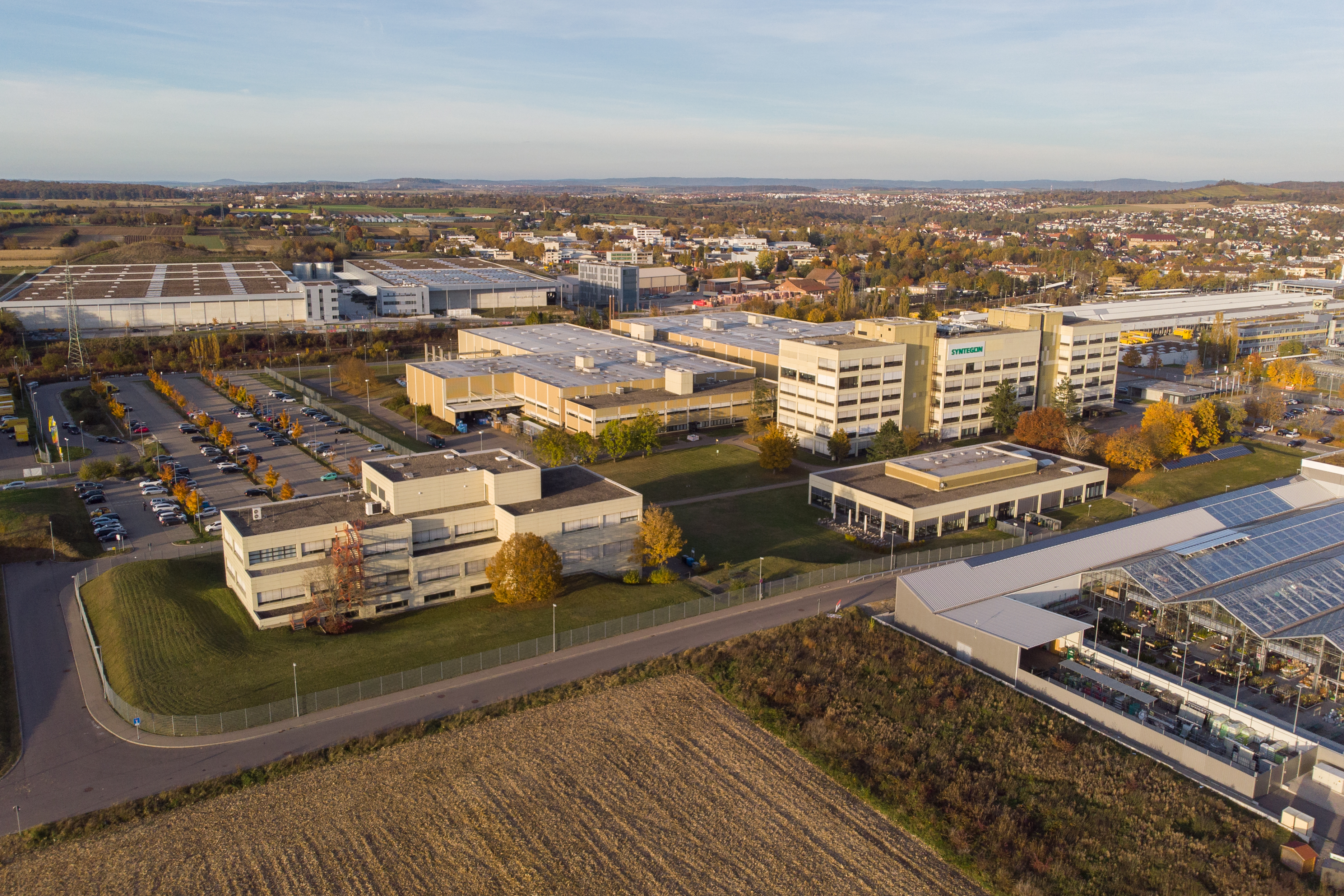
Штаб-квартира Syntegon Technology в Вайблингене

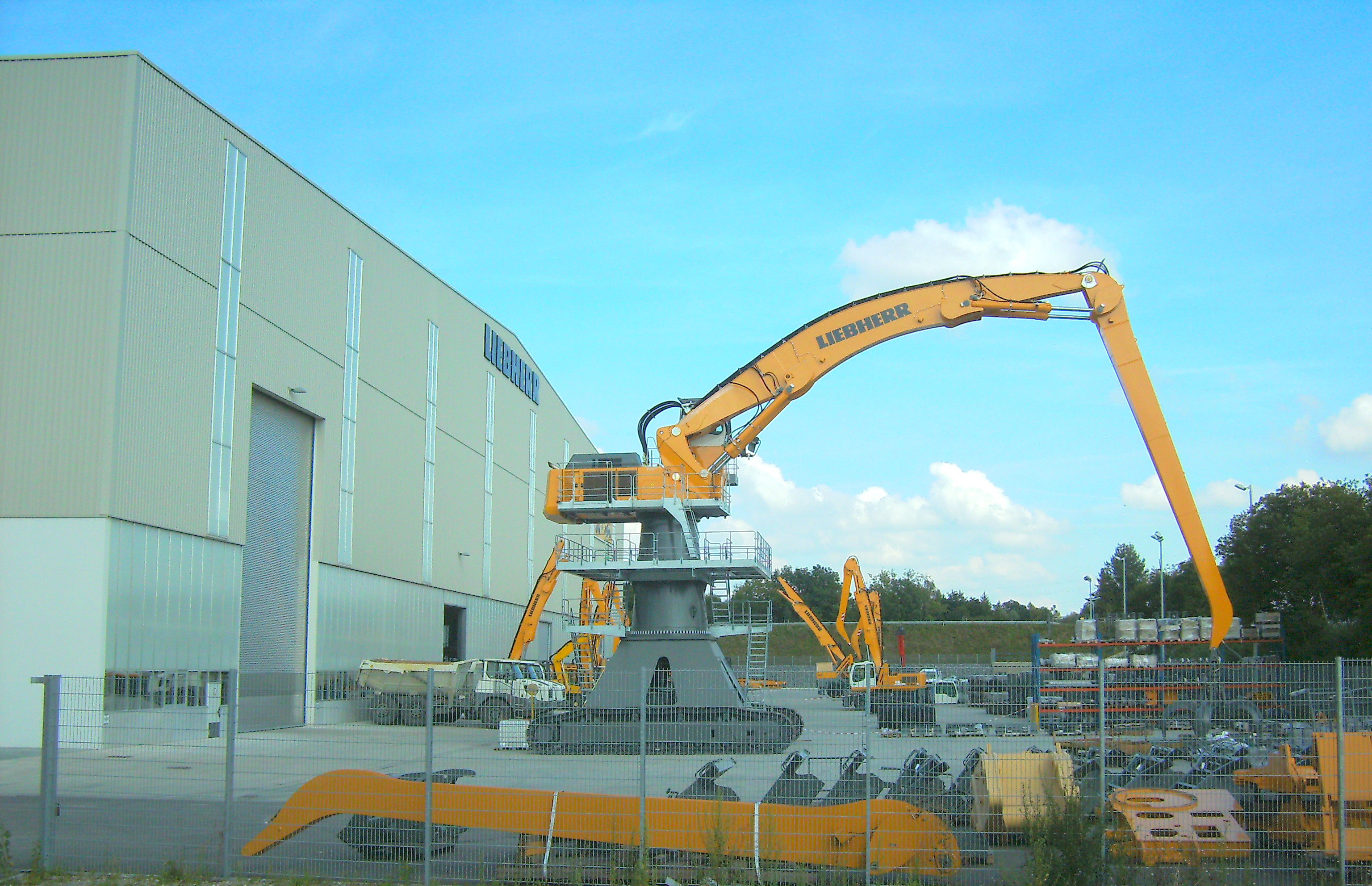
Завод Liebherr-Hydraulikbagger в Кирхдорфе

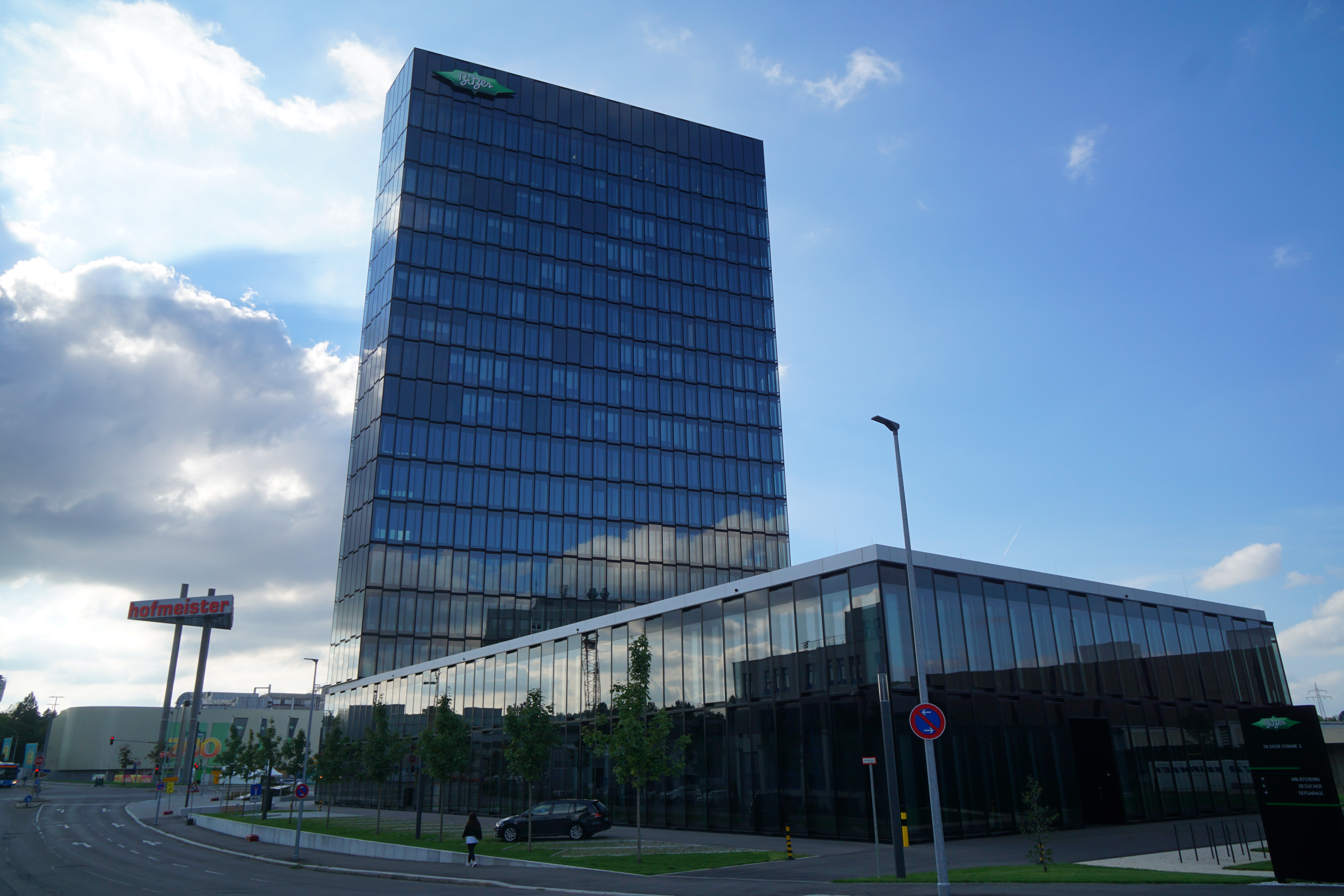
Штаб-квартира Bitzer в Зиндельфингене

- Syntegon Technology[нем.] (Вайблинген) — расфасовочные и упаковочные линии для фармацевтической и пищевой промышленности[67].
- Endress+Hauser Deutschland (Вайль-ам-Райн) — измерительное оборудование, включая манометры, термометры и датчики расхода жидкостей и газов.
  - Endress+Hauser Level and Pressure (Маульбург) — приборы для измерения уровня и давления.
  - Endress+Hauser Liquid Analysis (Герлинген) — приборы и системы для анализа жидкостей.
- Liebherr-Hydraulikbagger[нем.] (Кирхдорф-ан-дер-Иллер) — колёсные и гусеничные экскаваторы, погрузчики и сочленённые самосвалы[68].
- Herrenknecht (Шванау) — землеройная техника, включая тоннелепроходческие комплексы и комбайны, а также оборудование для расширения канализационных сетей, автоматические буровые установки для нефтегазовой промышленности и геотермальной энергетики[69].
- Handtmann Maschinenfabrik[нем.] (Биберах-ан-дер-Рис) — пищевое оборудование, включая системы смешивания, разделения, измельчения, наполнения, формования, экструзии и дозирования, а также машины для производства колбас, сосисок, котлет и сыров.
- Handtmann Armaturenfabrik[нем.] (Биберах-ан-дер-Рис) — клапаны, затворы, крышки, трубы, фильтры, цистерны, сепараторы, системы хроматографии и производства буферных растворов для пищевой, фармацевтической и биотехнологической промышленности.
- Putzmeister[нем.] (Айхталь) — бетоносмесительные установки, бетононасосы, автомобильные бетономешалки и мобильные конвейерные ленты[70].
  - Putzmeister Concrete Pumps (Айхталь) — стационарные и мобильные бетононасосы[71].
- Bitzer (Зиндельфинген) — холодильное и отопительное оборудование, включая компрессоры, конденсаторы и сосуды высокого давления[72].
- Weishaupt Holding[нем.] (Швенди) — системы отопления и автоматизации, включая горелки для котлов, тепловые насосы и водонагреватели[73].

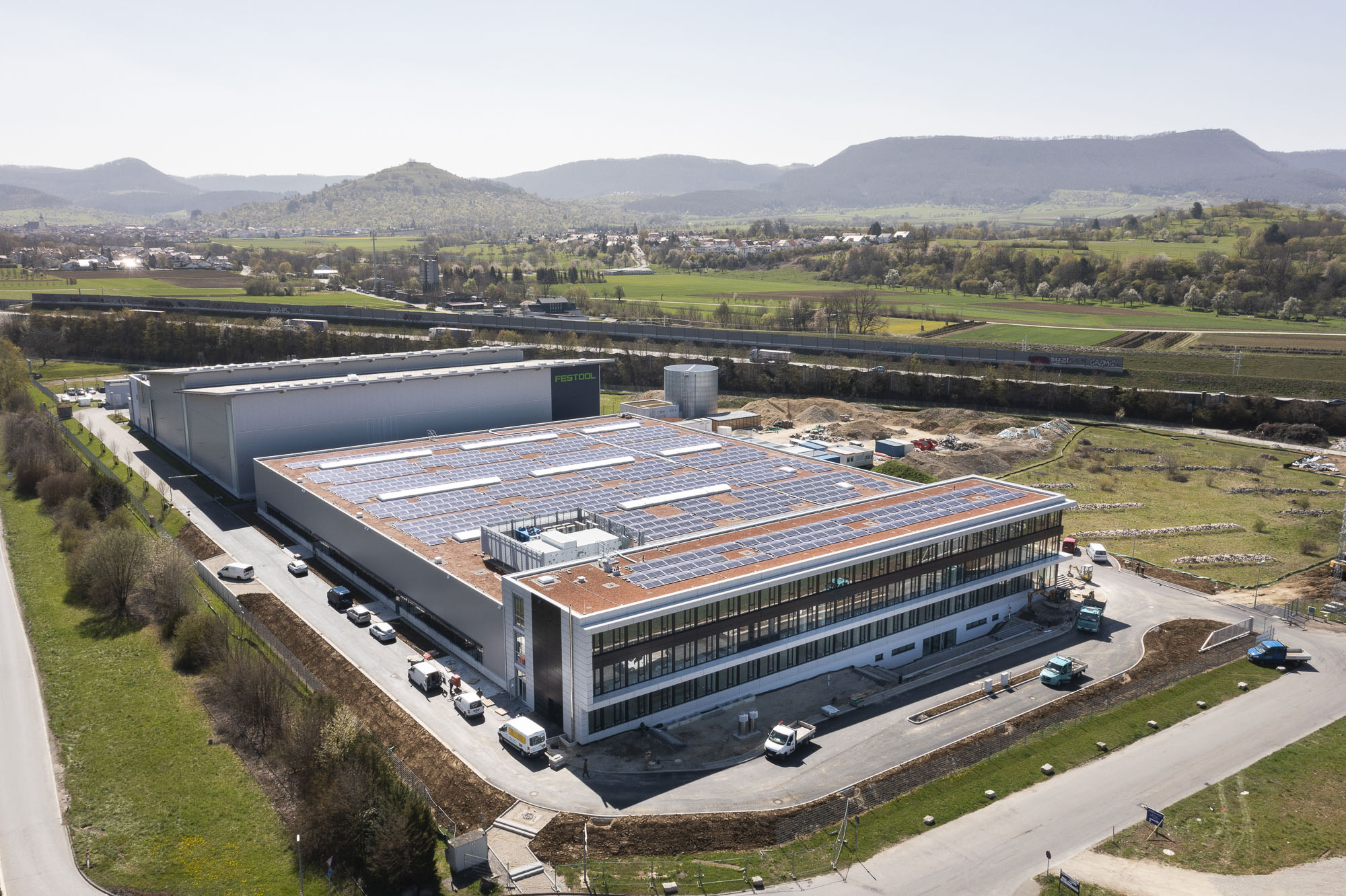
Завод Festool в Вайльхайме

- TTS Tooltechnic Systems (Вендлинген-ам-Неккар) — ручные и настольные электроинструменты, верстаки и промышленные пылесосы[74].
  - Festool (Вендлинген-ам-Неккар) — дисковые пилы, шлифовальные и фрезерные машины, электролобзики, дрели и шуруповёрты[75].
- Andritz Schuler[нем.] (Гёппинген) — прессы для изготовления автомобильных деталей и других штампованных металлических изделий.
- Gühring (Альбштадт) — металлообрабатывающее оборудование и инструменты, включая заточные станки.
- Layher[нем.] (Гюглинген) — сборные сцены, подиумы и трибуны, ограждения для митингов и парадов, мобильные вышки и лестницы.
- Schaeff[нем.] (Крайльсхайм) — экскаваторы и колесные погрузчики.

## Химико-фармацевтическая промышленность

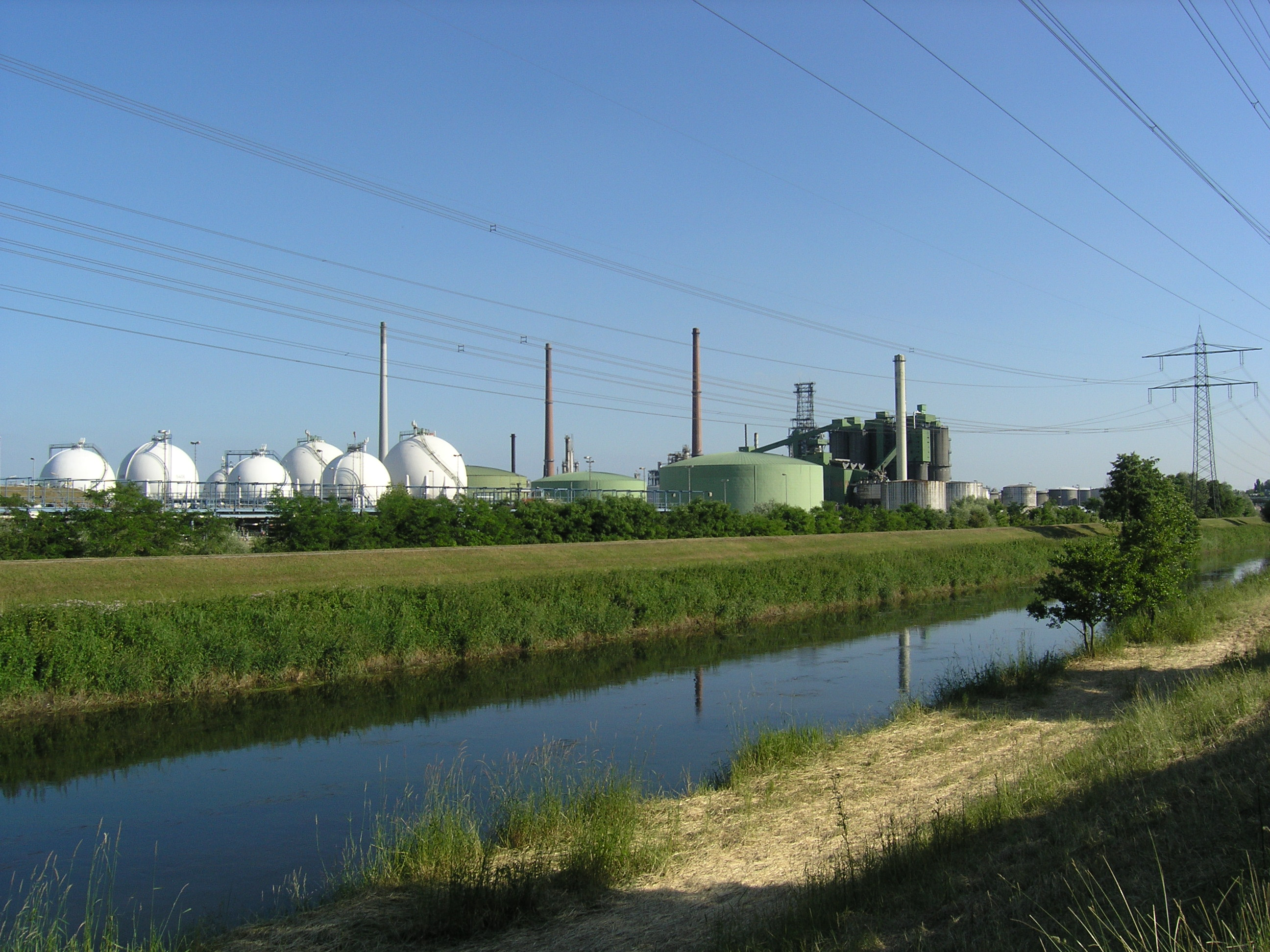
Нефтеперерабатывающий завод MiRO в Карлсруэ

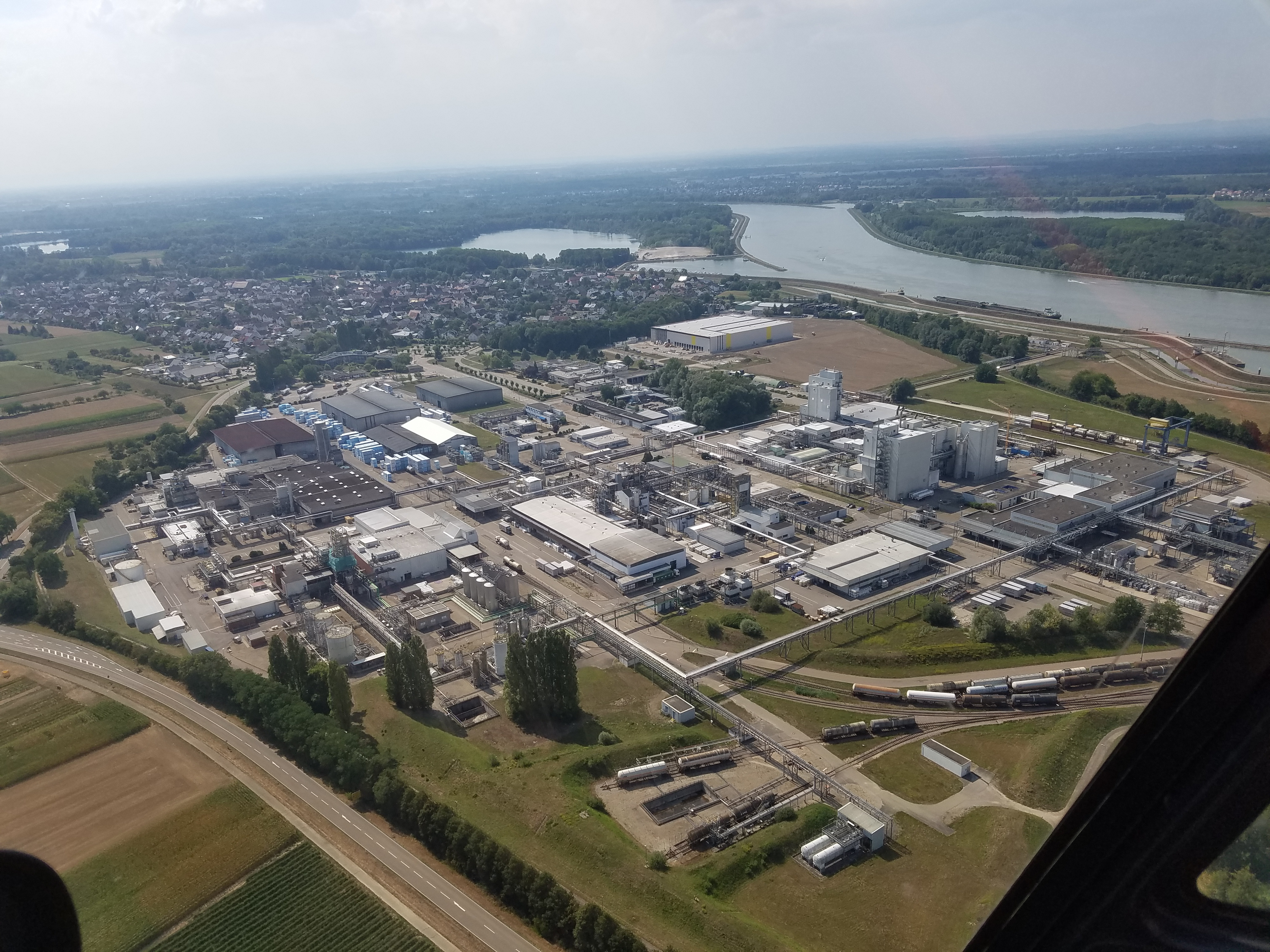
Химический завод Trinseo в Райнмюнстере

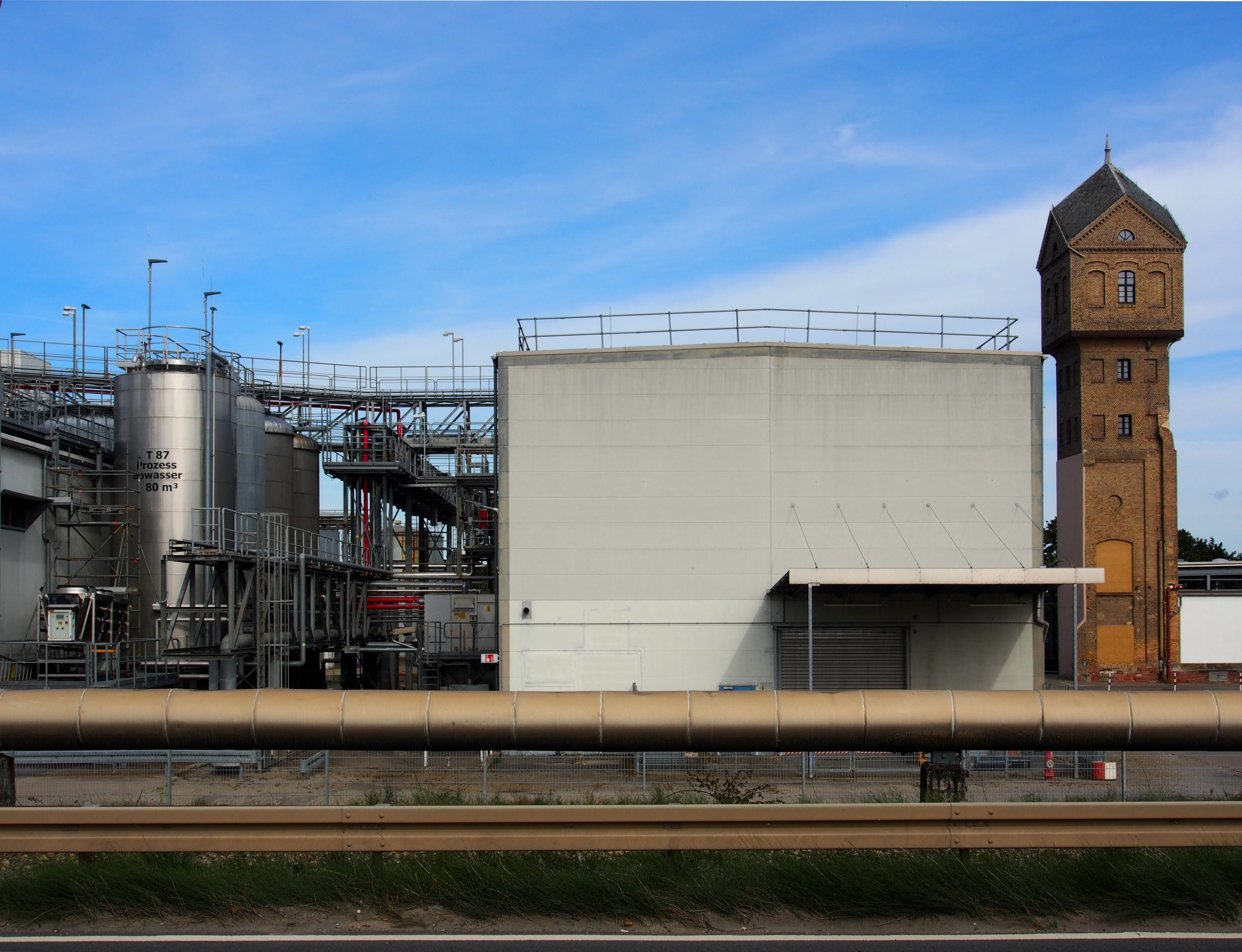
Завод моющих средств Unilever в Мангейме

Карлсруэ является крупнейшим центром нефтепереработки и нефтехимии в Германии; сырьём его снабжает Трансальпийский нефтепровод из Триеста (Италия). Также в Баден-Вюртемберге производят лекарственные препараты, пластмассы, плёнки, химические волокна и ткани, резинотехнические и лакокрасочные изделия, чистящие средства, средства гигиены, косметику и биотопливо.
Крупнейшими компаниями отрасли являются:
- Mineraloelraffinerie Oberrhein[нем.] (Карлсруэ) — бензин, дизельное топливо, пропан, бутан, сжиженный газ, мазут, битум, нефтяной кокс и сера[76].
- Freudenberg (Вайнхайм) — специальные химикаты и бытовая химия, включая чистящие средства, фильтры для воздуха и воды[34].
  - Vileda (Вайнхайм) — химические средства для мытья полов и окон, губчатые салфетки для очистки поверхностей, губки для мытья посуды, перчатки, мусорные контейнеры, мётлы, швабры и щётки, пластиковые вёдра с отжимом, сушилки для белья[77].
- Roche Diagnostics[нем.] (Мангейм) — противораковые препараты и жидкие реагенты[78].
- Fuchs[нем.] (Мангейм) — смазочные материалы и электролиты для аккумуляторов, включая моторные, трансмиссионные, компрессорные и гидравлические масла, смазки для цепей, охлаждающие жидкости, антикоррозийные и очистительные материалы[79].
- Röchling Gruppe[нем.] (Мангейм) — полуфабрикаты и готовые детали из термопластичных и термореактивных материалов для промышленности, пластиковые компоненты для медицинского оборудования, автомобильной и фармацевтической промышленности.
- Roche Pharma (Гренцах-Вилен) — препараты для лечения онкологических заболеваний, препараты для трансплантологии, диагностические тесты[80].
- Takeda Pharmaceutical (Констанц) — препараты для лечения гипертонии, диабета, остеопороза и заболеваний желудочно-кишечного тракта, а также гинекологические, урологические, онкологические, иммунологические, неврологические и болеутоляющие препараты[81]. 
  - Takeda Pharmaceutical (Зинген) — лекарственные порошки и мази, а также вакцины.
- Merckle[нем.] (Блаубойрен) — биофармацевтические активные ингредиенты и препараты для лечения воспалительных заболеваний[82].
- Handtmann Elteka[нем.] (Биберах-ан-дер-Рис) — литые пластиковые и композитные детали для машиностроения, логистики и медицинской техники[83].
- ITW Industrial Solutions[нем.] (Айслинген) — клеи, герметики, материалы для смазки и очистки поверхности, антикоррозийные материалы.

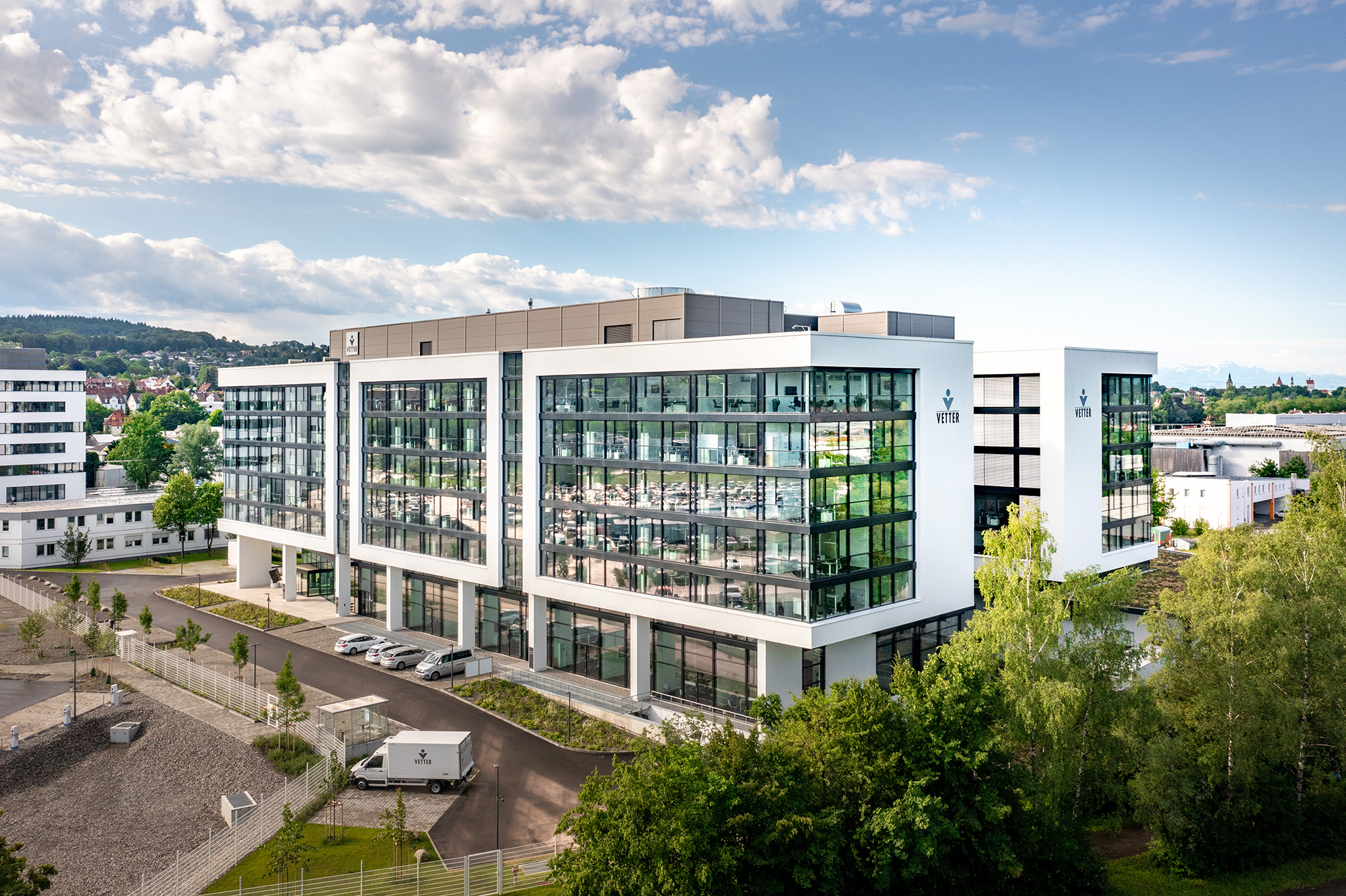
Штаб-квартира Vetter Pharma в Равенсбурге

- Vetter Pharma[нем.] (Равенсбург) — инъекционные препараты, заполненные в шприцы, картриджи и флаконы[84].
- Südzucker (Мангейм) — биоэтанол[17].
- Unilever (Мангейм) — мыло и гели для душа.
- Gelita[нем.] (Эбербах) — фармацевтический желатин и гемостатические средства.
- Fischer Holding (Вальдахталь) — строительные клеи и герметики, монтажные пены, термоизоляционные материалы.
- Bunge Deutschland (Мангейм) — биодизель.

## Электронная и электротехническая промышленность

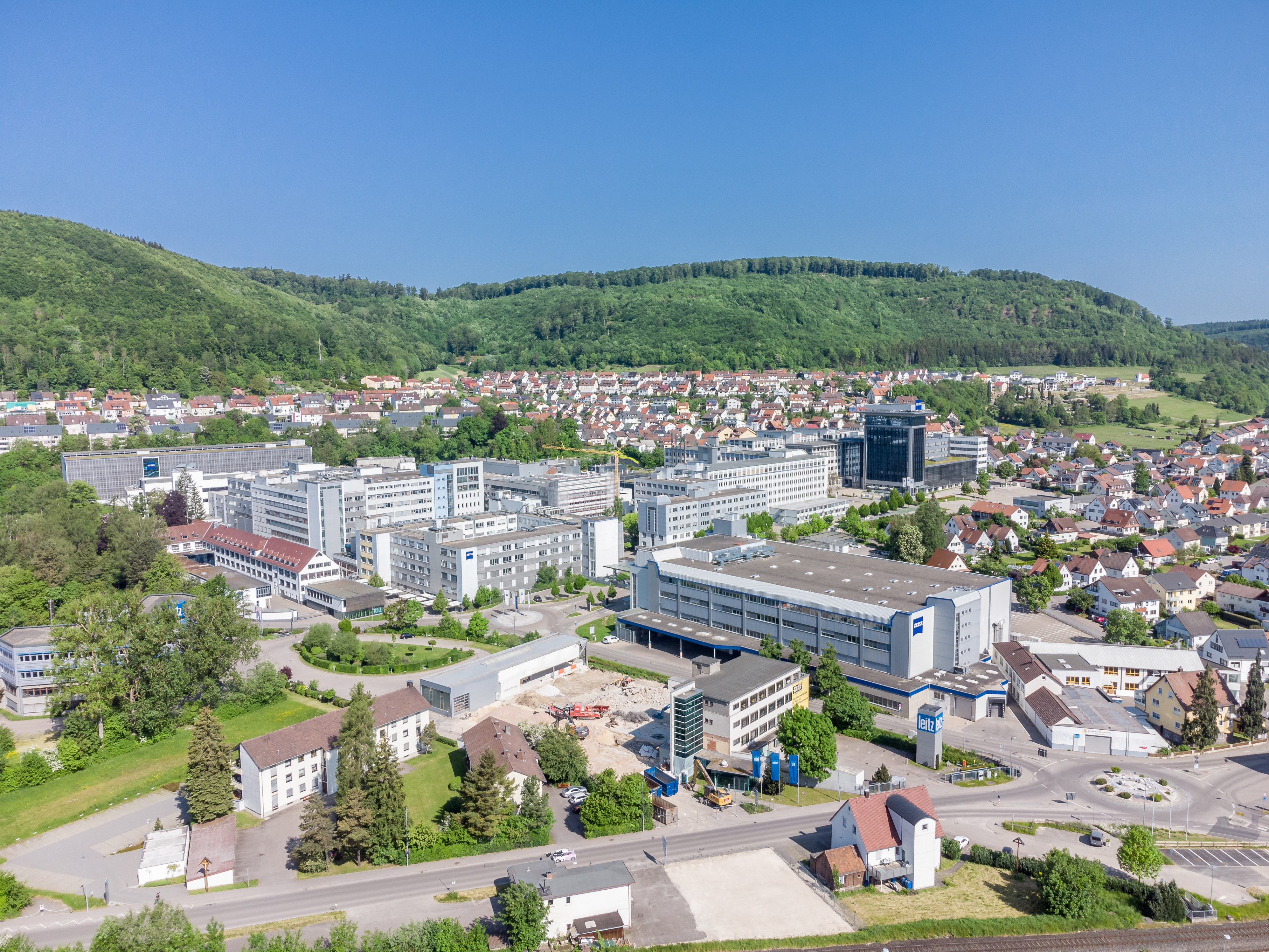
Штаб-квартира и головной завод Carl Zeiss в Оберкохене

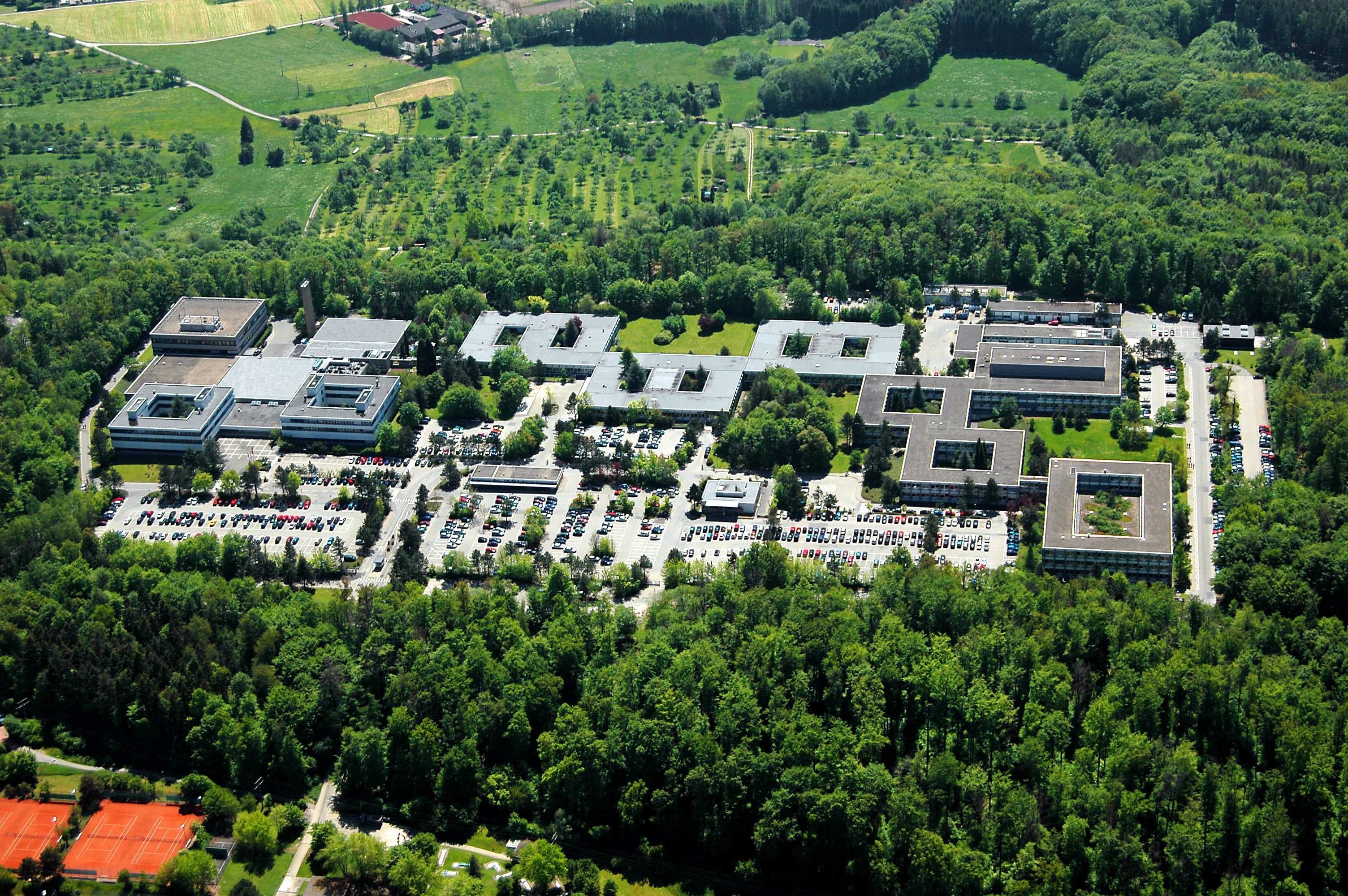
Исследовательский центр IBM Deutschland в Бёблингене

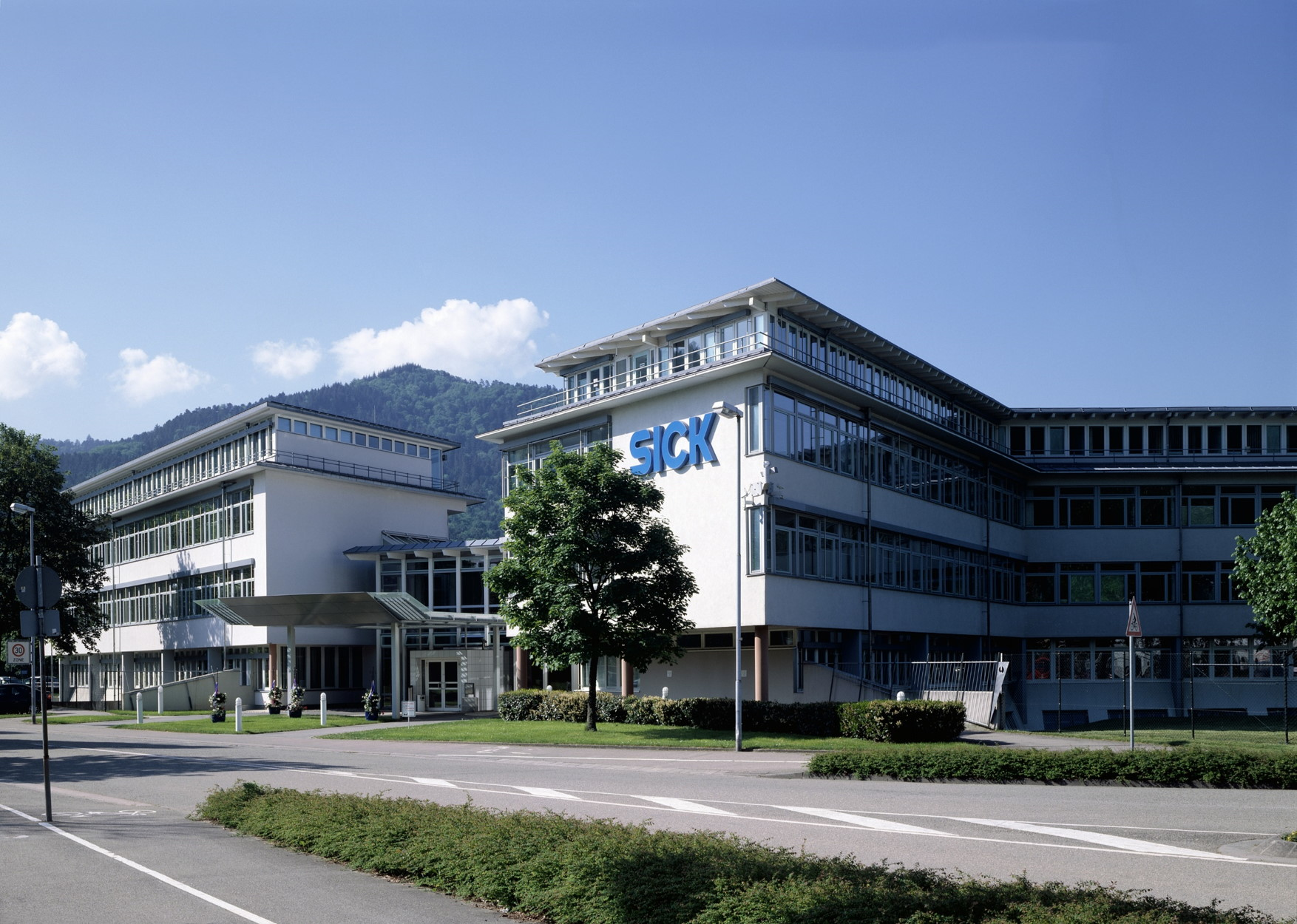
Штаб-квартира Sick в (Вальдкирхе

Баден-Вюртемберг является крупным центром электронной, оптоэлектронной и электротехнической промышленности, здесь производят точные контрольно-измерительные приборы и датчики, бытовую электротехнику, полупроводниковые изделия и электропроводку.
Крупнейшими компаниями отрасли являются:
- Robert Bosch (Герлинген) — бытовая электротехника, силовая электроника, системы мультимедиа, видеонаблюдения и сигнализации[28].
- Carl Zeiss (Оберкохен) — оборудование для съёмки, наблюдения, промышленной метрологии и контроля, включая микроскопы, спектрометры, бинокли, объективы для интерферометров, фото и видеокамер, оборудование для обсерваторий и планетариев[85].
  - Carl Zeiss SMT[нем.] (Оберкохен) — оборудование для производства микросхем, включая литографическую оптику и компоненты для лазеров[86].
  - Carl Zeiss Industrielle Messtechnik (Оберкохен) — контрольно-измерительные системы для автомобильной, электронной, аэрокосмической, стекольной и пластмассовой промышленности, а также для энергетики, медицины и судебной экспертизы[87].
- ABB (Мангейм) — солнечные инверторы, тяговые преобразователи, измерительные приборы, силовая электроника и трансформаторы[62].
  - ABB Stotz-Kontakt[нем.] (Гейдельберг) — электрооборудование и системы автоматизации, включая контакторы и выключатели[88].
- IBM Deutschland (Бёблинген) — компьютерные системы, включая серверы, микропроцессоры и квантовые компьютеры[89].
- HP Deutschland (Бёблинген) — компьютерная техника, принтеры и сканеры[90].
- Sick[нем.] (Вальдкирх) — измерительные датчики для промышленного, энергетического, логистического и транспортного оборудования[91].
- Marquardt[нем.] (Ритхайм-Вайльхайм) — переключатели для бытовой техники и электроинструментов, датчики и модули управления[45].
- Blanc & Fischer[нем.] (Обердердинген) — кухонное оборудование и электротехнические комплектующие[92].
  - E.G.O. Gruppe[нем.] (Обердердинген) — нагревательные элементы и модули управления для бытовой электротехники и систем отопления, включая трубчатые и лучистые электронагреватели, конфорки, термостаты, контроллеры, регуляторы и переключатели.
- Pepperl+Fuchs[нем.] (Мангейм) — системы автоматизации, идентификации и промышленной сети, включая датчики, переключатели, счётчики, коммутационные устройства и преобразователи для нефтегазовой, химической, автомобильной и строительной отрасли[93].
- Fischer Holding (Лойтенбах) — электронные компоненты и сенсорные экраны, включая микросхемы и контроллеры[94].
- Vileda (Вайнхайм) — ручные пылесосы и роботы-пылесосы.

## Производство медицинских изделий

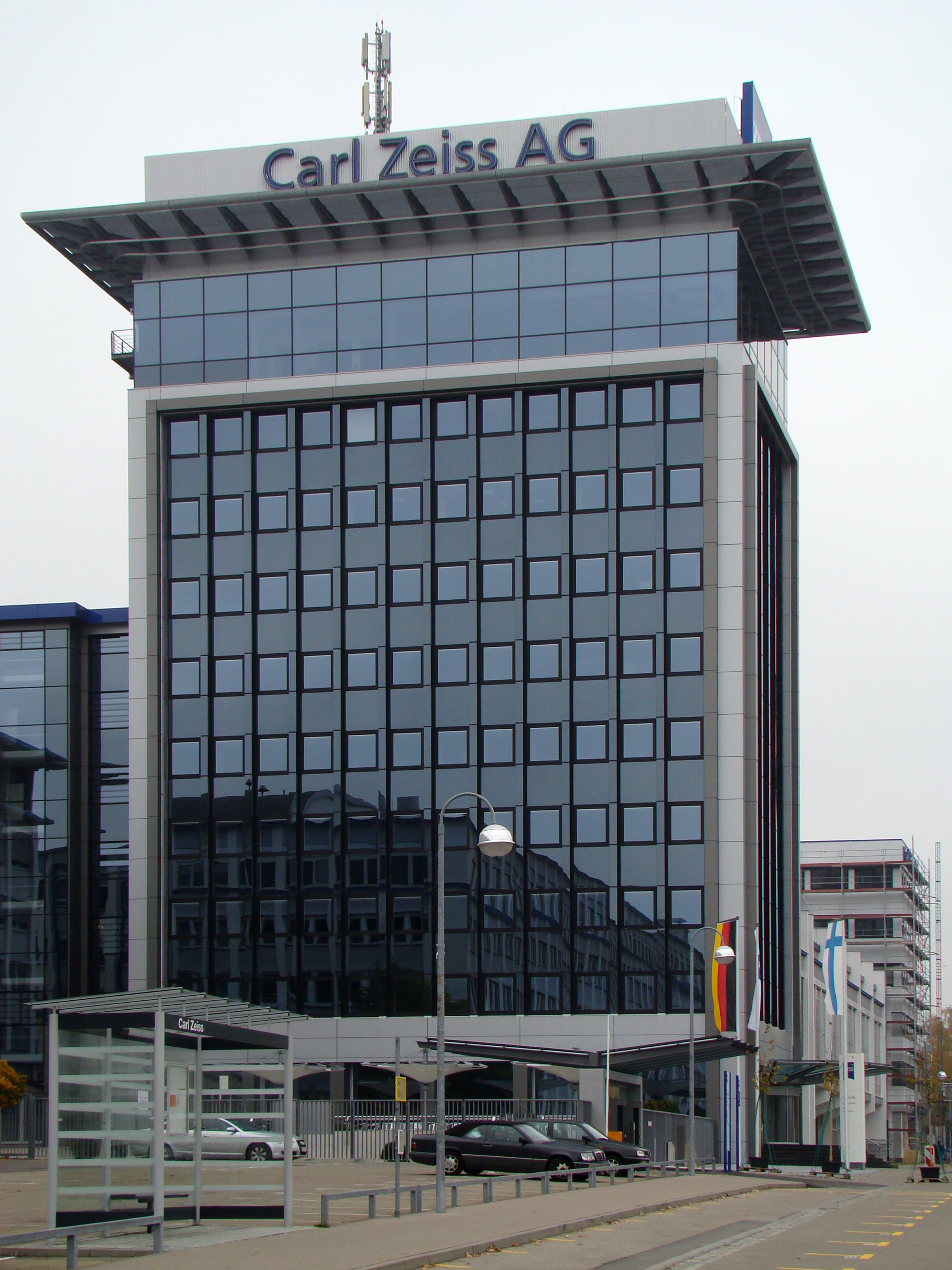
Штаб-квартира Carl Zeiss в Оберкохене

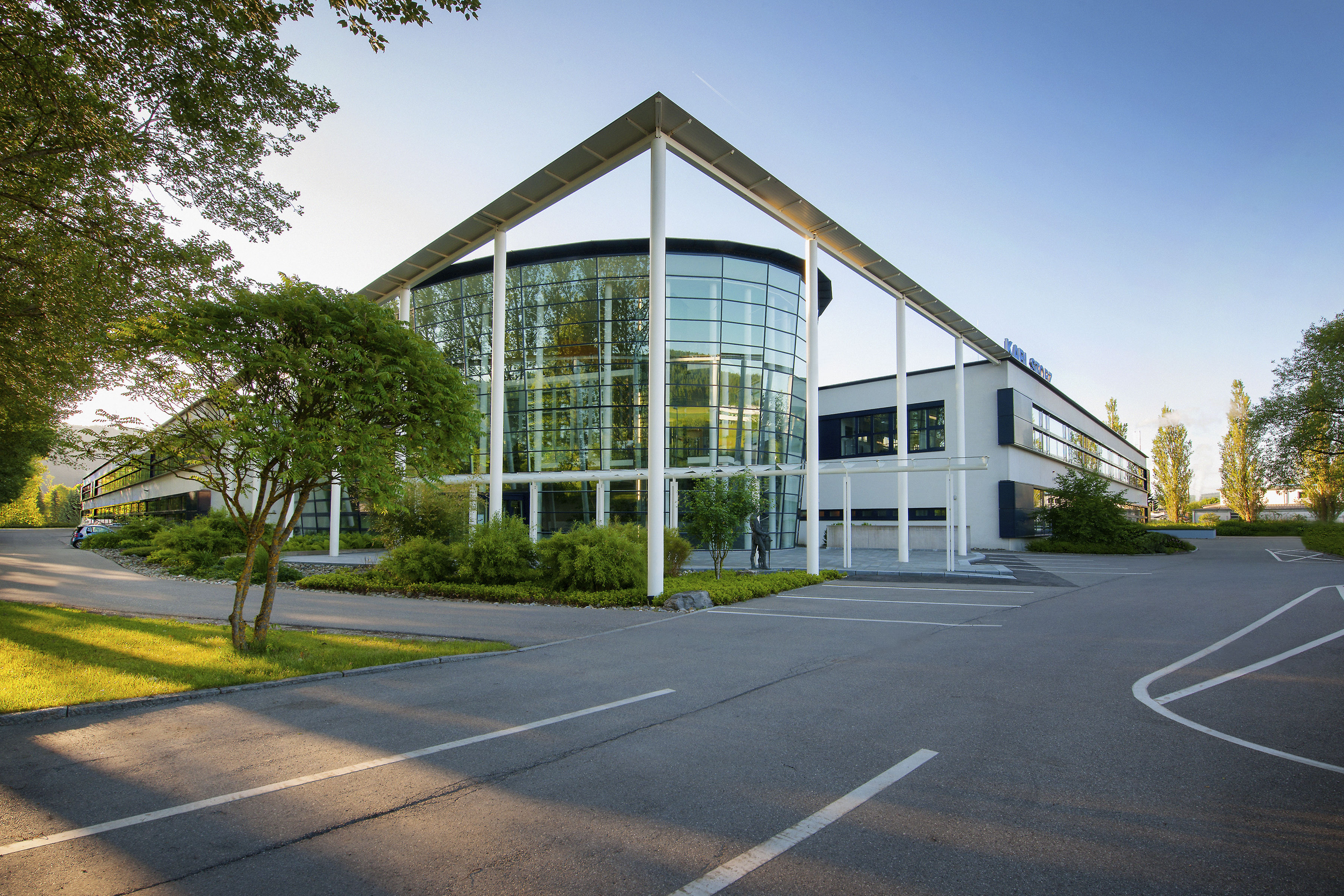
Штаб-квартира Karl Storz в Тутлингене

Баден-Вюртемберг является крупным европейским хабом разработки и производства медицинского оборудования и расходных материалов. Здесь представлены исследовательские центры и промышленные предприятия таких лидеров отрасли, как Roche, Bosch и Carl Zeiss.
- Roche Diagnostics[нем.] (Мангейм) — диагностические тесты на диабет и рак, приборы для определения уровня глюкозы в крови, инсулиновые шприцы и помпы[78].
  - Roche Diagnostics (Людвигсбург) — системы автоматизации для диагностических лабораторий[95].
- Bosch Healthcare Solutions (Вайблинген) — оборудование для молекулярной диагностики и измерительные приборы для анализа дыхательных газов.
- Freudenberg Medical (Вайнхайм) — медицинское оборудование, включая катетеры, трубки, капельницы, иглы, стержни и пакеты для жидкости[34].
- Carl Zeiss (Оберкохен) — оптическое и оптоэлектронное оборудование для офтальмологии, стоматологии, микрохирургии, нейрохирургии и радиотерапии, включая линзы для очков, приборы для обследования глаз, хирургические микроскопы и медицинские лазеры.
  - Carl Zeiss Vision[нем.] (Ален) — линзы для очков, контактные линзы, приборы для определения остроты зрения и подбора очков[96].
- Hartmann Gruppe[нем.] (Хайденхайм-ан-дер-Бренц) — перевязочные материалы, лейкопластыри, средства для заживления ран, средства дезинфекции рук и поверхностей, памперсы, средства гигиены и ухода за кожей для пациентов с недержанием мочи, медицинские перчатки, костюмы и халаты, больничное постельное бельё, одноразовые инструменты, компрессионные и фиксирующие повязки[97].
- Karl Storz (Тутлинген) — диагностическое оборудование, включая эндоскопы, линзы, оптико-волоконные и осветительные приборы[98].
- Philips Medizin Systeme (Бёблинген) — электронная терапевтическая аппаратура, включая системы мониторинга пациентов и рентгеновские системы[99].
- Fischer Holding (Лойтенбах) — электронные блоки управления для эндоскопов, хирургического и стоматологического оборудования.

## Производство стройматериалов и сантехники

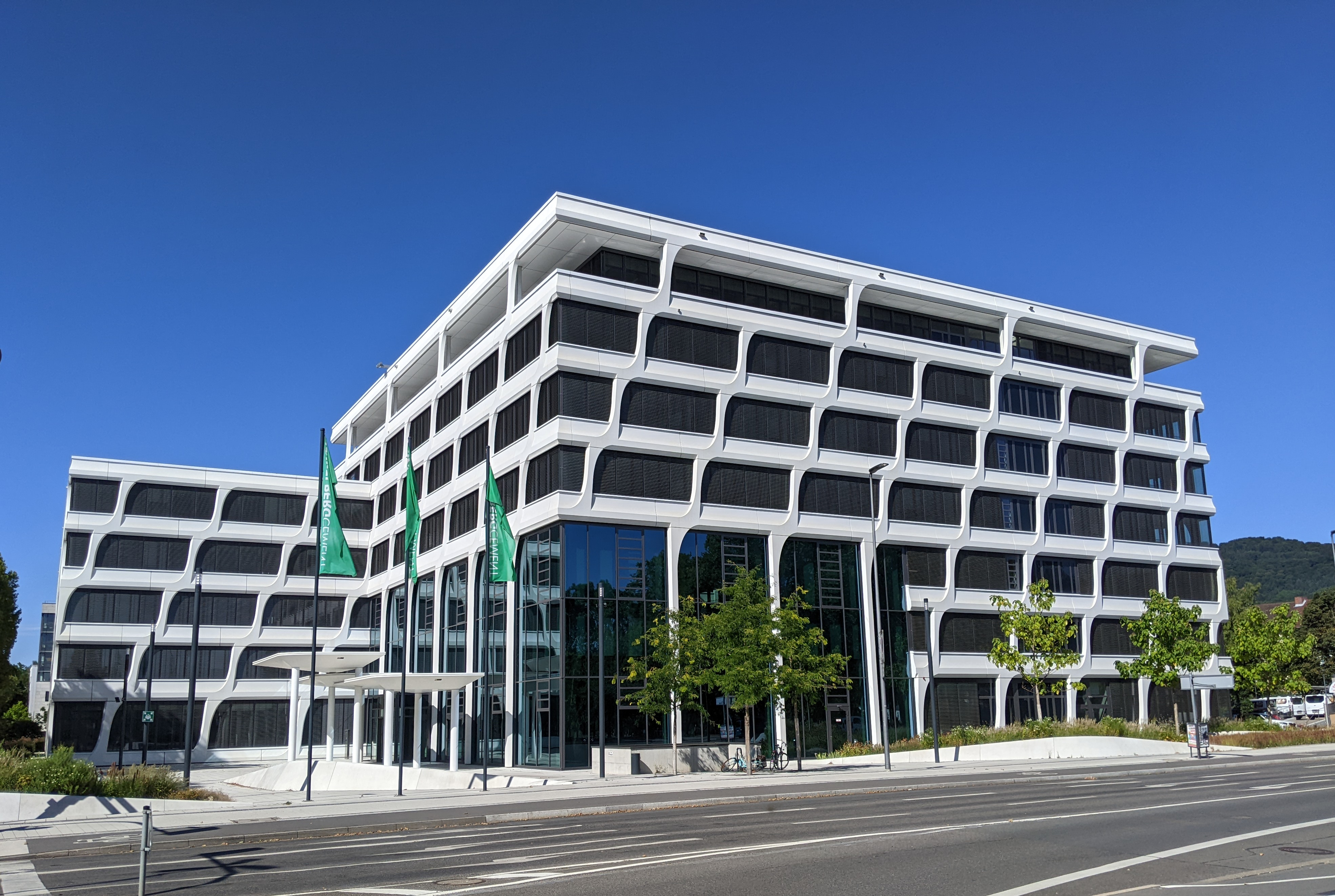
Штаб-квартира Heidelberg Materials в Гейдельберге

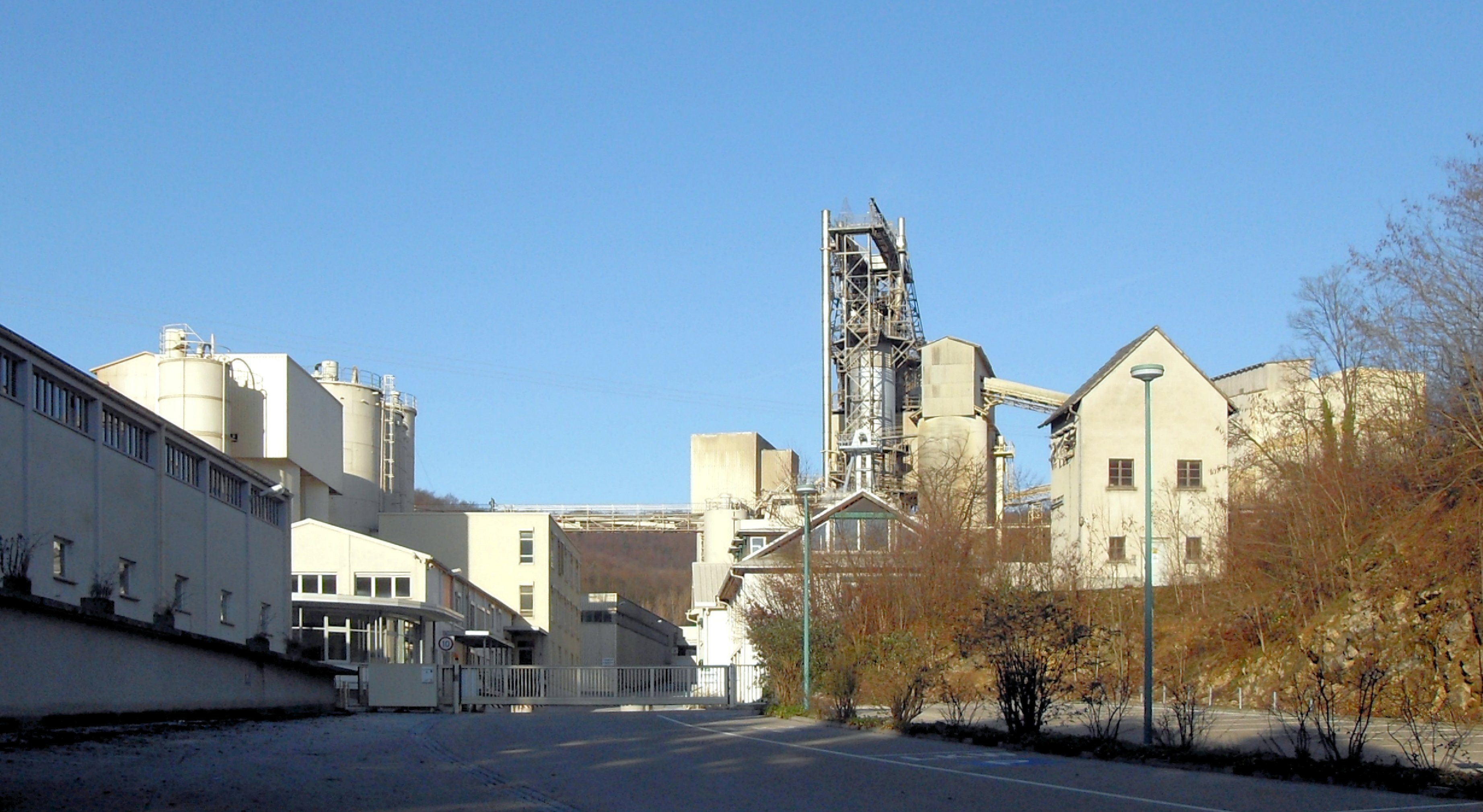
Завод стройматериалов Knauf в Большвайле

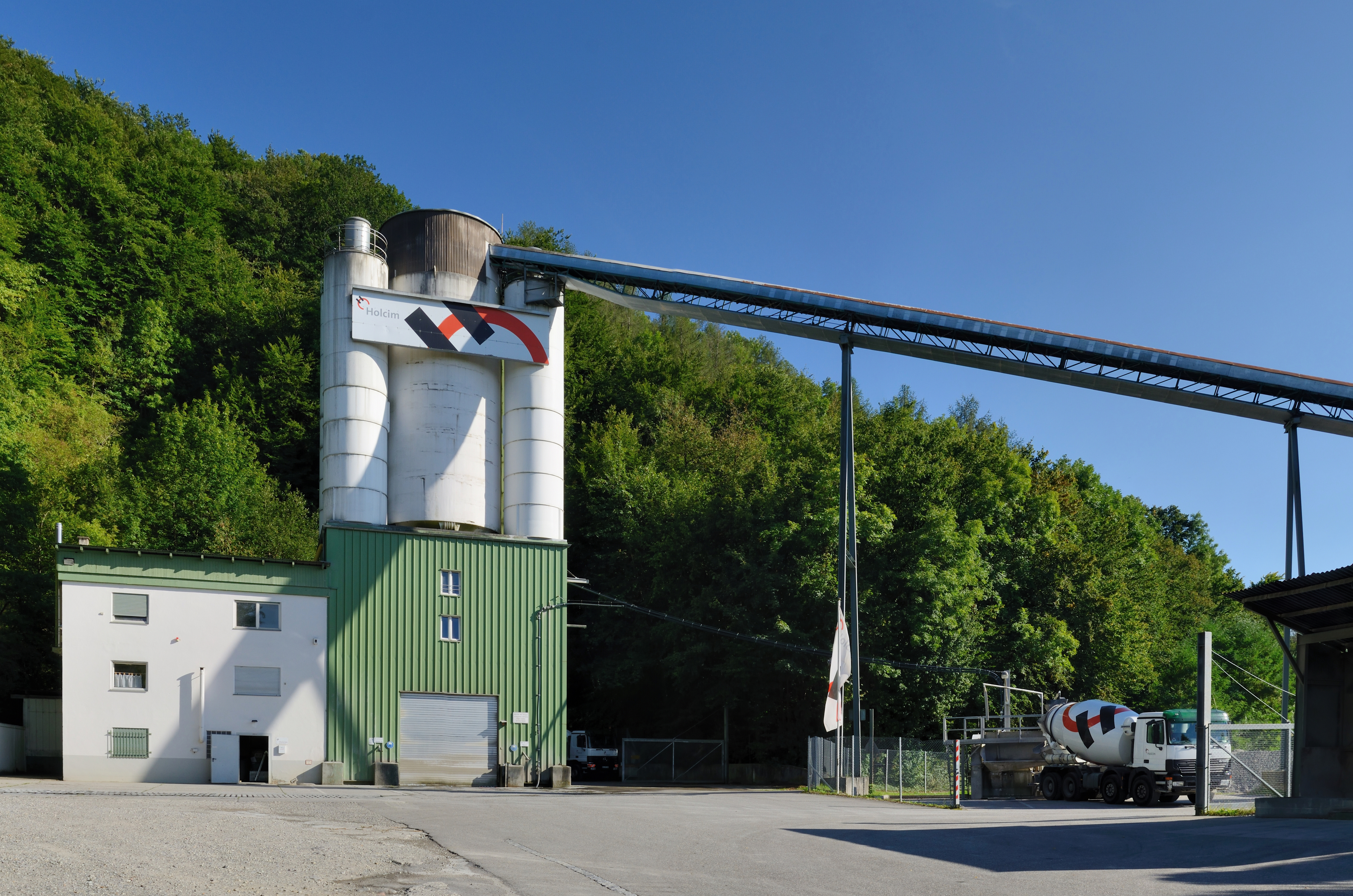
Бетонный завод Holcim Group в Лёррахе

Крупнейшими компаниями отрасли являются:
- Heidelberg Materials (Гейдельберг) — цемент, заполнители, бетон, асфальт, вяжущие материалы из шлака и золы[13].
  - Heidelberg Materials (Шельклинген) — цемент.
- Sto[нем.] (Штюлинген) — штукатурки, краски, лаки, напольные покрытия, наружная теплоизоляция, подвесные фасады и клинкерная облицовка[100].
- Schwenk Zement[нем.] (Ульм) — цемент, бетон, известь и штукатурка[101].
  - Schwenk Zement (Хайденхайм-ан-дер-Бренц) — цемент и бетон.
- Hansgrohe[нем.] (Шильтах) — сантехническая продукция, включая краны, смесители, душевые системы, сливы, раковины и унитазы[102].
- Blanc & Fischer[нем.] (Обердердинген) — кухонное оборудование.
  - Blanco Gruppe (Обердердинген) — стальные и керамические кухонные мойки, смесители, измельчителя пищевых отходов и водные фильтры[103].
- Geberit (Пфуллендорф) — сантехнические и вентиляционные системы, включая унитазы, раковины, сливы, трубы, клапаны и вытяжки[104].
- Alfred Dörflinger (Мальсбург-Марцелль) — гранит, песок, щебень, гравий, бетон и каменные изделия, включая заборы, клумбы и кашпо.
- Fischer Holding (Вальдахталь) — пластиковые и металлические крепёжные элементы, включая дюбели, анкеры и шурупы.
- Layher[нем.] (Гюглинген) — строительные леса и ограждения, включая фасадные леса, защитные навесы и подъёмные устройства.
- Paul Bauder[нем.] (Штутгарт) — кровельные системы, включая материалы для гидро- и теплоизоляции, озеленения, а также солнечные панели[105].
- OPTERRA (Вальцбахталь) — цемент.
- Märker-Gruppe[нем.] (Лауффен-ам-Неккар) — цемент.
- Märker-Gruppe (Блауштайн) — известь.
- Knauf (Большвайль) — известь.
- Holcim Group (Лёррах) — бетон и гравий.
- Holcim Group (Вайль-ам-Райн) — бетон и гравий.
- Holcim Group (Оффенбург) — бетон и гравий.

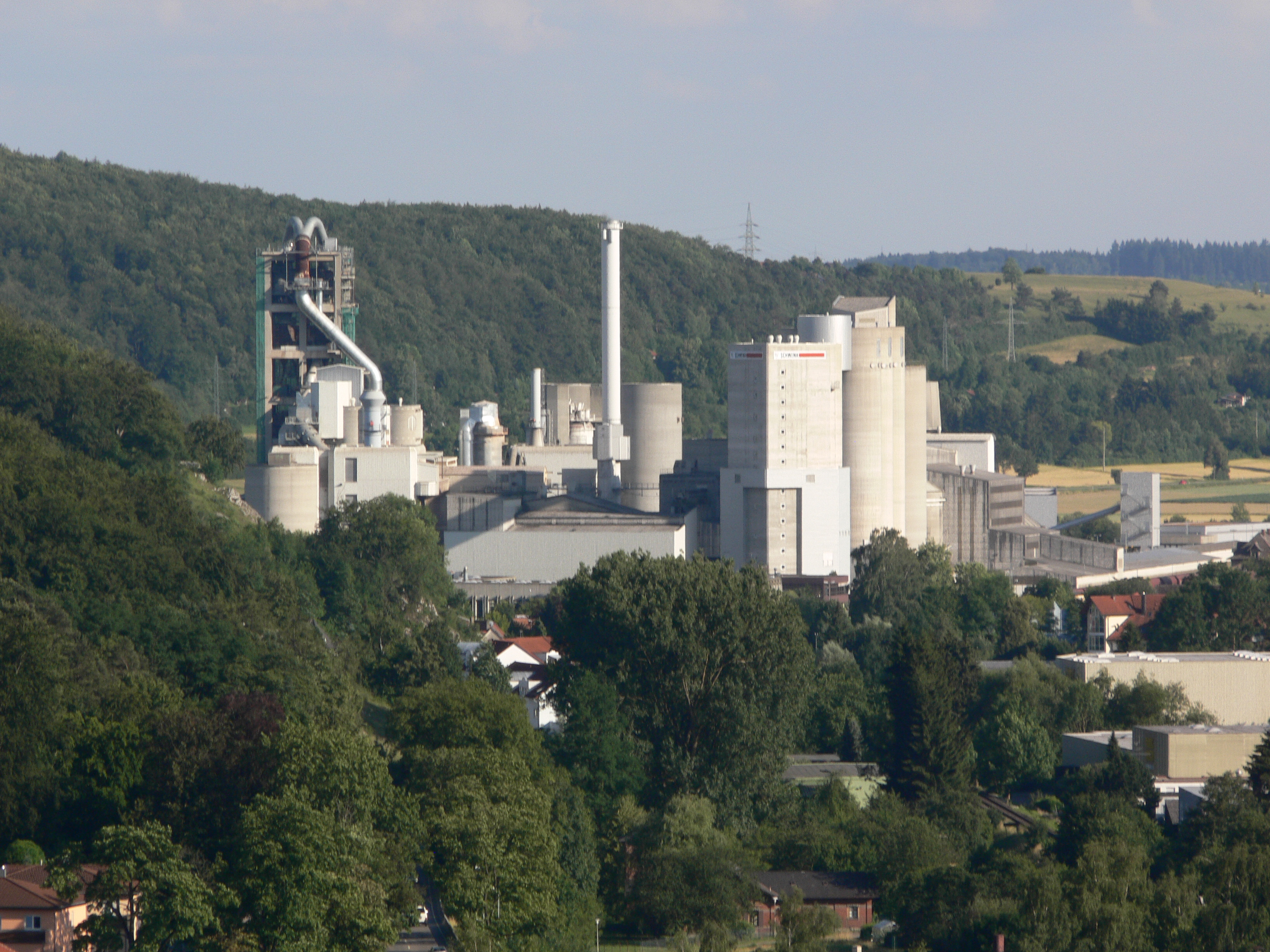
Цементный завод в Хайденхайме
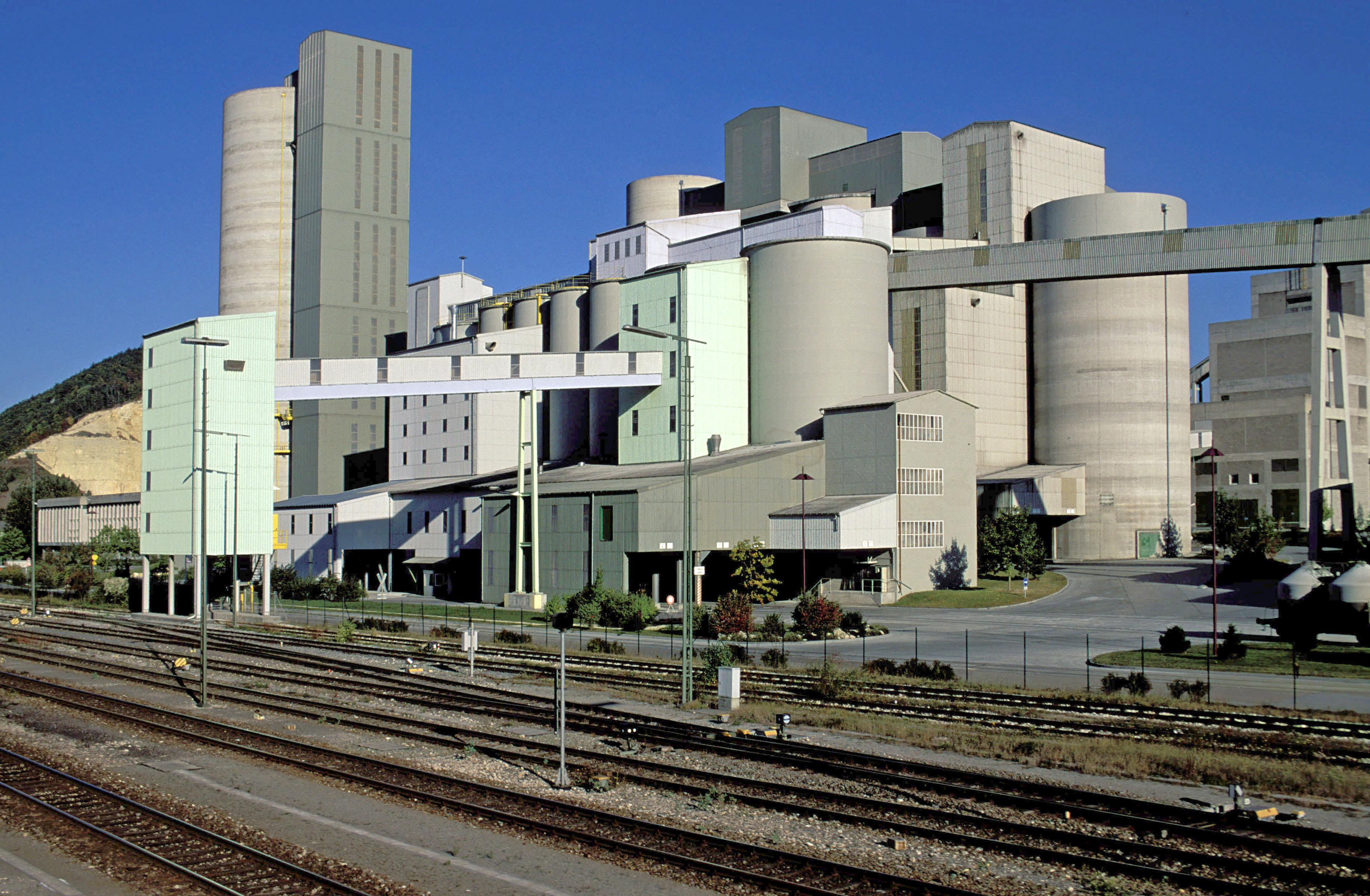
Цементный завод в Шельклингене
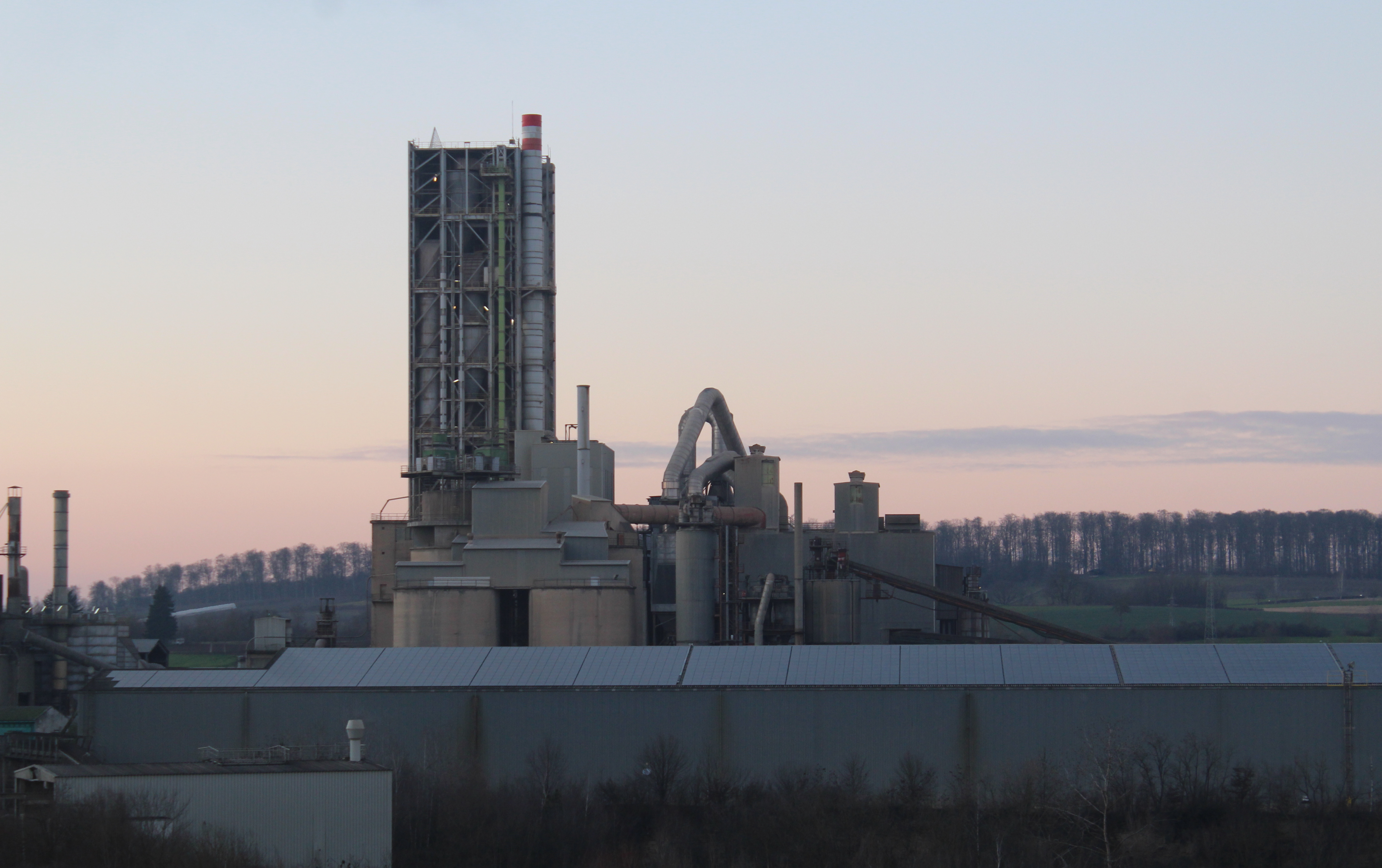
Цементный завод в Вальцбахтале
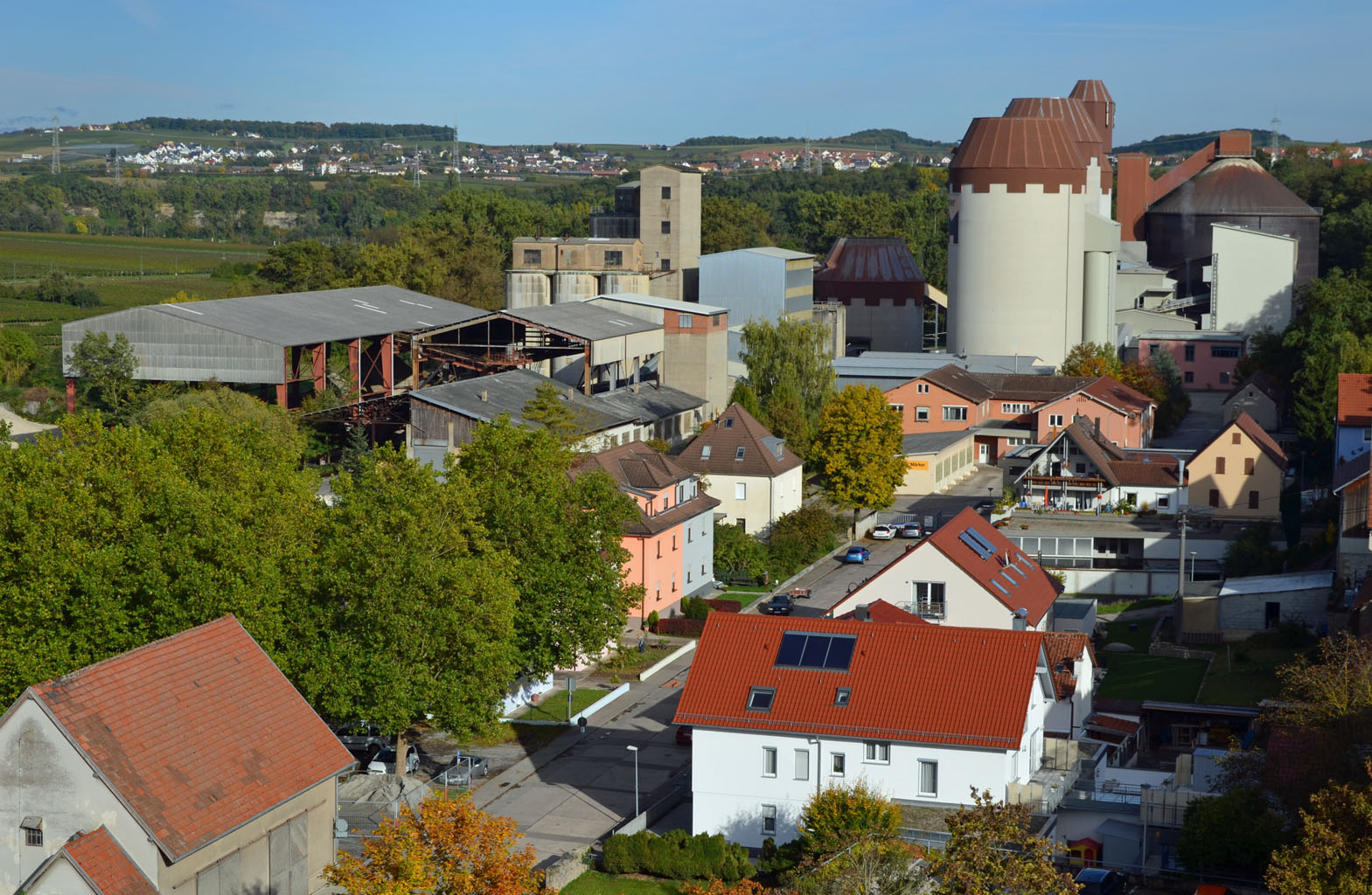
Цементный завод в Лауффене

## Авиационная и ракетно-космическая промышленность
- Diehl Aerospace[нем.] (Иберлинген) — системы управления полётом, системы управления двигателями, системы электроснабжения, освещения и безопасности салона, системы управления дверями, детали кабины[106].

## Производство военного оборудования и боеприпасов
- Diehl Defence (Иберлинген) — управляемые ракеты наземного, морского и воздушного базирования; сенсоры и блоки управления для ракет; артиллерийские боеприпасы, включая реактивные и кассетные снаряды; высокоточные торпеды и авиабомбы; беспилотные летательные аппараты; наземные и корабельные зенитно-ракетные комплексы; многофункциональные радары; ручные противотанковые гранатомёты; ручные гранаты; системы активной защиты транспортных средств; тренажёры и системы моделирования.
- MTU Friedrichshafen (Фридрихсхафен) — дизельные двигатели для танков, бронетранспортёров, военных кораблей и подводных лодок.
- Carl Zeiss (Оберкохен) — бинокли, монокуляры, оптические прицелы, тепловизоры, лазерные дальномеры.

## Пищевая промышленность

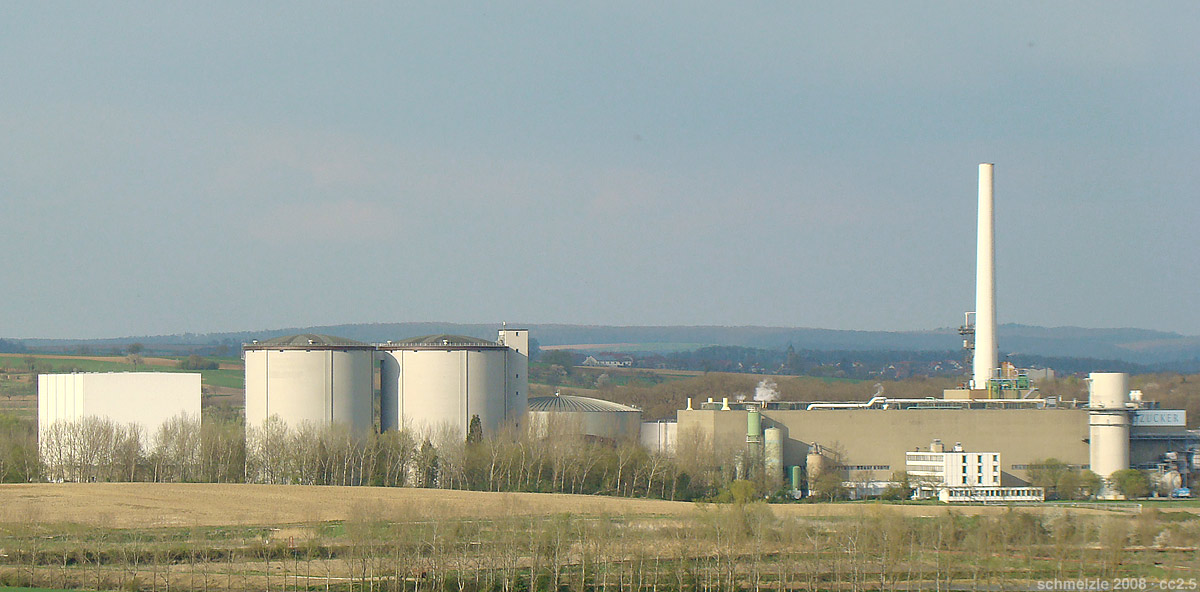
Сахарный завод Südzucker в Оффенау

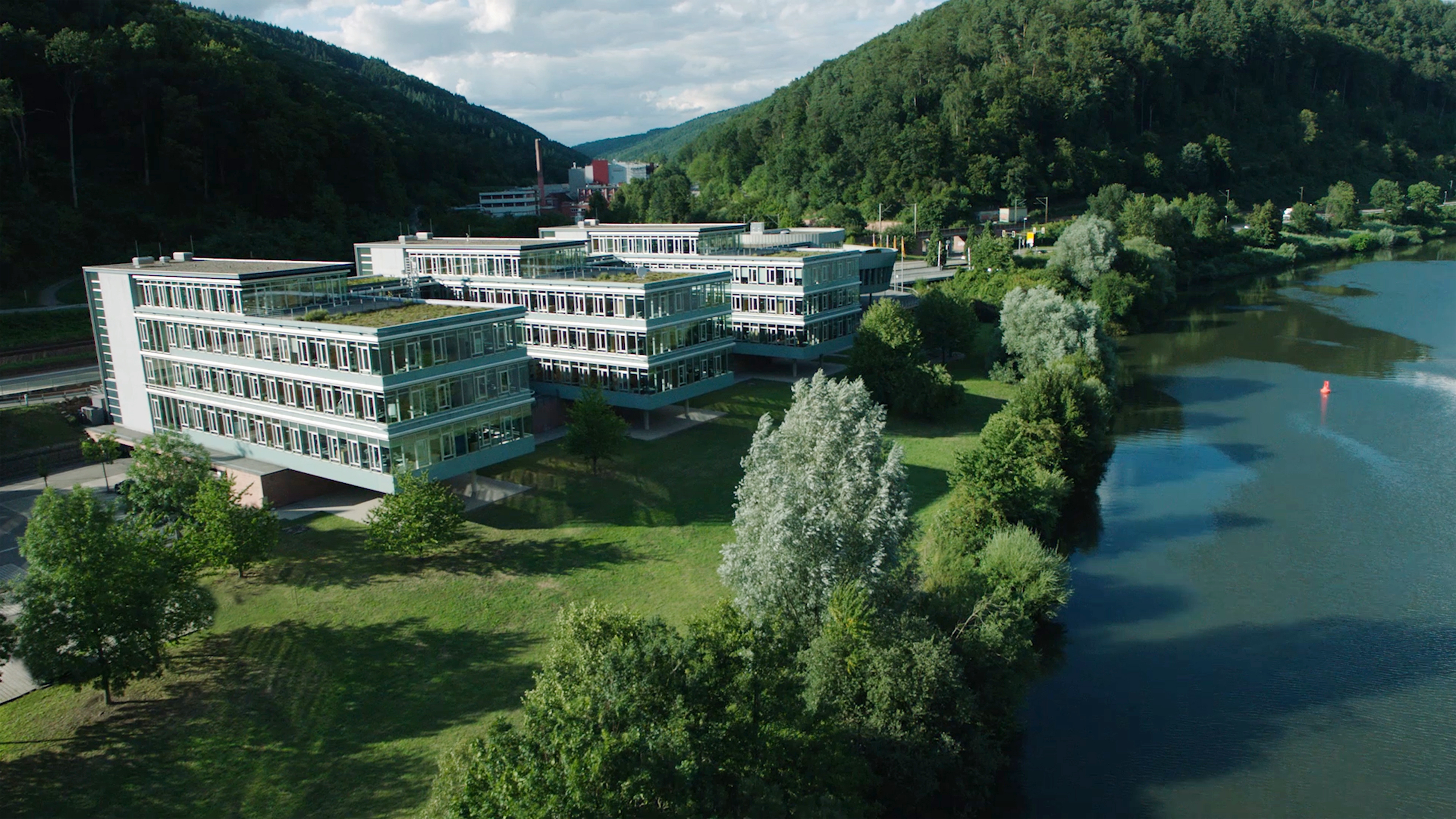
Штаб-квартира Gelita в Эбербахе

- Südzucker (Мангейм) — сахар, глюкозные сиропы, крахмал, замороженные пицца и макароны, фруктовые концентраты для напитков[17].
- ZG Raiffeisen[нем.] (Карлсруэ) — комбикорма, зерновые и масличные культуры[107].
- Gelita[нем.] (Эбербах) — пищевые добавки, включая желатин, коллаген, коллагеновые пептиды и жиры[108].
- Bunge Deutschland (Мангейм) — растительные масла, маргарин и другие пищевые жиры, комбикорма[109].
- Unilever (Хайльбронн) — супы, соусы, заправки для салатов, пищевые загустители.
- FrieslandCampina Germany (Хайльбронн) — молочные напитки.

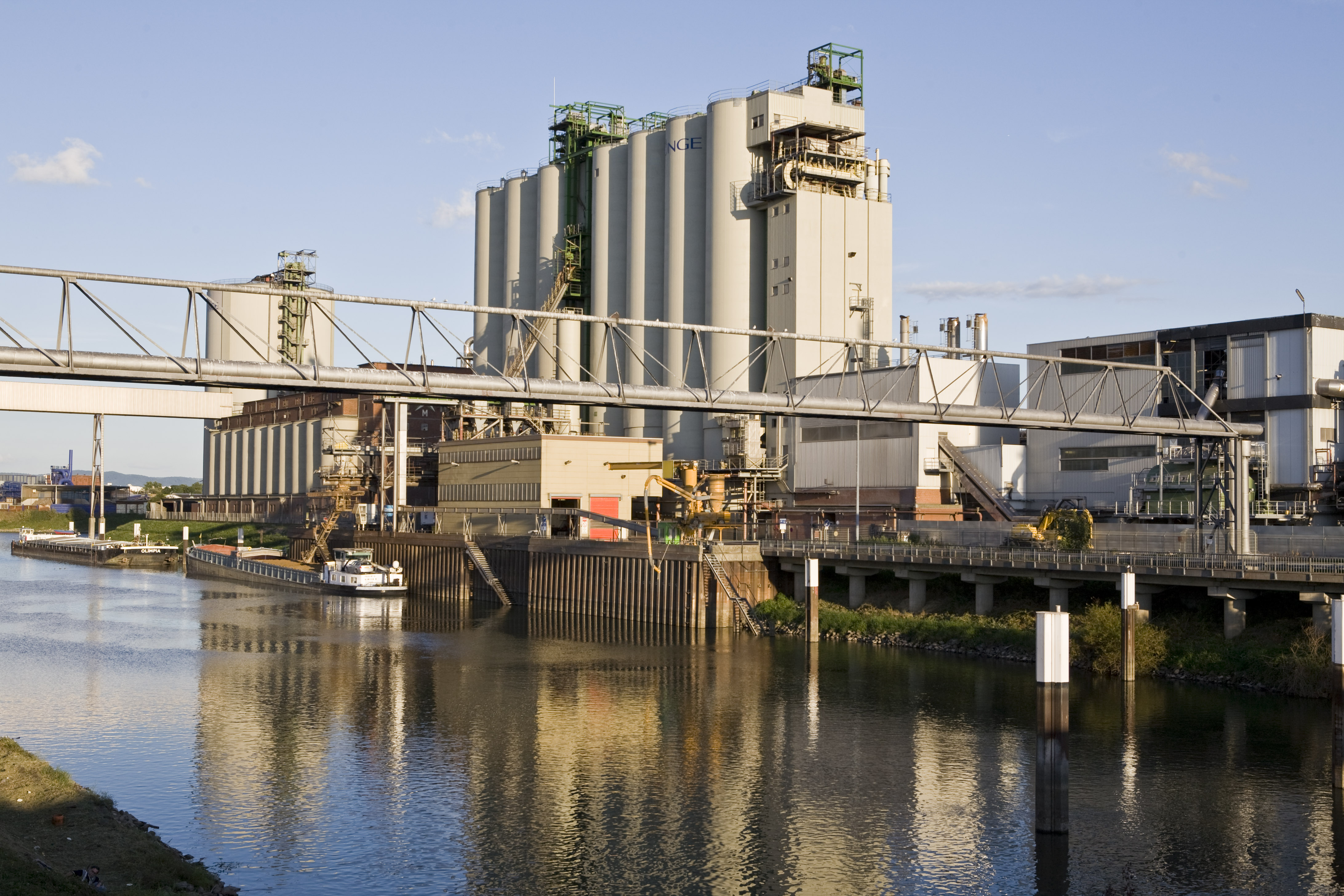
Маслозавод Bunge в Мангейме
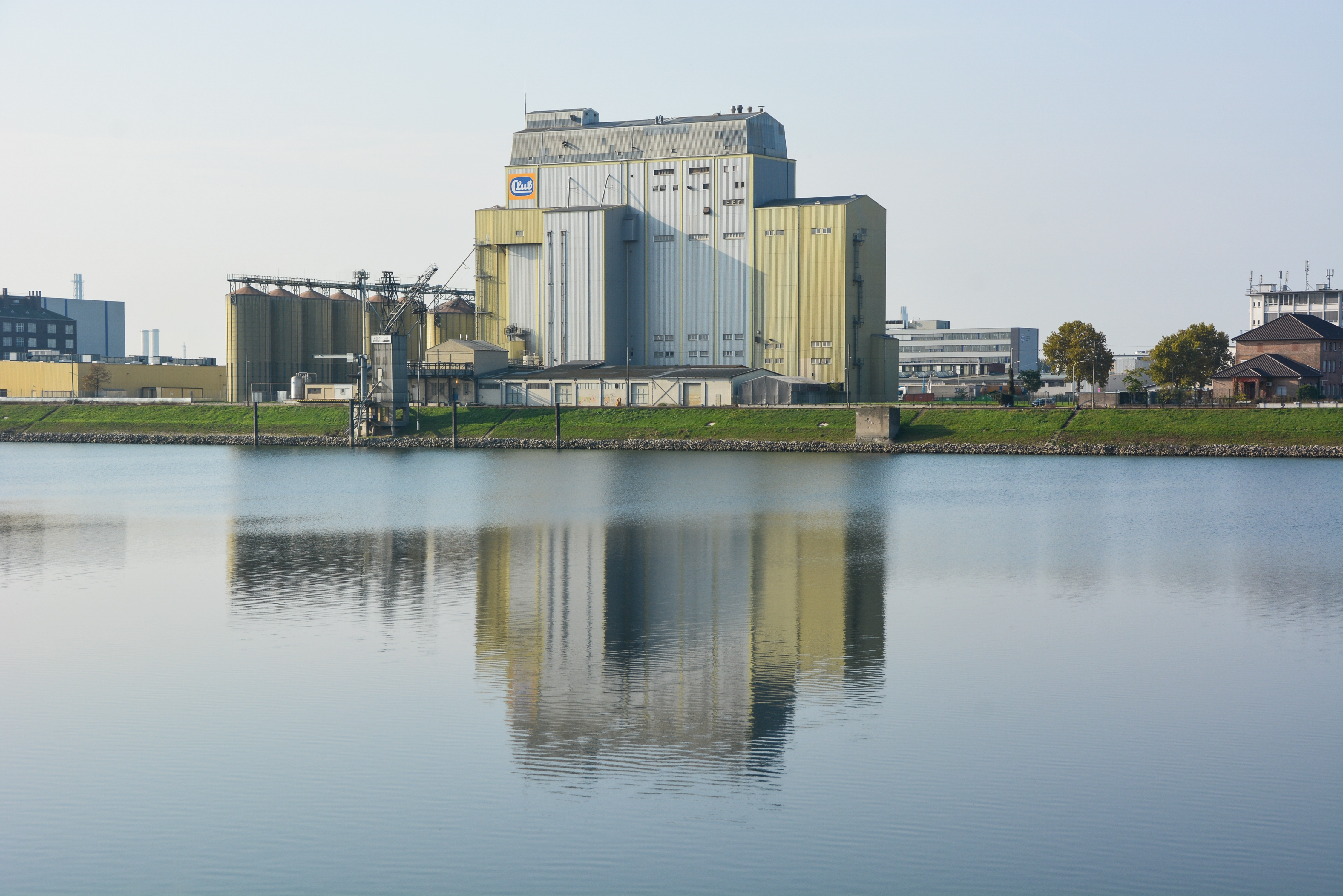
Комбикормовый завод Club в Мангейме

## Текстильная, швейная и обувная промышленность

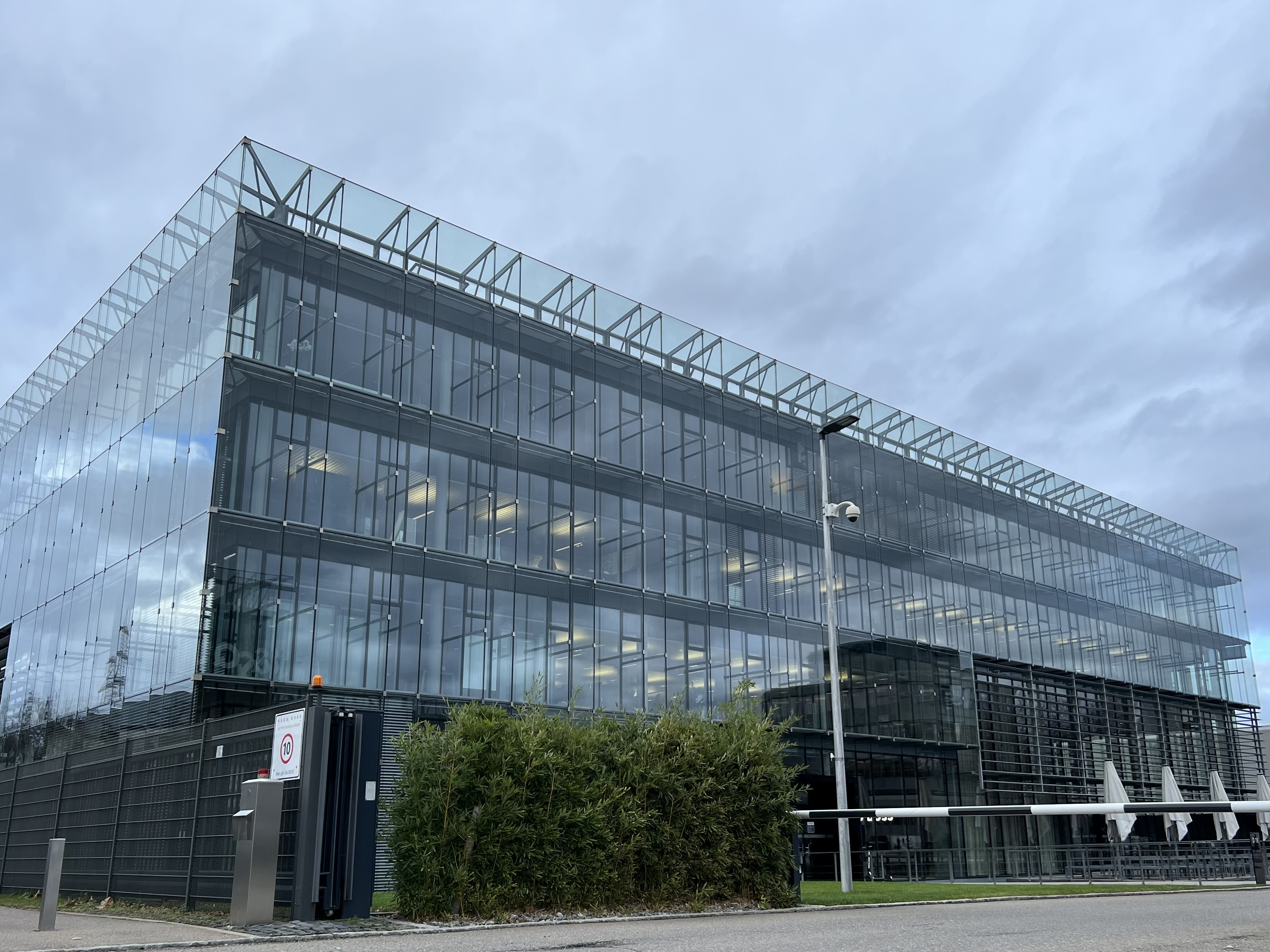
Штаб-квартира Hugo Boss в Метцингене

- Hugo Boss (Метцинген) — повседневная одежда, обувь, домашний текстиль и модные аксессуары, включая сумки, очки, часы и парфюмерию[110][111].
- Freudenberg (Вайнхайм) — технический текстиль, включая нетканые материалы[34].
  - Freudenberg Performance Materials[нем.] (Вайнхайм) — нетканые материалы для автомобильной, медицинской, строительной и швейной отрасли[112].

## Металлургия и металлообработка

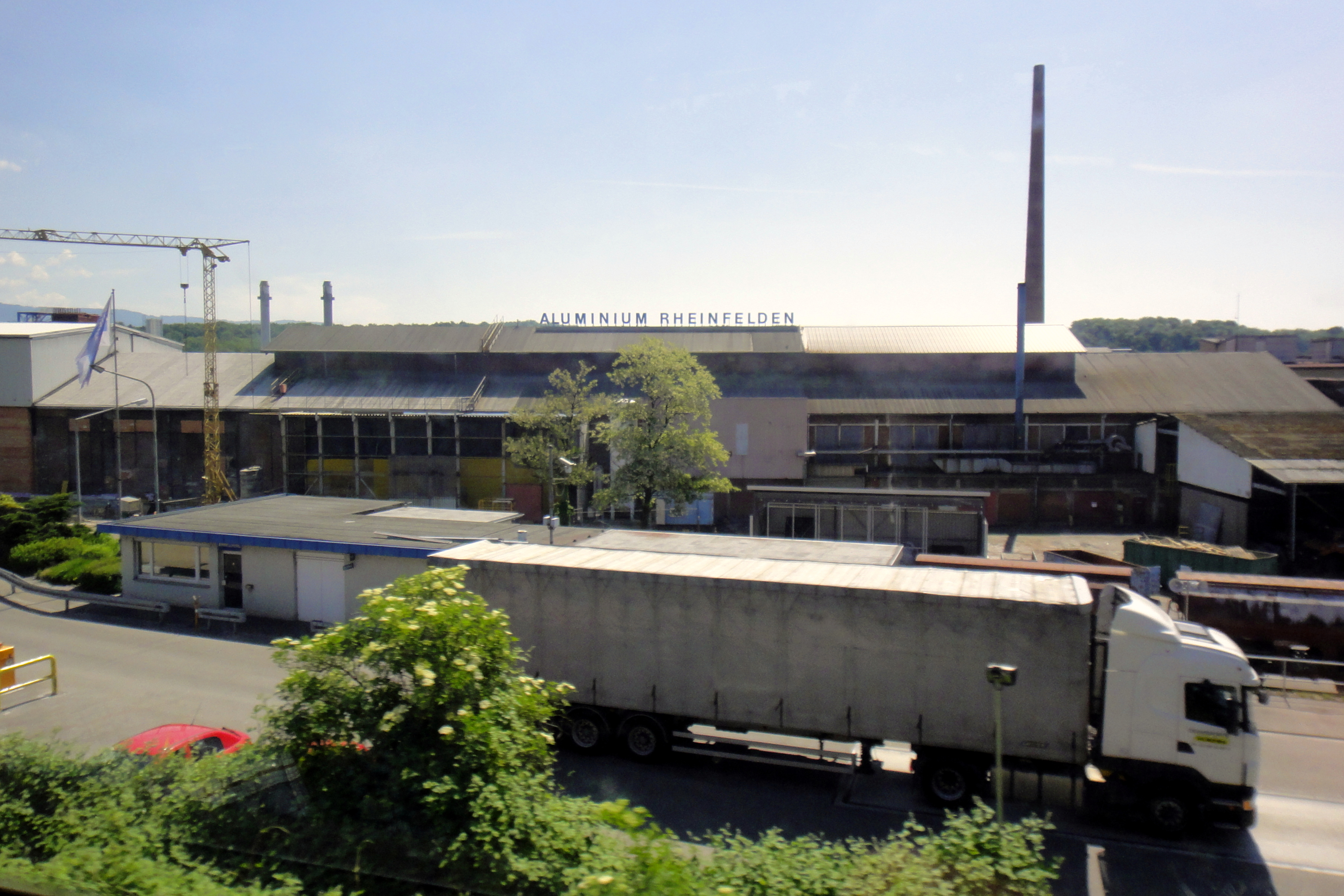
Завод Aluminium Rheinfelden в Райнфельдене

- Wieland Gruppe (Ульм) — медь, латунь и бронза, включая прокат, трубы, прутки, проволоку, теплообменники и прессованные изделия[113].
  - Wieland-Werke (Филлинген-Швеннинген) — медная продукция.
- Agosi (Пфорцхайм) — ювелирные металлы, включая золото и серебро[114].
- Handtmann Metallgusswerk[нем.] (Биберах-ан-дер-Рис) — литые алюминиевые детали для автомобильной, электронной и пищевой промышленности[115][116].
- Gühring (Альбштадт) — твёрдые сплавы и режущий инструмент, включая свёрла, фрезы, метчики, зенкеры, развёртки и зажимные патроны[117].
- Badische Stahlwerke[нем.] (Кель) — арматурная сталь, включая пруток и катанку[118].
- Aluminium Rheinfelden (Райнфельден) — алюминиевые сплавы и штампованные изделия, включая автомобильные детали, электроды и углеродные пасты.

## Деревообрабатывающая, бумажная и мебельная промышленность

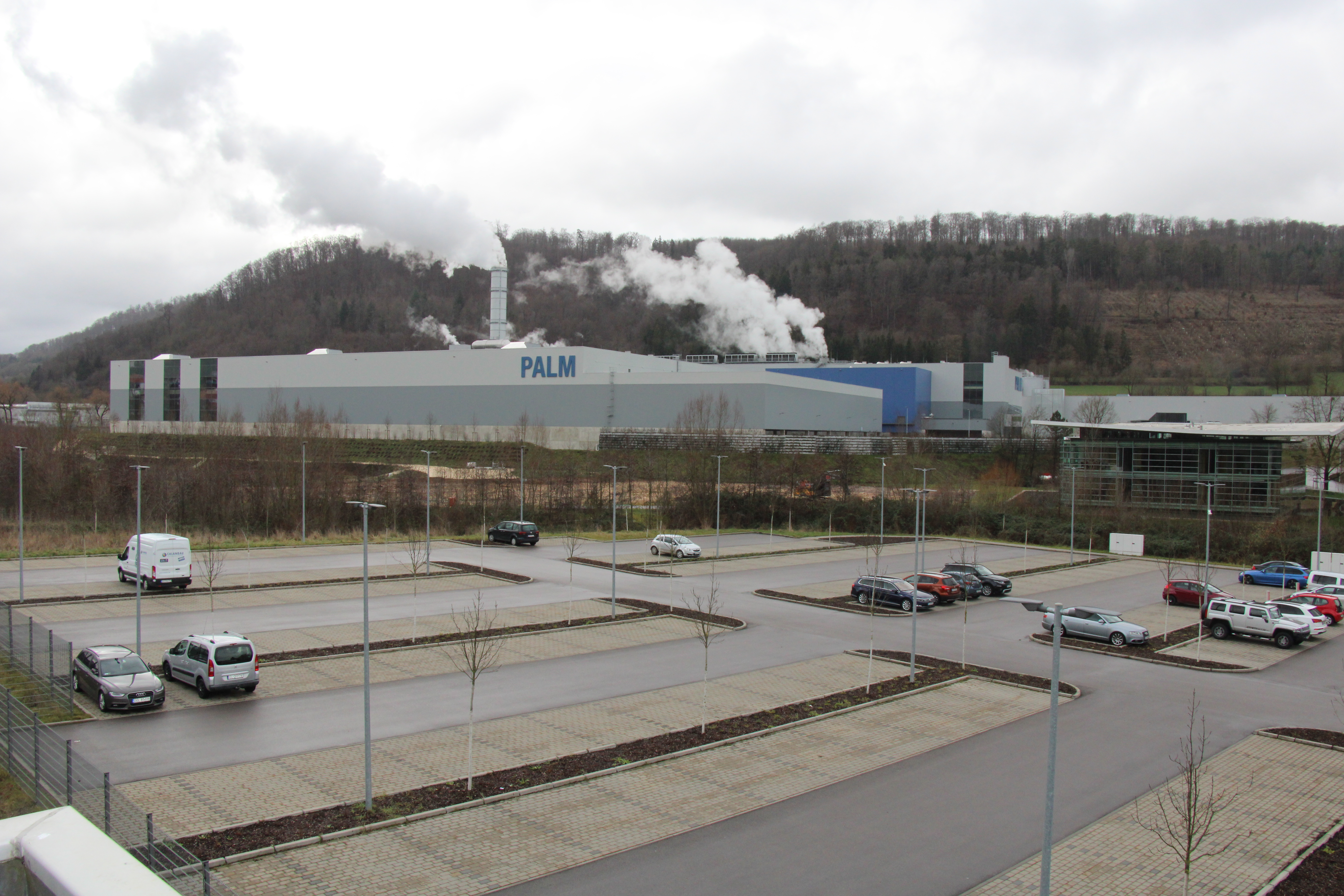
Бумажная фабрика Palm в Алене

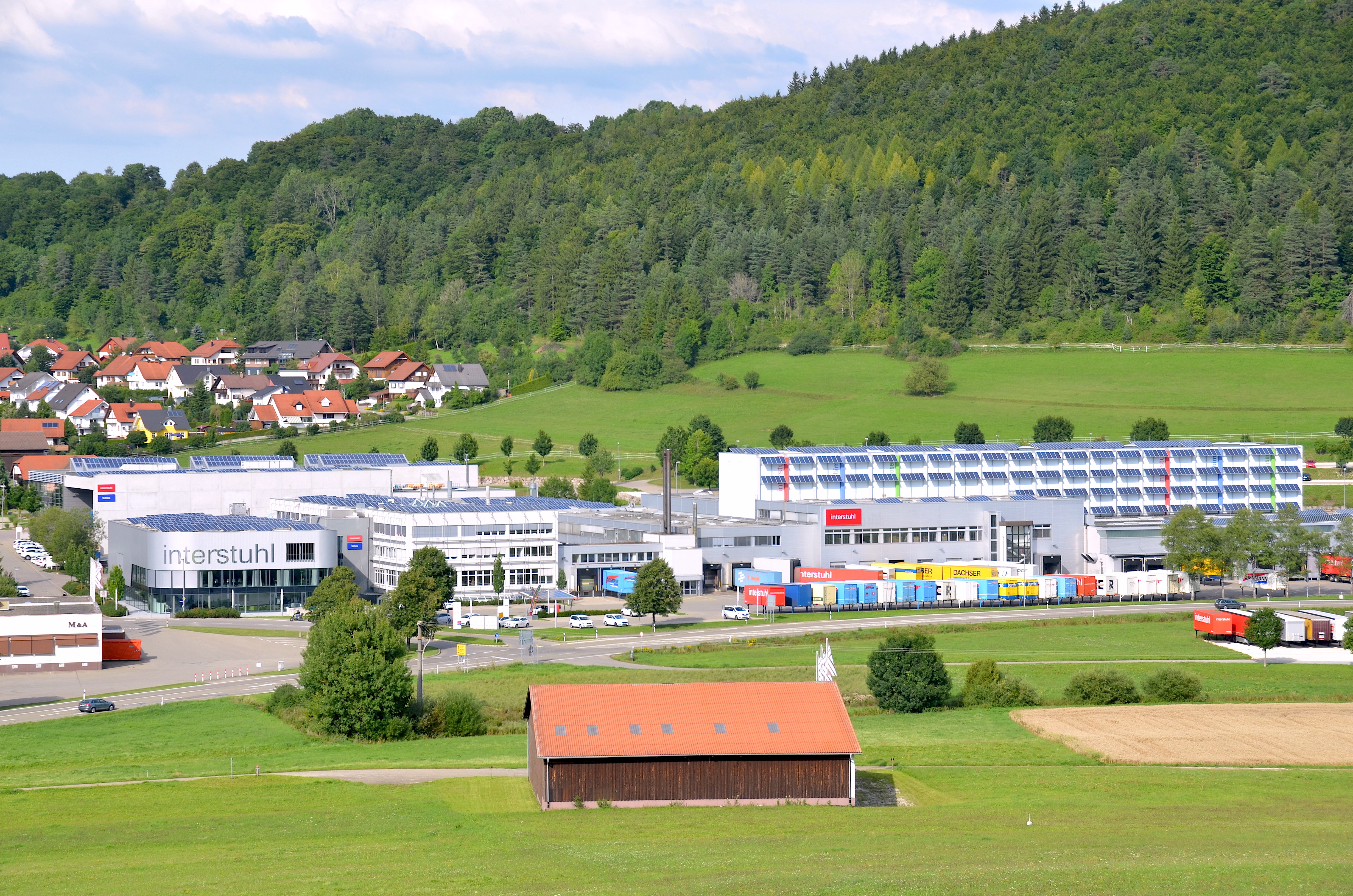
Мебельная фабрика Interstuhl Büromöbel в Месштеттене

В Баден-Вюртемберге производят пиломатериалы, целлюлозу, бумагу, картон, картонные коробки, мебель для офисов, гостиных, кухонь, ванных комнат, ресторанов и кафе, в том числе мягкую мебель и офисные кресла. Крупнейшими компаниями отрасли являются:
- Papierfabrik Palm[нем.] (Ален) — целлюлозно-бумажная продукция, включая газетную бумагу, гофрокартон и складные коробки[119].
- Koehler Holding[нем.] (Оберкирх) — целлюлозно-бумажная продукция, включая термобумагу, копировальную бумагу, упаковочную бумагу и картон[120].
  - Katz[нем.] (Вайзенбах) — бирдекели, открытки, календари, освежители воздуха, картонная упаковка и звукоизоляционные материалы[121].
- Sappi Fine Paper Europe[нем.] (Эинген) — целлюлозно-бумажная продукция.
- Hansgrohe[нем.] (Шильтах) — мебель для ванных комнат.
- Interstuhl Büromöbel[нем.] (Месштеттен) — офисные стулья, диваны и столы[122].

## Стекольная и керамическая промышленность
- Glas Trösch Euroholding[нем.] (Бад-Кроцинген) — строительное стекло, включая стекло для дверей и окон, стеклянные перегородки и полки[123].
- Blanc & Fischer[нем.] (Обердердинген) — кухонное оборудование.
  - ARPA (Обердердинген) — стеклокерамические варочные поверхности.

## Игрушки
- Fischer Holding (Вальдахталь) — развивающие и обучающие конструкторы.

## Другие отрасли
- Gardena[нем.] (Ульм) — садовый инвентарь, включая шланги, соединительные муфты, насосы, разбрызгиватели высокого давления, опрыскиватели, секаторы, тяпки, грабли, топоры, тачки, электрические пилы, тримеры и кусторезы, роботы-газонокосилки[124].